# Cosenza
Cosenza (, IPA: [koˈzɛnʦa], Cusenza [kuˈsɛnʣa] in dialetto cosentino) è un comune italiano di 63 257 abitanti capoluogo dell'omonima provincia in Calabria.
Le origini della città risalgono almeno all'VIII secolo a.C., quando sul suo territorio sorgeva il villaggio italico di Kos. Nel IV secolo a.C. assunse il ruolo di capitale dei Bruzi, ed esercitò un ruolo egemonico nella regione sino alla conquista da parte dei romani. Dal XVI secolo assunse il ruolo di capoluogo della Calabria Citeriore.
Cosenza è urbanisticamente divisa in due parti: la città moderna e il centro storico, noto anche come Cosenza vecchia. Quest'ultimo è il nucleo più antico e si sviluppa sul lato alto della città fino al colle Pancrazio, mentre la città moderna si sviluppa lungo la riva sinistra del fiume Crati, ed è fulcro di un agglomerato urbano comprendente il comune di Rende, dove ha sede il campus dell'Università della Calabria.

## Geografia fisica

### Territorio
Cosenza, il capoluogo di provincia più a nord della Calabria, sorge sul colle Pancrazio, nella valle del fiume Crati, alla confluenza di quest'ultimo con il Busento. Tale confluenza consente di distinguere l'area dell'insediamento primigenio, posta in alto fino al colle Pancrazio, e la città moderna sviluppatasi lungo la riva sinistra del Crati. Il nucleo storico, meglio conosciuto come Cosenza vecchia, rispecchia la comune facies degli antichi insediamenti collinari, dominata da vicoli erti, stretti e tortuosi lungo i quali si erge un'edificazione fatta da fabbricati minuti e palazzi signorili, arroccati sul colle Pancrazio, successivamente sui colli Guarassano e Torrevetere, a sinistra del Crati, mentre sono assai rare le abitazioni su i restanti colli circostanti, Gramazio, Triglio, Mussano e Venneri. La zona a sud è bagnata anche dai fiumi Cardone e Iassa, mentre la zona nord-ovest del perimetro comunale è attraversata dal torrente Campagnano che rappresenta il punto di contatto con i comuni dell'area urbana di Castrolibero e Rende.
L'intera area di insediamento è protetta a ovest dalla Catena Costiera meridionale (lungo la quale svetta Monte Cocuzzo di formazione dolomitico-calcarea e che molti ritengono invece erroneamente un vulcano spento) che separa la città dal Mar Tirreno, e a est dalla Sila, l'altipiano boscoso in cui vive ancora il lupo, animale totemico della città stessa e simbolo della locale squadra di calcio.
La città si estende su una superficie di 37,86 km², a un'altitudine sul livello del mare pari a 238 metri (quota riferita a piazza Bilotti). Il municipio (Palazzo dei Bruzi, sito in piazza dei Bruzi), è posto a 233 metri sul livello del mare. Il dislivello altimetrico del territorio comunale è di 402 metri, con il punto più alto situato a SE (c.da Destra di Tornaturo a quota 589) e il più basso a N (via Popilia, località Torrevecchia a quota 187).

### Clima
L'ubicazione della città, in una vallata interamente circondata dai rilievi della Catena Costiera, della Sila e del Pollino, incide sul locale microclima. La scarsa presenza di venti dovuta alle caratteristiche orografiche del territorio favorisce il fenomeno dell'inversione termica, con accentuata escursione termica e frequente formazione di foschie o banchi di nebbia.
D'inverno le temperature minime sono di norma più basse di quanto altitudine e latitudine lascino prevedere, e oscillano tipicamente tra i 3-4 gradi notturni e i 10-13 diurni, con frequenti brinate; nonostante la modesta altitudine, in condizioni particolari gli accumuli di neve possono raggiungere anche i 50–60 cm. In estate, specie in condizioni di calma di vento, le temperature diurne sono molto elevate e si accompagnano a valori di umidità molto bassi, ma non è infrequente che nelle ore centrali della giornata la calura generi nubi cumuliformi e temporali.

## Storia
Non esistono certezze sulla data della sua fondazione, ma la sua corrispondenza con l'antico villaggio italico di Kos (o Kossa) la datano almeno all'VIII secolo a.C.; fu poi conquistata dai Bretti, che ne fecero la loro capitale "ΜΕΤΡΟΠΟΛΙΣ ΤΩΝ ΒΡΕΤΤΙΩΝ" (Metrópolis tōn Bréttion) nel IV secolo a.C., ed esercitò un ruolo egemonico nell'area brettia della regione sino alla conquista da parte dei romani.

### Età antica
(Gabriele Barrio)

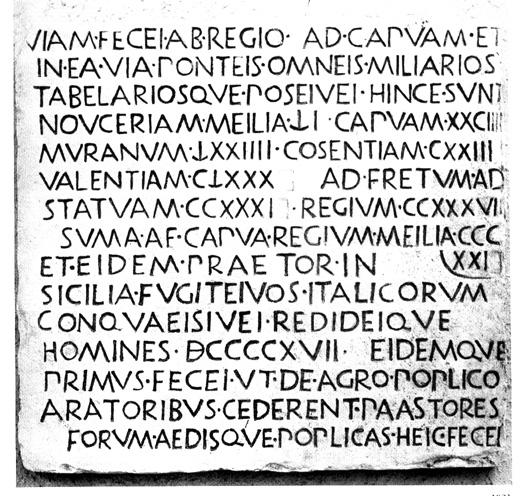
Cosentia è menzionata nel Cippo di Polla, epigrafe romana di età repubblicana

Le origini della città risalgono almeno all'VIII secolo a.C., quando sul suo territorio sorgeva il villaggio italico di Kos ("Kossa" nell'elenco delle città situate in Calabria compilato nel V secolo a.C. dallo storico greco Ecateo di Mileto; Ecat. FGrHist 1 FF 64-71), le cui monete, risalenti al 420 a.C., sono custodite presso il British Museum di Londra; nel IV secolo a.C. fu probabilmente conquistata dal popolo bruzio, parte meridionale del macro-gruppo sabellico insieme ai Siculi della Locride, che fece la propria capitale di Cossa (o Cosa) nella Valle del Crati, poiché ritenuta strategica per il controllo dell'area. Il primo toponimo, Kos/Kosa, forse richiama l'otre di pelle (dal greco kuus, "tagliato"/"giuntato") con cui probabilmente gli abitanti prendevano l'acqua nei due fiumi della città o si riparavano dalle intemperie {senza fonte e paretimologico}; successivamente, con i Bruzi Cosa o Cossa passa a rappresentare un esito sabellico di una base indoeuropea per 'caverna' o 'grotta' (città di 'grotte' costruita nel tufo), mentre i Romani, dopo la sconfitta patita per mano degli alleati bruzi di Annibale (circa il 201 a.C.) cambiano il nome in Co[n]sentia per deviare l'attenzione dalla sconfitta e per ricordare' il "consenso" dei due fiumi (Livio: «ubi consentiunt flumina»), cioè il loro congiungersi. La città si sviluppò rapidamente e giunse a esercitare il proprio controllo anche sulla Lucania e su quasi tutte le città della Magna Grecia calabra, che caddero una dopo l'altra sotto i continui attacchi dei Bruzi.
Quando il territorio venne sottomesso dai romani, Cosentia divenne un'importante statio lungo la Via Capua-Rhegium. Sotto l'impero di Augusto assunse le caratteristiche di città commerciale che mantenne sino all'età tardo-imperiale. Il 're dei Visigoti', generale dell'esercito romano, Alarico, dopo il sacco di Roma del 410, muore a Cosenza per malattia, venendo sepolto vicino al fiume Busento.

### Medioevo ed età moderna

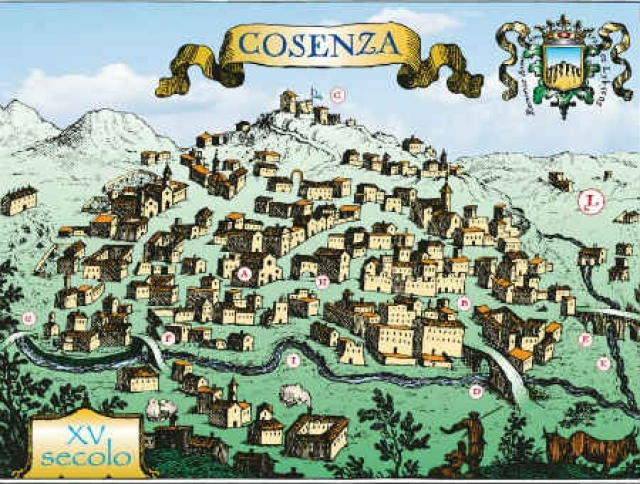
Cosenza in una copia della celebre stampa dell'Abate Giovan Battista Pacichelli

Trasformata in ducato nel 568, dall'VIII al IX secolo la città fu sotto al dominio bizantino e assunse il nome di Constantia. La città, violentemente contesa da saraceni e longobardi, fu quasi distrutta e riedificata nel 988. Oppostasi senza troppo successo all'occupazione normanna dell'XI secolo, successivamente divenne ducato degli Svevi, tra le città predilette da Federico II. In età angioina, sebbene mantenesse una certa autonomia, la città attraversò un periodo buio, attanagliata dalla miseria e dal brigantaggio. Solo nel XV secolo fu prescelta da Luigi III d'Angiò come luogo di residenza: in quegli anni Cosenza poté assurgere a fulcro del ducato di Calabria.
Nel periodo aragonese la città divenne capoluogo della Calabria Citeriore, che comprendeva grosso modo la provincia cosentina. In questo periodo nacque l'Accademia Cosentina che, soprattutto sotto la guida di Bernardino Telesio, divenne una delle principali istituzioni culturali dell'Italia Meridionale. In riferimento alla tradizione culturale acquisita tra XV e XVI secolo è identificata come "Atene della Calabria".

### Età contemporanea

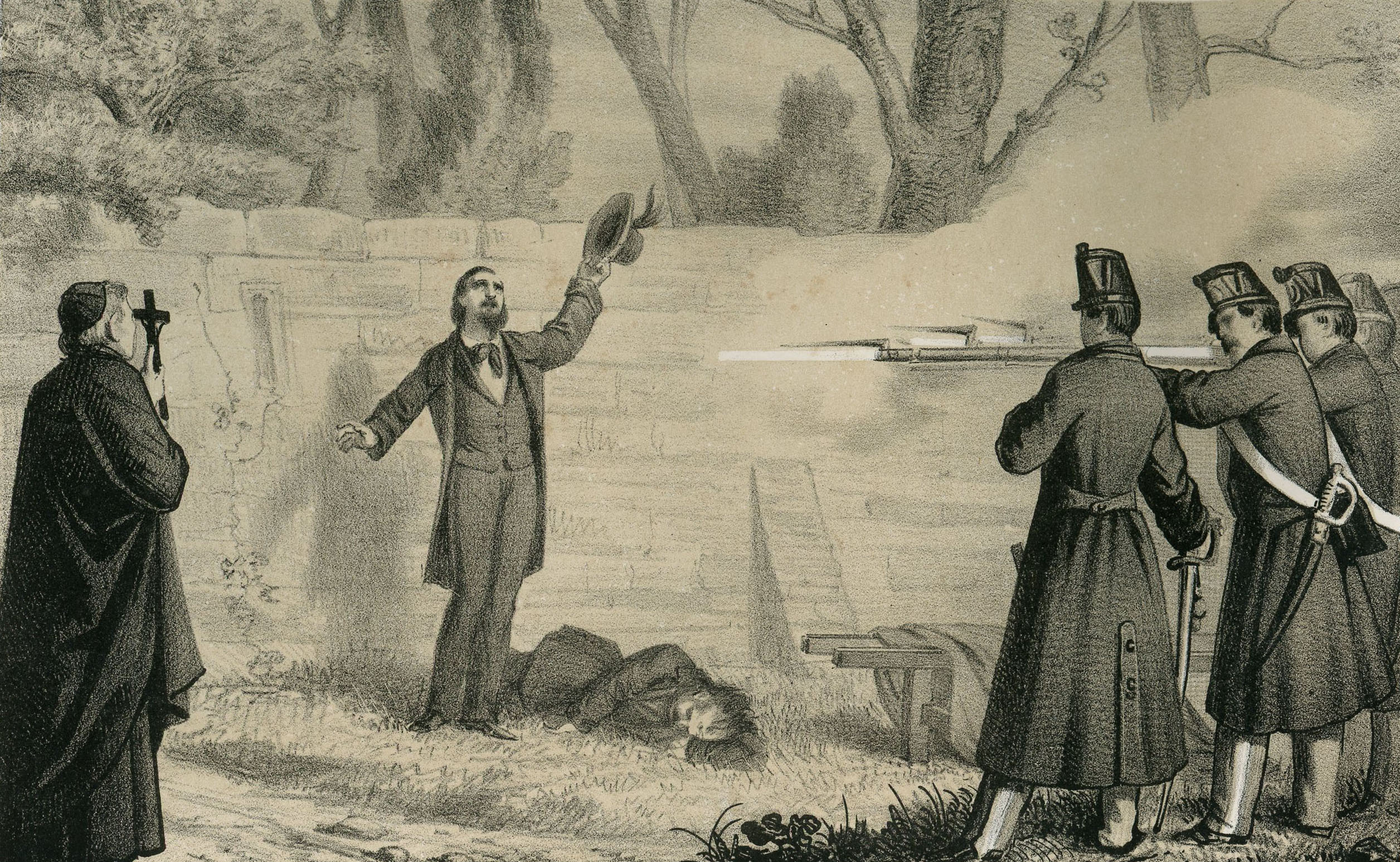
Fucilazione dei Fratelli Bandiera nel Vallone di Rovito

Durante l'età napoleonica la città fu contrassegnata da un orientamento anticlericale e libertario, di matrice fortemente antiborbonica. Con la Restaurazione non mancarono le iniziative liberali e patriottiche che culminarono con la rivolta del 15 marzo 1844, durante la quale vi fu uno scontro a fuoco nel Largo dell'Intendenza tra i soldati borbonici e 21 patrioti poi condannati a morte. A quella rivolta il successivo 25 luglio si ispirarono i Fratelli Bandiera che, a capo di un gruppo di repubblicani veneziani, cercarono di aiutare i "fratelli calabresi" a emanciparsi dal giogo borbonico.
Interessata in epoca fascista da un ampio processo di riqualificazione ed espansione urbana, la città patì i ripetuti bombardamenti della seconda guerra mondiale. Quando gli Alleati liberarono Cosenza, avvenne una rivolta popolare da parte della popolazione cosentina, adirata poiché il prefetto fascista era rimasto al potere. L'incontrollata espansione edilizia connotò anche il secondo dopoguerra, egemonizzato da classi dirigenti democristiane cui si affiancarono in un secondo tempo i socialisti.
La seconda metà del XX secolo vide tre figure politiche apicali: Giacomo Mancini, leader del PSI e ministro dei lavori pubblici (grazie a lui fu realizzata l'autostrada Salerno-Reggio Calabria), l'esponente della sinistra DC Riccardo Misasi, ministro della pubblica Istruzione, e il più volte Ministro e Sottosegretario alla Presidenza del Consiglio dei Ministri Dario Antoniozzi, questi ultimi artefici, tra l’altro, della nascita ed insediamento nell’area cosentina dell'Unical, uno fra i più rinomati atenei del Mezzogiorno. Grazie a questi tre importanti esponenti politici la città di Cosenza crebbe in termini socio-economici, culturali ed infrastrutturali.
Nel 1971 la popolazione residente superò i 100 000 abitanti, contro gli appena 57.000 di venti anni prima: furono quelli gli anni di abbandono del centro storico cittadino in favore di periferie urbane, spesso prive di servizi. Negli anni successivi Cosenza ha visto un repentino calo della popolazione, a vantaggio dei comuni della cintura urbana.

### Simboli
Lo stemma di Cosenza riconosciuto con decreto del Capo del Governo n. 3061-6 promulgato il 24 aprile 1941, Di verde al monte all'italiana di sette cime d'oro, raffigura i sette colli d'oro sentinelle dell'indipendenza della città, in campo verde.
(Cesare Recupito, Roma, 1670)
Il bozzetto che accompagna il decreto di concessione del 1941 presenta i sette colli al naturale, fondati su una campagna di verde.

## Monumenti e luoghi di interesse

### Architetture religiose

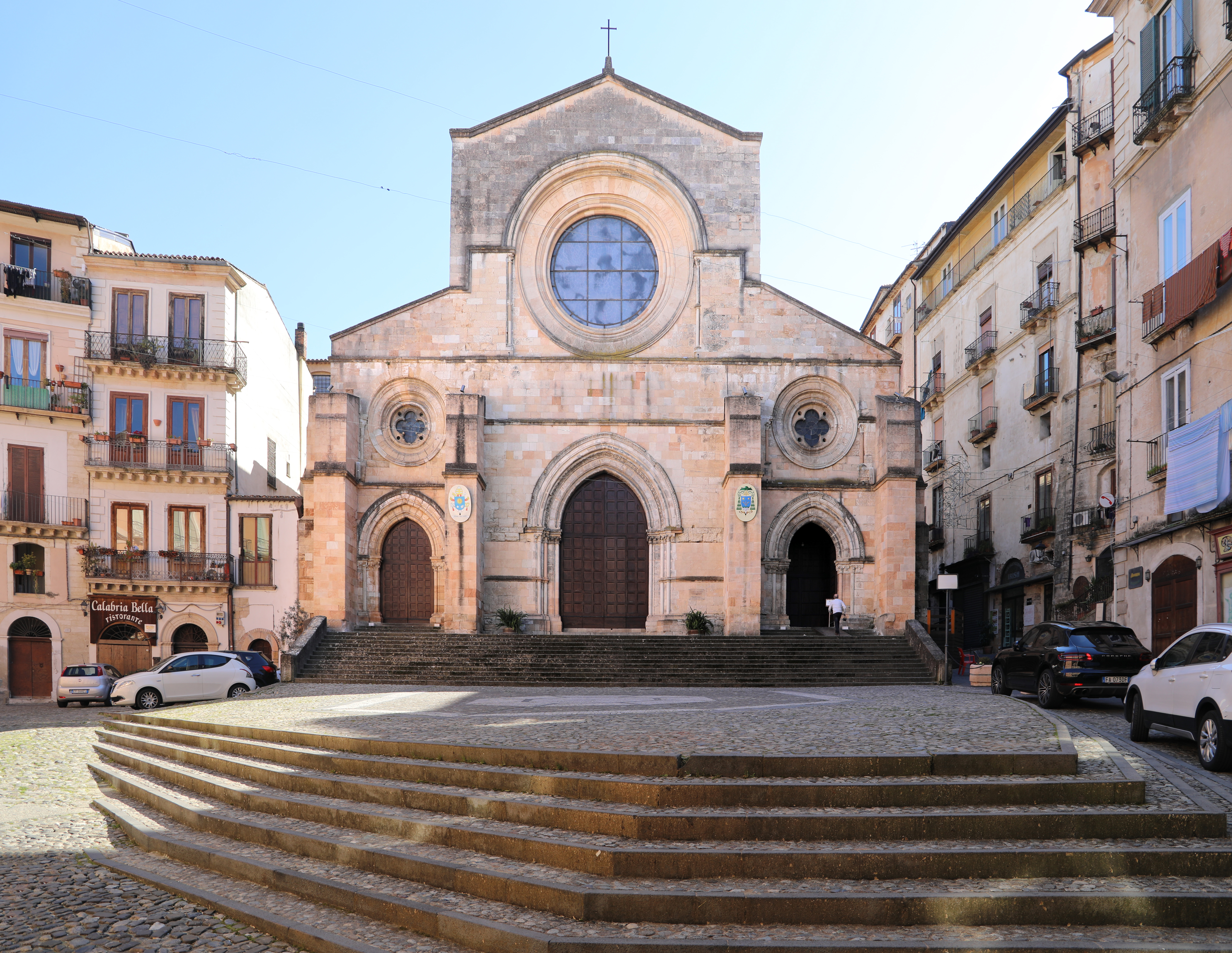
Il Duomo di Cosenza

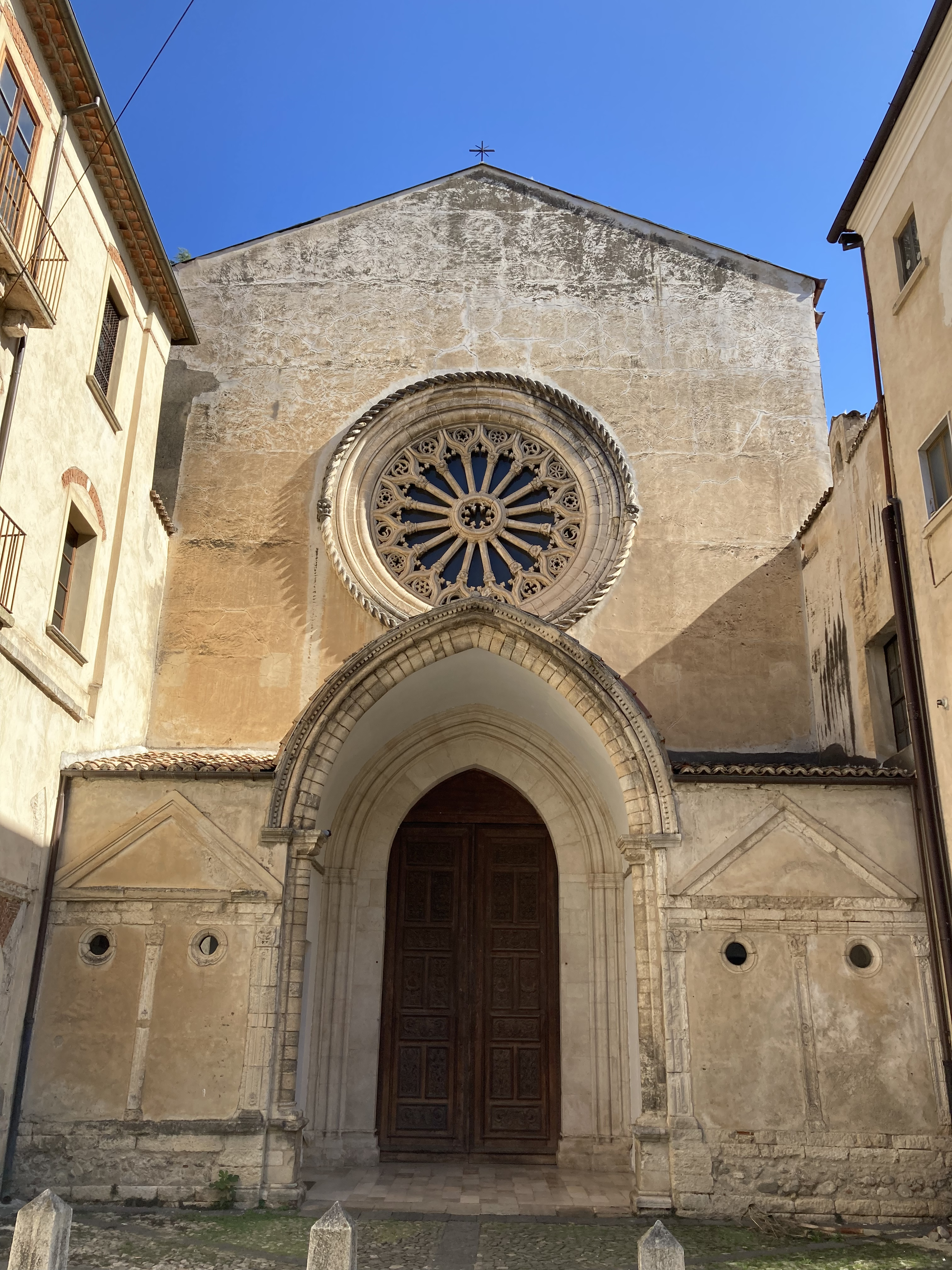
Chiesa di San Domenico

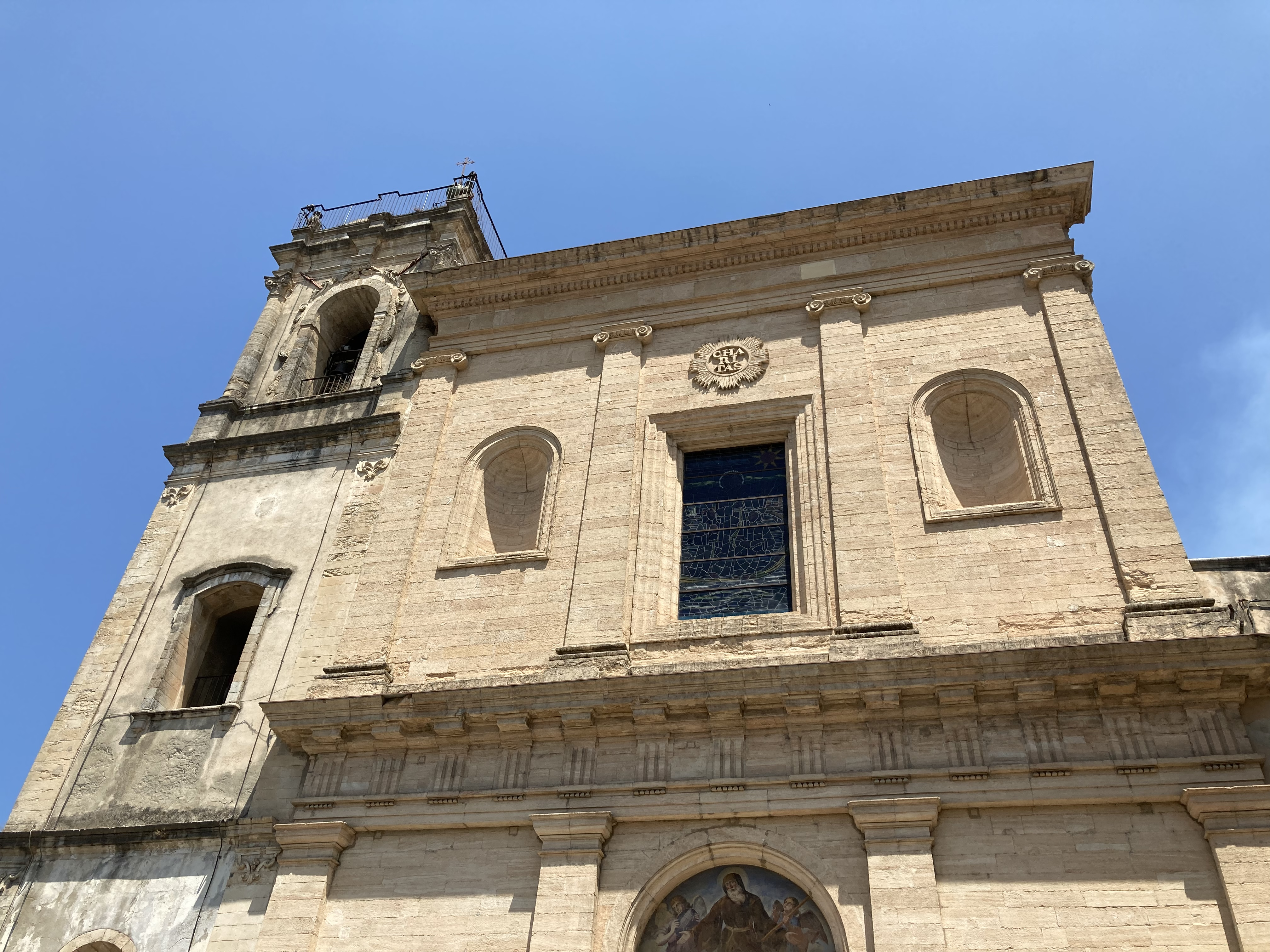
Chiesa di San Francesco di Paola

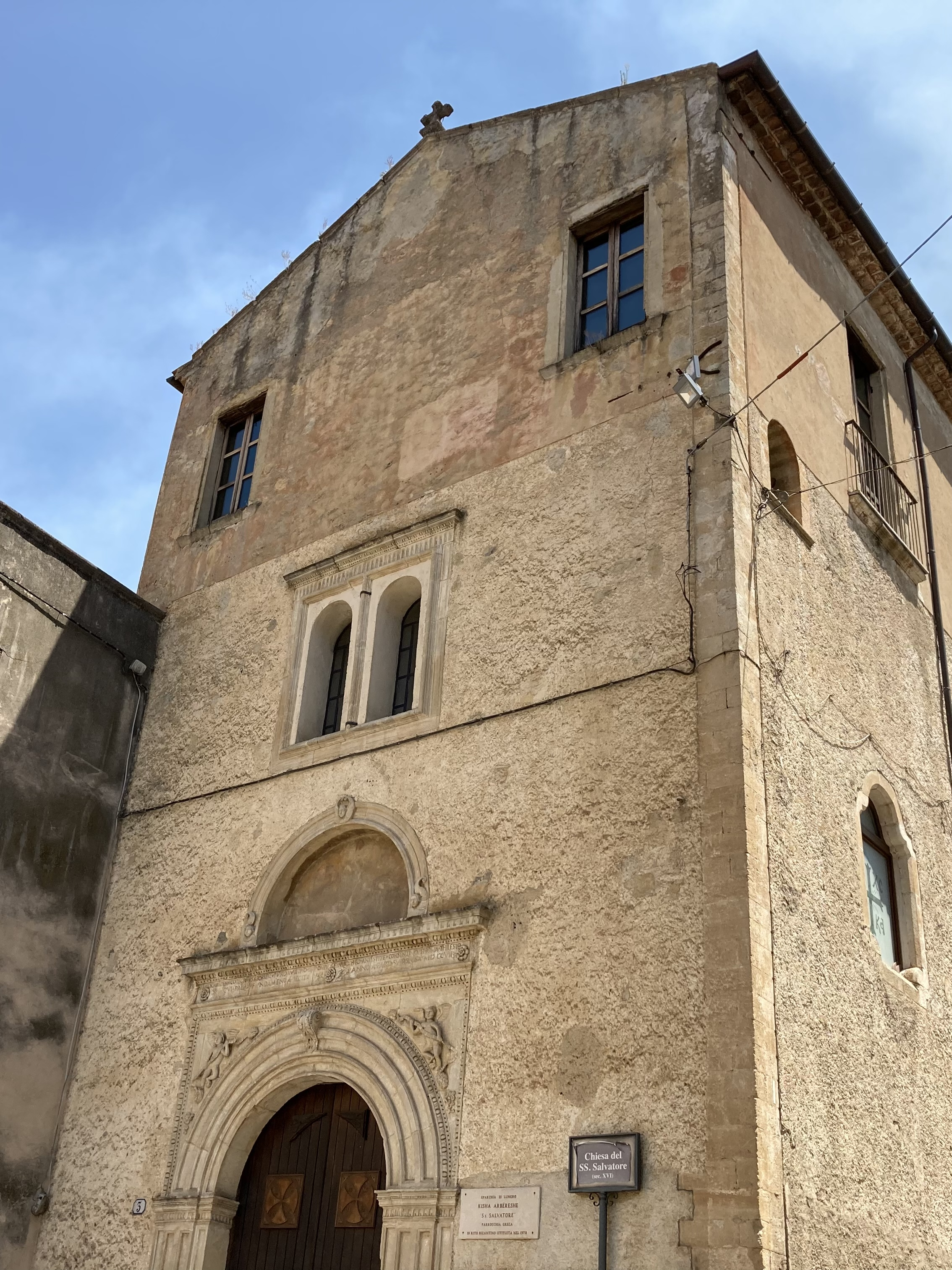
Chiesa del Santissimo Salvatore (nota come “chiesa greca”)

Ricco di testimonianze religiose è il centro antico sede delle chiese più pregevoli, in primis del Duomo opera del XII secolo, realizzato dall'allora arcivescovo Luca Campano, autore della prima platea del nuovo arcivescovato (sotto i Bizantini solo semplice vescovato). L'edificio religioso più antico è San Giovanni Battista del X secolo mentre del XIII secolo è la chiesa, convento e chiostro di San Francesco d'Assisi; la chiesa fa parte di un complesso monastico fondato nel 1217 ed è stata oggetto di modifiche e cambiamenti in epoche successive. Le principali costruzioni religiose sono del XV secolo, fra queste troviamo la chiesa e complesso monumentale di Sant'Agostino e la chiesa, convento e chiostro di S. Francesco di Paola che venne costruito nel 1444 da san Francesco di Paola divenendo la sua dimora abituale.
Del secolo successivo sono invece la chiesa e convento del Santissimo Crocifisso (o della Riforma), la chiesa della Madonna del Carmine, la chiesa di San Domenico, la chiesa e convento delle Cappuccinelle, il convento di Santa Maria delle Vergini e la chiesa bizantina italo greco albanese Santissimo Salvatore. La chiesa della Madonna del Carmine, situata in piazza Venti Settembre, di fronte al Palazzo del Municipio, fu di proprietà dei Carmelitani dell'Antica Osservanza in seguito alla donazione da parte di Bernardino Mollica, come si ricava da una bolla di papa Pio V del 1567. Dopo il terremoto e la distruzione del 1635, per volontà dei frati venne ricostruita in grande stile e completata nel 1696. Risale al 1756 un'altra opera di restyling con la quale si realizzò l'altare maggiore impreziosito dal dipinto di Santa Maria della Bruna. I terremoti del 1783 con conseguente abbandono dei frati, e del 1854 misero a dura prova la struttura che venne ricostruita in maniera definitiva conservando l'aspetto odierno caratterizzato dallo stile neoclassico. Menzione particolare merita la chiesa di San Domenico considerata la più pregevole chiesa dopo il Duomo. Del XVII secolo è il convento dei Carmelitani Scalzi mentre altre chiese di rilievo sono la chiesa di San Nicola che racchiude preziose opere d'arte, il palazzo arcivescovile e il convento delle Suore Minime della Passione di Nostro Signore Gesù Cristo in cui operò la Beata suor Elena Aiello, nota come a monaca santa. Un'altra architettura religiosa di pregio è la Chiesa di Santa Teresa che fu progettata nel 1927 in stile neogotico dall’ingegnere Bernardino Caputo. I lavori furono sospesi nel 1932 e ripresero nel 1954 con un nuovo progetto redatto dall’architetto Mario Ferrari in cui lo stile gotico di derivazione del Centro-Nord Italia proposto dal progetto del 1927 fu sostituito da un gotico d’oltralpe a doppia torre, stilizzato e reinterpretato in chiave moderna. Venne completata nel 1978 con il rivestimento esterno in ceramica.

### Architetture civili del centro storico
(George Gissing, Sulla riva dello Jonio, 1897)
Il centro storico di Cosenza che oggi è suddiviso in 13 quartieri e popolato da circa 5 000 abitanti, incarna nelle sue forme architettoniche l'apice dell'espansione e della cultura dei Bruzi e rappresenta il giacimento culturale della città. Elementi caratteristici della parte antica della città di estensione ragguardevole, nella comparazione con le altre città del Mezzogiorno, sono la concentrazione di edifici monumentali, i numerosi palazzi padronali e di pregio, il disegno urbano, caratterizzato da un dedalo di strette strade che si snodano attorno agli antichi edifici, chiese, conventi, gallerie d'arte, botteghe antiche, case fortezze, slarghi e piazze. Lo spazio urbano è inserito tra i fiumi Crati e Busento.
Sul colle Triglio, dal latino Tribulum, la mola dell'antico mulino in cui si macinava, in campagna, il grano per nutrire la città, si trova palazzo Arnone, ex sede del tribunale e del carcere, poi trasformato in sede della galleria nazionale. Piazza XV Marzo, la piazza più importante della città antica ospita il Teatro Alfonso Rendano, la storica Accademia Cosentina che risale al 1511, la Villa Vecchia e il Palazzo del Governo. In piazza Antonio Toscano, che ospita i ruderi archeologici di epoca bruzia e romana, è ubicata la biblioteca nazionale mentre su Corso Telesio sorge la Casa delle Culture, oggi struttura polifunzionale, ospitata nel vecchio Palazzo di città costruito agli inizi del ‘600.

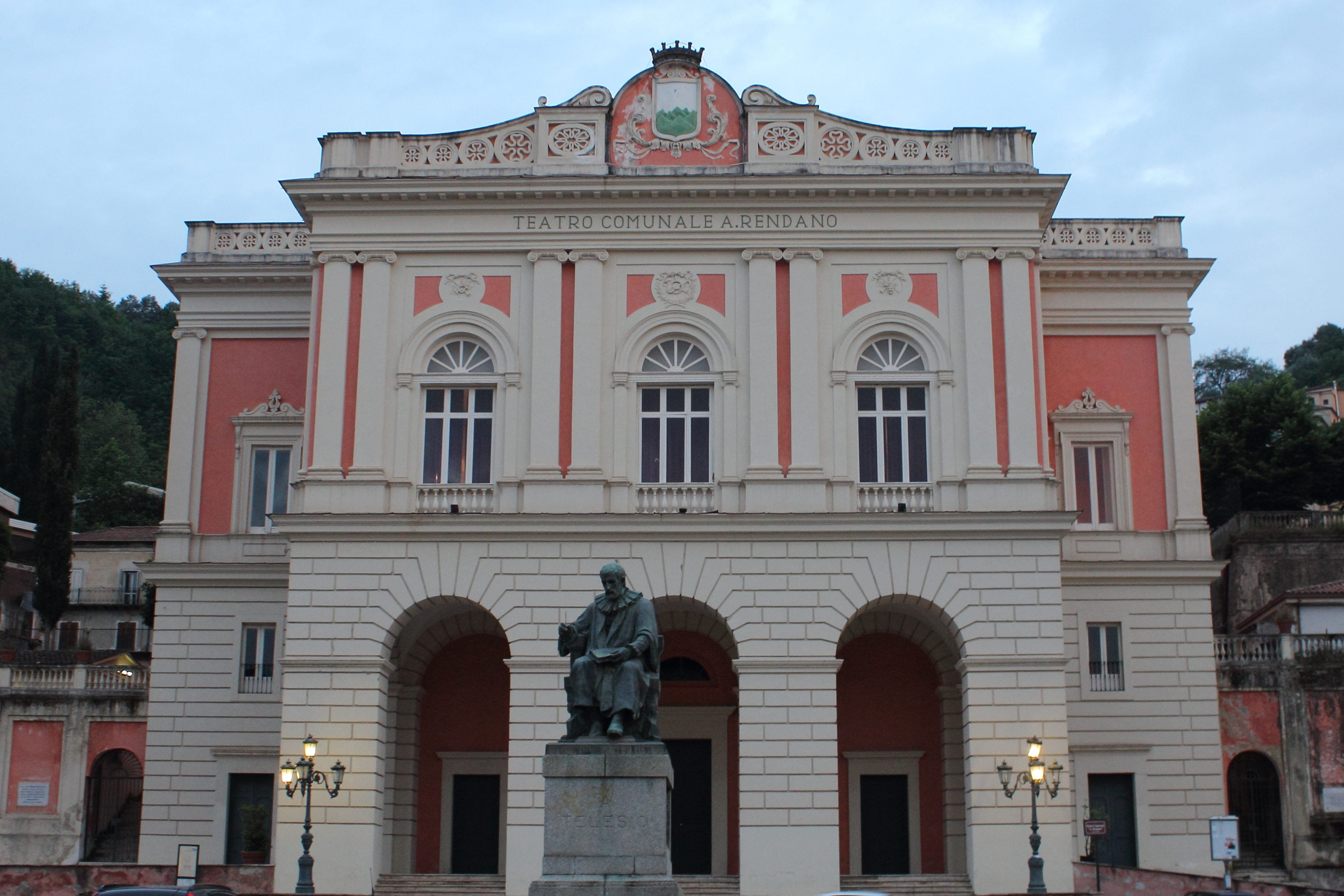
Teatro di Tradizione Alfonso Rendano

Diversi anche gli edifici e architetture pubbliche di particolare pregio architettonico e storico.
- Casa delle Culture (XVII secolo), Corso Telesio
- Palazzo del Governo (XVII secolo), Piazza XV Marzo
- Ponte ferrovie mediterranee - calabrolucane - 1895
- Teatro di tradizione Alfonso Rendano (XIX secolo), centro storico
- Palazzo Arnone (XVI secolo);
- Palazzo Compagna, piazza Duomo centro storico - 1700
- Palazzo Cavalcanti, Calata della Corda, XVII secolo[32]
- Palazzo Monaco, già De Martino (detto Orsomarsi), via Padolisi centro storico - XVII secolo[32]
- Palazzo Monaco, Calata della Corda - XVI secolo[32]
- Palazzo Monaco, via Spirito Santo - XVII secolo[32]
- Palazzo Bombini, centro storico - XVII secolo
- Palazzo Giannuzzi-Savelli, piazza Duomo centro storico - XV secolo
- Palazzo Archi di Vaccaro- XV secolo
- Palazzo Grisolia
- Palazzo Persiani, via Gian Vincenzo Gravina - 1500
- Palazzo De Martino, poi Collice, via Tommaso Cornelio[32]
- Palazzo Magliocchi
- Palazzo Gervasi
- Palazzo Maria Greco
- Palazzo Vercillo
- Palazzo Vitari, Via Gaeta
- Palazzo Caselli
- Palazzo Cicala - 1400
- Palazzo Falvo - 1400
- Palazzo Sersale - 1592
- Palazzo di Città, ex sede del Decurionato Cittadino e sede municipale fino al 1969 - centro storico 1600
- Palazzo del Contestabile Ciaccio poi Sedile dei Nobili e infine Palazzo di Giustizia sino alla metà del XVI secolo, centro storico
- Villa Salfi: realizzata nella seconda metà dell'Ottocento sorge al limite nord del quartiere delle Paparelle.[32] La facciata è di stile neoclassico con influsso napoletano, in particolare dello stile pompeiano. L'atrio è decorato da due colonne in stile dorico, mentre il resto della facciata è caratterizzata da balconi con stipiti modanati, bugnato piatto regolare, mensole di arcotrave, fascia marcapiano con la cornice e la trabeazione con fregio, bugnato piatto regolare e triglifi e metope. Enrico Salfi curò i dipinti e gli interni della propria villa.[33]
- Villa Rendano: sorge al limite sud del quartiere Paparelle[32] e viene completata nel 1891. Si sviluppa su tre piani con volume rettangolare fasciato con disegni a lesene. Il prospetto decorativo della facciata si presenta abbastanza ricco e ornato, i balconi sono caratterizzati da balaustra in ghisa, e timpani superiori triangolari e arcuati. Si nota inoltre nella facciata una ricca balaustra con cimase d'angolo su cui si erge una vela scenografica ornata in muratura. Anche l'interno si presenta elegante e ornato con pitture, soffitti dipinti, pannelli decorativi e stucchi della tradizione napoletana dell'Ottocento.[33]
- Teatro Morelli: Noto come Politeama negli anni ‘30, il teatro fu semidistrutto dai bombardamenti della seconda guerra mondiale e poi riaperto nel dopoguerra. Chiuso a metà degli anni novanta insieme al Consorzio teatrale che vi aveva avviato il suo laboratorio, è stato poi ristrutturato e riaperto nel 2008 con una capienza di 626 spettatori.[34].
- Cinema Teatro "Aroldo Tieri": Il Cinema Teatro “Aroldo Tieri” (già Cinema Italia), uno dei più importanti cinema storici della città, fu sede dell'Opera Nazionale Balilla e poi Gioventù Italiana Littorio e presenta una sala con 289 posti in platea e 194 in galleria. La struttura che lo ospita venne progettata nel 1933-34 dall’ingegnere Giuseppe Belardi come espressione dell’architettura futurista: il prospetto centrale composto da parete curva e arretrata, si affaccia sul Piazzale delle Colonie e raccorda i due corpi di fabbrica laterali composti da volumi più semplici. Durante gli anni ottanta fu occupato dai Centri Sociali Autogestiti, poi ristrutturato nel 2001 e ripresentato ai cittadini con il concerto di Ornella Vanoni. La struttura è caratterizzata da ampi spazi in cui ospita rassegne, festival e cineforum e offre il proprio palcoscenico alle più diverse rappresentazioni, quale importante vetrina per le compagnie di teatro amatoriale del territorio, per le scuole e per le associazioni.

### Architetture civili del Novecento[33]

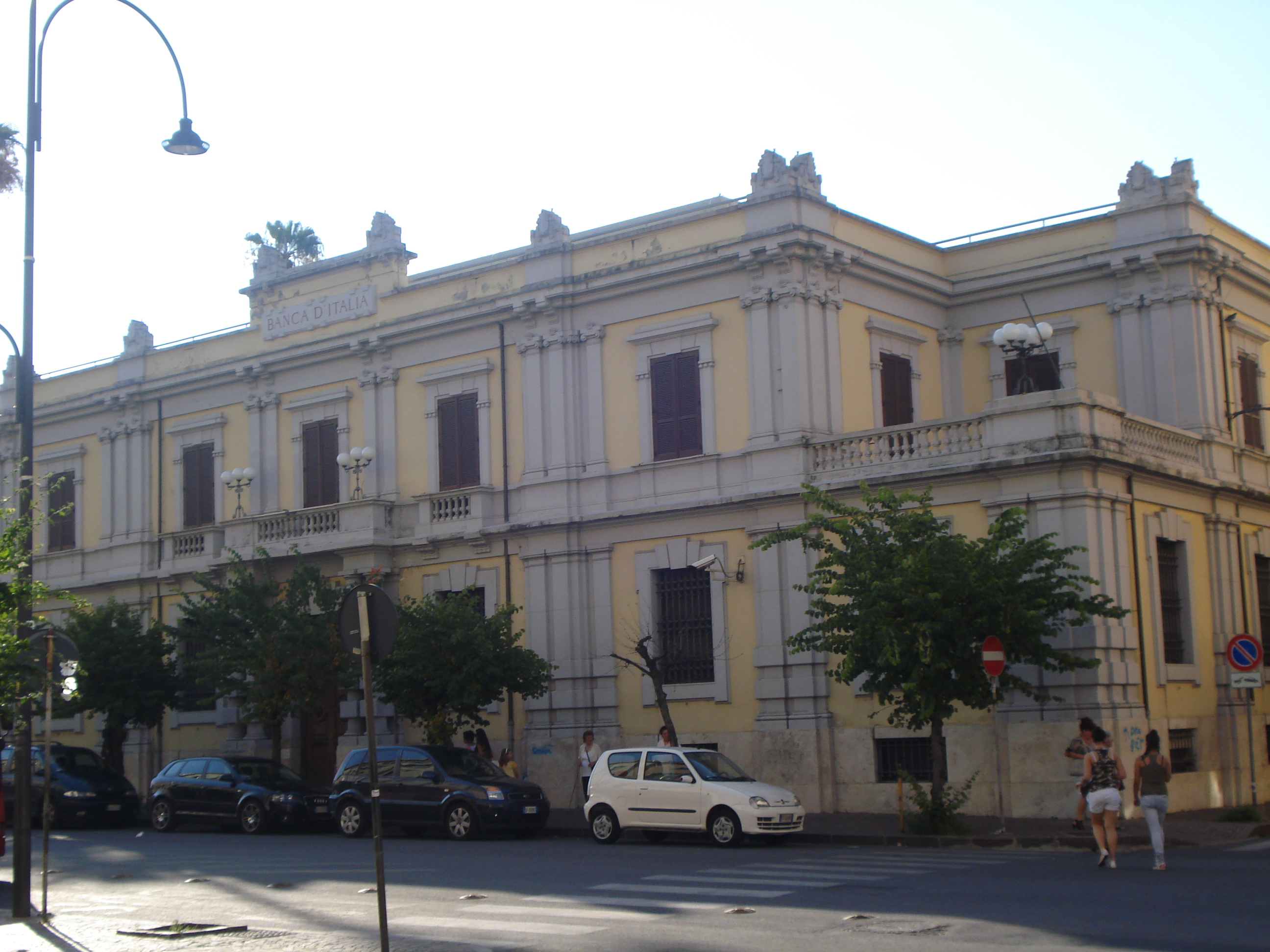
Edificio ex Banca d'Italia di Cosenza

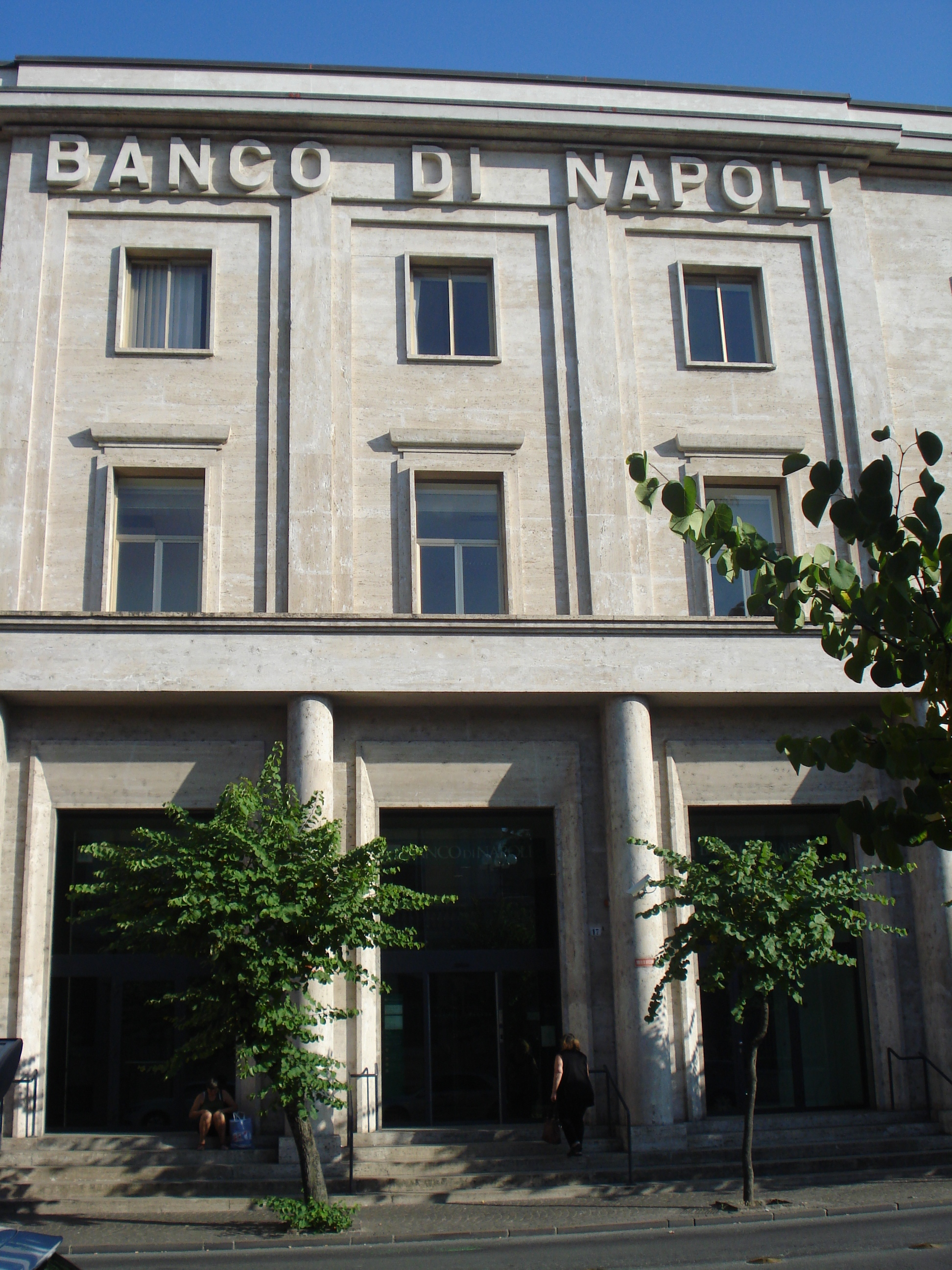
Edificio Banco di Napoli

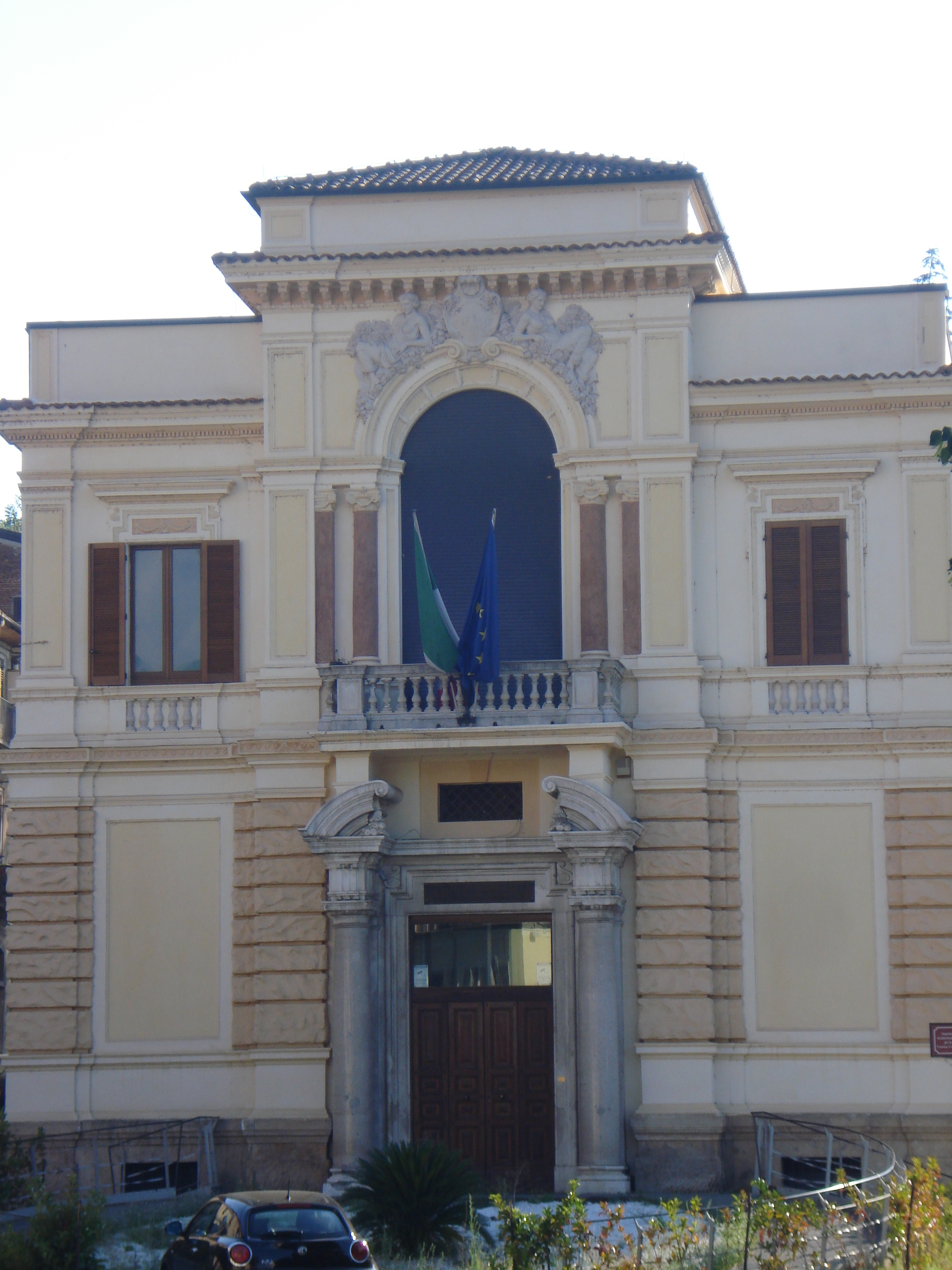
Edificio ex Banca Popolare Cosentina

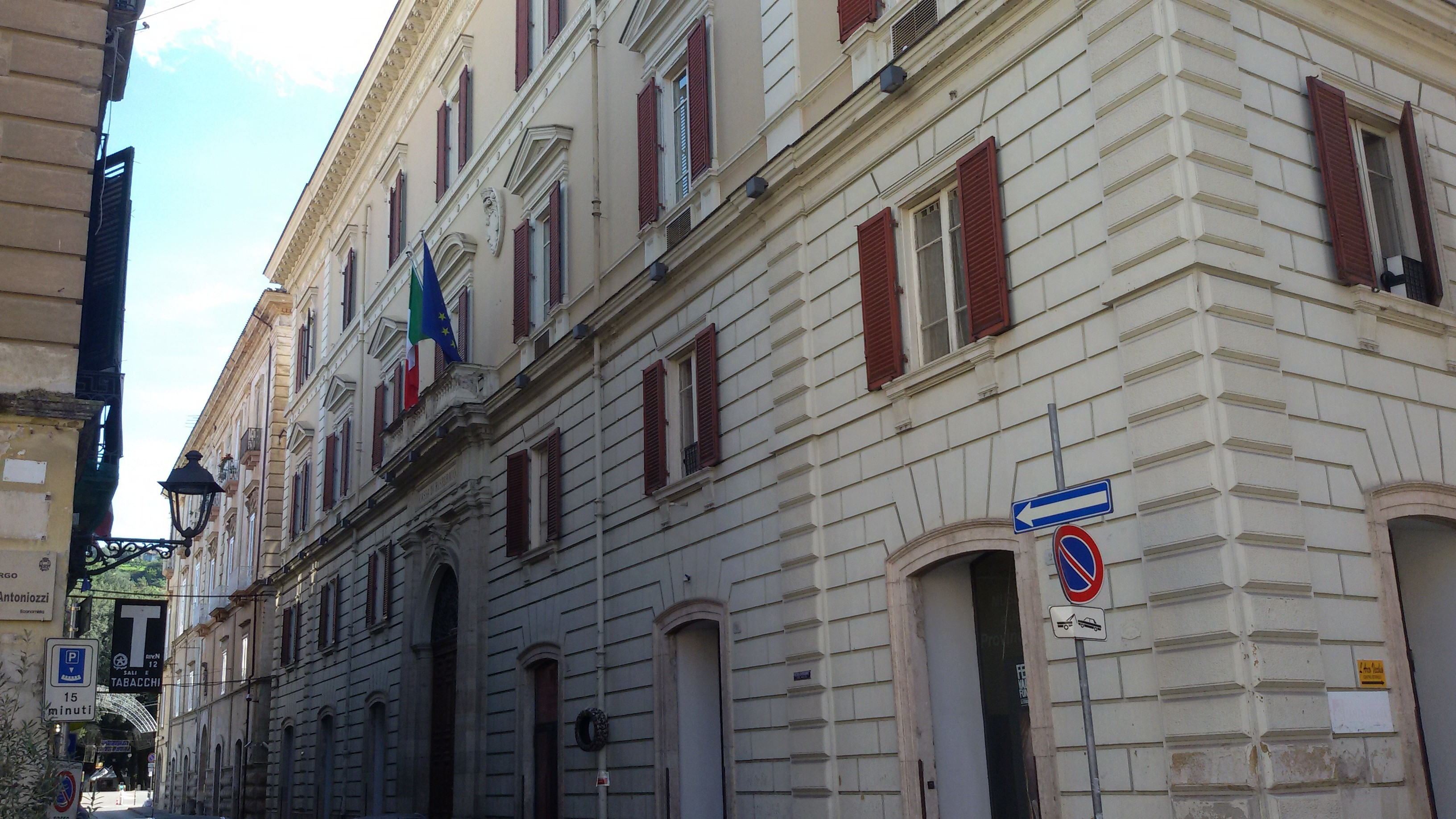
Palazzo Cassa di Risparmio

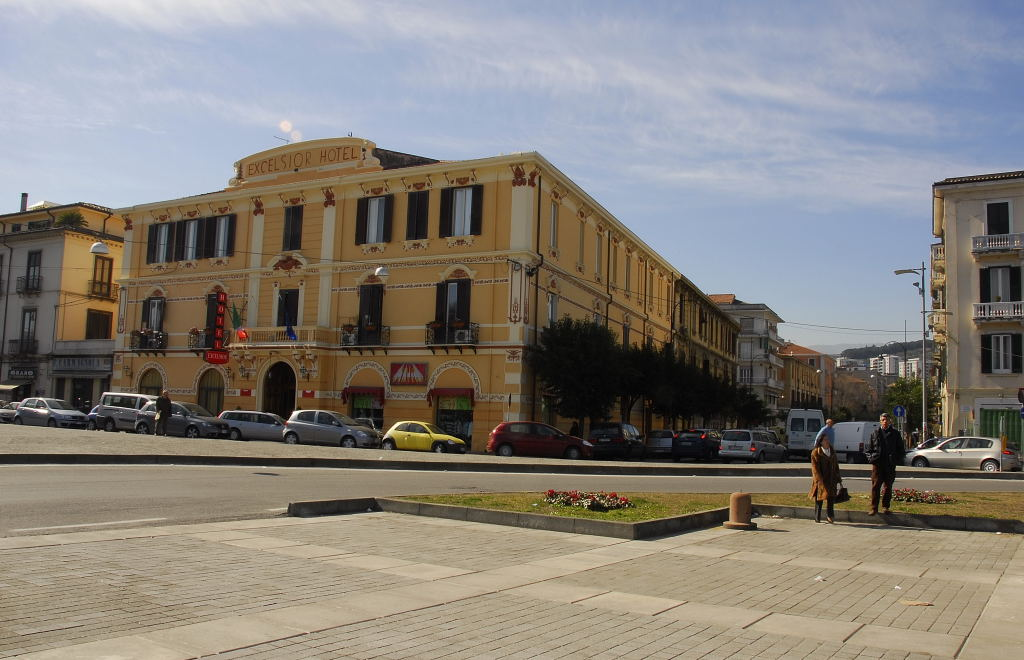
Hotel Excelsior vista da Piazza Matteotti

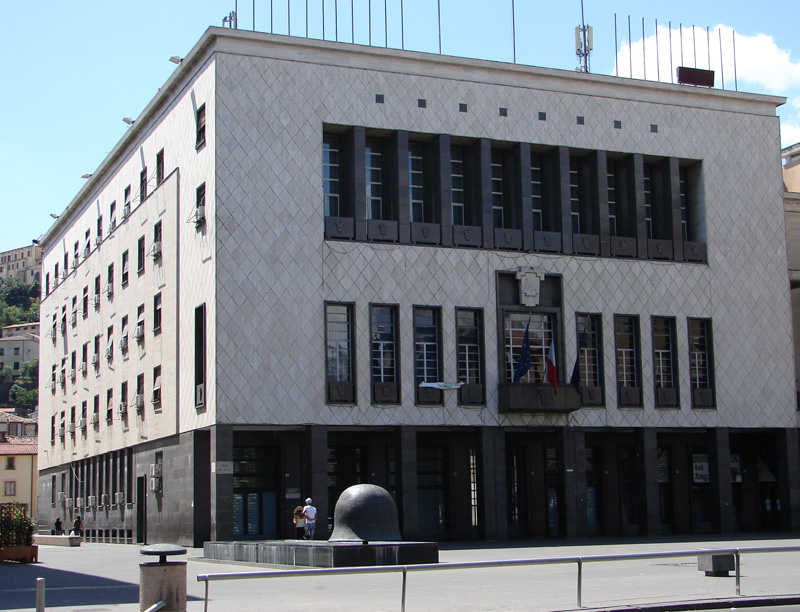
Palazzo dei Bruzi, sede del municipio di Cosenza

A Cosenza l'architettura pubblica e privata nel primo novecento fu caratterizzata da una separazione netta tra le rivisitazioni classiche dell'Ottocento in cui coesistevano le visioni neogotiche e neorinascimentali, e le proiezioni moderne e futuriste. L'architettura dell'espansione urbana dal 1904 al 1934 circa fu quindi segnata dal cosiddetto "eclettismo umbertino" connesso a decorazioni e impianti formali di rivisitazione classica, dal 1935 in poi e nel dopoguerra fu invece contraddistinta da innovazioni formali e da un salto di visione funzionale a un rinnovamento delle proposte architettoniche in ottica moderna e di qualità. Si raggiunsero dei buoni risultati anche grazie all'apporto di maestranze, professionisti e architetti esterni che indirizzarono il percorso futuro dell'edilizia cittadina e agli interventi a diretta partecipazione dello Stato. Tra le architetture del Novecento inserite nel contesto urbano sono degne di menzione le seguenti:
- Palazzo della Cassa di Risparmio, Corso Telesio - 1910

Venne realizzato su Corso Telesio su progetto redatto nel 1904, completato nel 1909 e inaugurato nel 1910. L'edificio di notevoli dimensioni si presenta con un portale di ispirazione classica e una struttura architettonica segnata dal bugnato liscio e lesene di prospetto. L'atrio interno presenta delle colonne marmoree e una bella scalinata principale inserita nel contesto.
- Edificio ex Banca di Calabria, via Trento - 1912

Edificio che richiama lo stile sobrio di ispirazione coloniale, che emerge anche nella struttura del giardino perimetrale.
- Banca d'Italia, Corso Umberto - 1916

L'edificio richiama lo stile di ispirazione coloniale sia nella facciata esterna che nel giardino che impegna tutto il perimetro. È caratterizzato da un'impronta neoclassica riconoscibile dall'accentuazione delle cornici orizzontali di piano e dai terrazzi laterali che ne equilibrano il prospetto. L'insieme è completato da un ampio spazio verde attrezzato a giardino.
- Ferrovie dello Stato edificio della sezione Lavori, Via Piave - 1926

La facciata dell'edificio propone un prospetto caratterizzato da lesene segnate da bugne emergenti che si estendono fino al portale d'accesso. Il disegno complessivo è segnato dalle aperture che si alternano in un rapporto di vuoto e pieno.
- Edificio ex Banca Popolare Cosentina, Piazza dei Valdesi - 1926

L'edificio opera dell'architetto Giovanni Battista Milani presenta espressioni di recupero rinascimentale e di ispirazione barocca tipiche di fine Ottocento. Il prospetto mostra il portale segnato da due colonne con accenni di timpano curvo, e imponenti decorazioni come l'arco del piano superiore con fregio scultoreo e il bugnato di base. Il salone e l'atrio sono decorati con stucco, ferro lavorato e lavori artigiani che richiamano lo stile classico.
- Edificio Regie Poste e Telegrafi, Via Rivocati - 1927

È uno degli edifici più imponenti di Cosenza che per la centralità e il servizio pubblico segnava un punto di incontro tra la città vecchia e la nuova. A pianta trapezoidale, è caratterizzato da elementi architettonici di ispirazione classica. Il salone interno di forma ovale presenta decori e cornici di ispirazione neoclassica e rinascimentale e lesene scanalate.
- Hotel Excelsior - 1927

Venne costruito dopo la stazione ferroviaria e presenta un ampio prospetto su Viale Trieste ben curato e caratterizzato da richiami neorinascimentali. La facciata del prospetto principale con relativo decoro superiore di facciata e gli arredi interni sono invece ornati con decori tardo-liberty.
- Acquedotto del Merone - 1932

Fu progettato dall'ingegner Tommaso Gualano ed edificato a 330 metri sul livello del mare, su una collina che domina la città nuova ispirando il richiamo al castello con due torri, con il fine di esaltare il ruolo di rilevante importanza nei servizi urbani di Cosenza. Il prospetto richiama lo stile neogotico e neorinascimentale; l'area annessa fu completata con il verde del Parco delle Rimembranze.
- Istituto Tecnico Commerciale Nitti (Ex Casa Littoria Michele Bianchi), Piazza Cappello - 1934

La Casa Littoria ripropone il recupero di elementi rinascimentali tipici del tardo Ottocento. Il prospetto principale evidenzia le bugne e lesene a fascia orizzontale, nei piani superiori si ricorre alle finestre con aggetti a timpani triangolari e cornici orizzontali. Nelle sezioni murarie esterne spicca l'apparato decorativo.
- Villino Castiglione, Rione Bianchi - 1930

Il Villino interpreta lo sviluppo di temi eclettici di quel periodo storico a Cosenza con il recupero formale di stile romanico e rinascimentale soprattutto nell'attuazione esteriore; il taglio grafico infatti è di derivazione romanica mentre i decori e i dettagli di qualità richiamano lo stile rinascimentale.
- Edificio Unione Agricoltura, Via Piave

Il fabbricato manifesta uno stile del tardo periodo liberty attraverso la facciata esaltata con fascia di sommità ornata di medaglioni senza il ricorso a richiami decorativi. Sulla faccia prospettica di colmo campeggia la denominazione di fabbrica inserita in una vela con sagoma curva, adorna di ghirlande stilizzate.
- Villa Valentini, Via Alimena - 1935

La villa esprime il ritorno agli assunti di matrice classica anche se senza l'apporto di elementi decorativi. L'impostazione risente ancora dell'articolazione dei volumi nella ricerca di spazi introversi.
- Palazzo della Camera di Commercio, Industria e Agricoltura - 1935

Rappresenta l'edificio più interessante dell'architettura del Novecento a Cosenza e tra i più significativi dell'architettura contemporanea italiana. La totalità del prospetto centrale su Via Alimena è contraddistinta da una parete curva è raccordata al volume della sala delle adunate con piani orizzontali che ne suddividono le funzioni. La base del corpo di fabbrica a sezione di circonferenza è rivestita con lastre in pietra, mentre l'esposizione seriale delle aperture superiori evidenzia delle griglie riquadrate con cornice a doppia altezza in posizione trasversale all'ingresso. Nella pianta del piano terra risaltano il grande atrio centrale collegato allo scalone a cui fanno da sfondo i pilastri dell'ampia vetrata curva, la sala convegni e il vestibolo di ingresso in cui sono collocati gli uffici amministrativi e il Salone del Consiglio illuminato dalla griglia centrale di prospetto. Gli interni evidenziano degli eleganti pilastri rivestiti in lastre di marmo, si armonizzano con i pavimenti chiari e il flusso di luce immesso dalla vetrata in vetro cemento; l'arredo interno è complessivamente contraddistinto da un'architettura di qualità mediante l'uso di materiali durevoli.
- Istituto Magistrale statale "Lucrezia Della Valle" - 1936

Progettato dall'ingegnere Gualano nel 1936, i lavori vennero parzialmente conclusi nel 1941 e completati nel dopoguerra. Il progetto prevedeva su una superficie di 1900 m² 18 aule con servizi complementari, palestra coperta di 240 m² e aree scoperte. Il prospetto è segnato dal "gigantismo" della facciata che si esprime attraverso i grossi pilastri che solcano la facciata di entrata. L'impianto venne raccordato alle strade di piano, Via Somalia, Via Asmara, Via Balilla e l'ingresso su piazza delle Colonie.
- Palazzo degli Uffici Finanziari, Piazza XI Settembre - 1936

Progettato nel 1929 dall'ingegnere Bonetti in stile neo-rinascimentale, fu ridisegnato dall'architetto Camillo Autore e completato nel 1936. Il prospetto principale è segnato dal riquadro verticale a rilievo dei pilastri per tutta la sua altezza, con un'ampia corte centrale con volume monolitico su cui si apre il sistema delle aperture in modo indistinto. Un'ampia gradinata su Corso Mazzini enfatizza il ruolo istituzionale e monumentale della struttura, mentre all'interno è caratterizzato da un vasto atrio di ingresso a cui fa seguito una scala semicircolare. Gli ambienti vengono collegati da un ampio corridoio centrale con il cortile aperto.
- Edificio INPS, Via Isonzo - 1938

La facciata ripropone lo schema del portale su pilastri e della planimetria regolare del tipo a blocco su ampia base di travertino e il sistema originale dei balconi d'angolo curvo fino al terzo livello della facciata. La disposizione simmetrica prevede al centro la scala al servizio degli alloggi superiori.
- Edificio INAIL, Via Montegrappa - 1939

L'edificio che risale al 1939 presenta l'ingresso su un portico pilastrato in travertino che si stacca dalla facciata dell'edificio stesso. Il prospetto principale invece corre parallelo al marciapiede su via Montegrappa e mostra la qualità innovativa del progetto, attraverso una composizione architettonica che evidenzia il rapporto con il contesto urbano attraverso un uso adeguato dei rapporti spaziali. Sul lato opposto si trovano gli ingressi degli alloggi su via Sabotino.
- Palazzo Banco di Napoli, Corso Umberto - 1941

L'edificio venne progettato e poi approvato il 4 luglio 1938 dall'ufficio tecnico del Banco di Napoli - Direzione generale e poi completato nel 1941. Il prospetto principale in cui viene utilizzato sia il travertino che il laterizio, presenta una variante al sistema dei pilastri della facciata, che evidenzia una piccola accentuazione del prospetto nella parte centrale, e la riduzione in altezza dei pilastri in corrispondenza dei vari ingressi. La funzione principale delle attività bancarie viene svolta nel salone centrale arredato da eleganti pilastri in marmo verde, su cui sono posti a filo per tre lati i banconi degli sportelli e i banchi riservati al pubblico realizzati in marmo verde venato; i due piani superiori sono destinati rispettivamente a uffici della direzione e ad alloggi. L'architettura complessiva dell'edificio richiama l'eclettismo di maniera, per l'utilizzo dei materiali e lo stile proporzionato e misurato nelle linee.
- Casa Principe - Carino - 1945

Venne progettata dall'architetto Salvatore Giuliani nel 1945 nel centro della città. Alcuni elementi quali oblò e finestre, balconata continua e telaio di sommità appartengono all'architettura modernista, altri quali le lastre trasversali in pietra, il gronde con le verande e lo spazio in arretramento, sono elementi di peculiarità e diversità dalla norma. Innovativo è anche l'utilizzo della pietra non lavorata per i muri trasversali e il contenimento del terreno.
- Palazzo Rizzo, Piazza XI Settembre - 1947

Si contrappone visivamente al Palazzo degli Uffici Finanziari in Piazza XI Settembre e ripropone il tema del monumentalismo classico che risalta dall'avanzamento del fronte centrale, dalle lastre in pietra chiara del basamento e dai contorni di aperture e balconate.
- Ponte Mario Martire 1947 (ex ponte San Domenico 1914)
- Ponte Alarico 1948 (ex ponte vecchio in ferro 1878)
- Edificio ex INAM, Viale degli Alimena - 1949

L'edificio pubblico evidenzia l'espressività modernista del periodo in cui venne realizzato. La facciata in lastre di travertino propone delle finestre seriale su due ordini e una parete curva che corre lungo l'andamento della strada esaltandone il percorso. Il prospetto a valle invece è segnato da una griglia vetrata trasparente lungo lo scalone interno e sul lato est dove si trova l'atrio.
- Edificio ex ONMI (Opera Nazionale Maternità Infanzia), Piazza Amendola - 1950

Venne progettato dall'ingegnere Francesco Longobardi e dall'architetto Giuseppe Berardi e venne completato nel 1950. Il prospetto sud-est è caratterizzato da un impianto a sagoma mistilinea e dal raccordo ad angolo curvo con la veranda d'angolo. Nel prospetto centrale è compresa un'ampia balconata sorretta da un sistema di pilastri che consente di evidenziare il ritmo delle aperture di facciata. L'impostazione planimetrica ha consentito un largo uso degli spazi esterni, e una suddivisione dei vari ambienti in base alla funzione e alla destinazione d'uso.
- Palazzo dei Bruzi, Piazza dei Bruzi - 1959

Anche il nuovo Palazzo del Comune, progettato dall'architetto cosentino Salvatore Giuliani, è frutto della concezione modernista del tardo periodo razionalista. L'edificio a pianta quadrangolare con la base in marmo scuro, presenta il prospetto principale sul fronte della piazza in cui emerge il porticato, l'apertura delle finestre del corpo superiore e una raffinata ricerca della tessitura dei materiali e dei piani visivi. Lo stile nel complesso è frutto del rapporto prevalente della proporzione e della progettazione degli spazi di qualità tipiche dell'architettura razionalista.

### Architetture militari

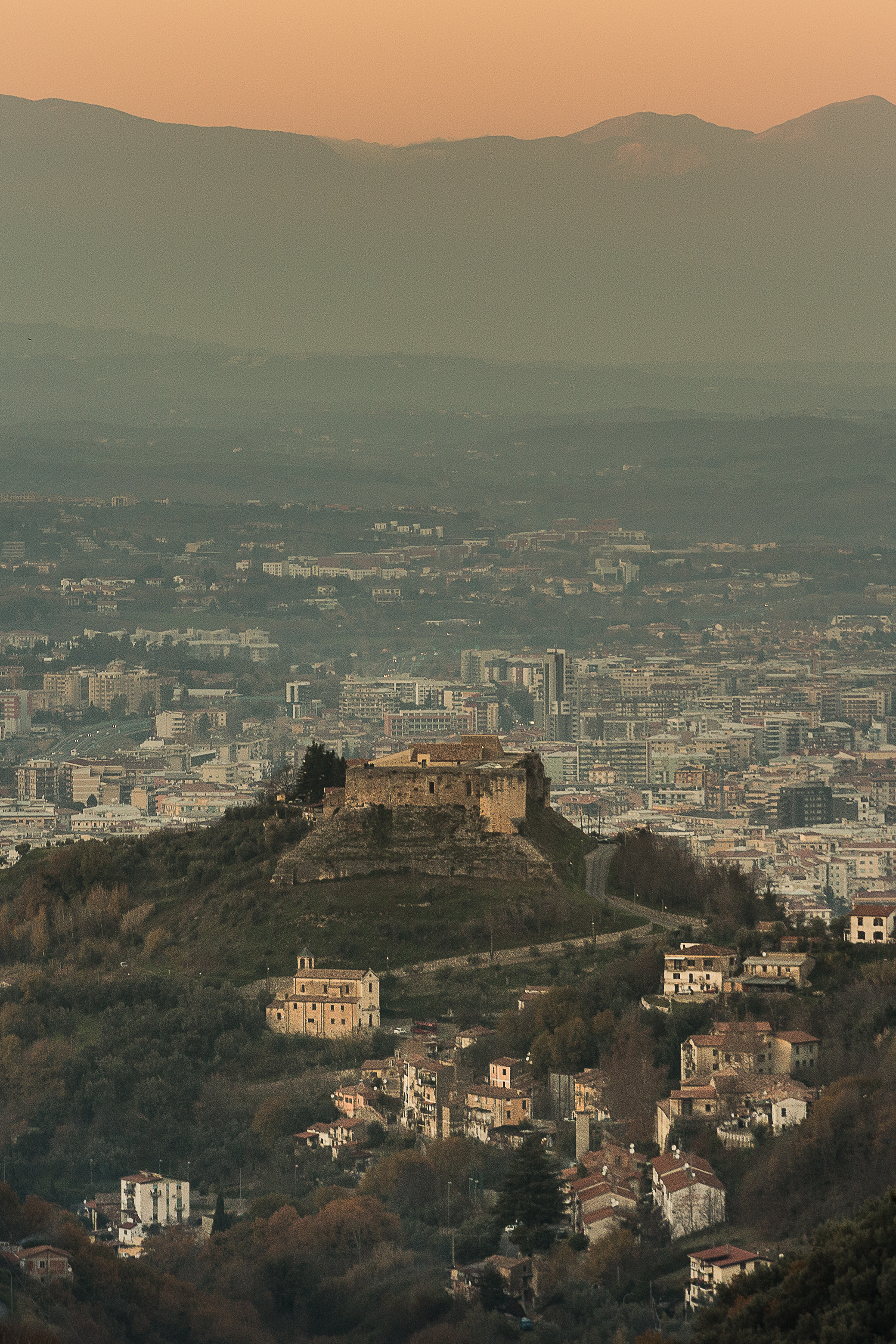
Castello Normanno-Svevo

All'origine, prima della Guerra annibalica, Cosenza, allora Cossa, fondata sul colle Pancrazio e capitale della confederazione delle città bruzie, era caratterizzata dell'assenza di mura difensive e opere di fortificazioni; la sicurezza e la protezione della città era garantita dai borghi della alta Valle del Crati che successivamente verranno chiamati Casali cosentini, disposti a forma di corona sui rilievi della pre-Sila in maniera tale da costituire una fortezza naturale. Il rapporto città-campagna era tale da assicurare a Cosenza tutti gli attributi della sovranità, a partire da quella alimentare ed energetica. Sui 383 metri del colle Pancrazio, in fondo all'omonima via, il Castello Normanno-Svevo domina il capoluogo bruzio; imponente fortezza millenaria che fu roccaforte dell'imperatore Federico II di Svevia e venne innalzato forse su rovine della Rocca Bretica dopo il 1000 d.C.

### Siti archeologici

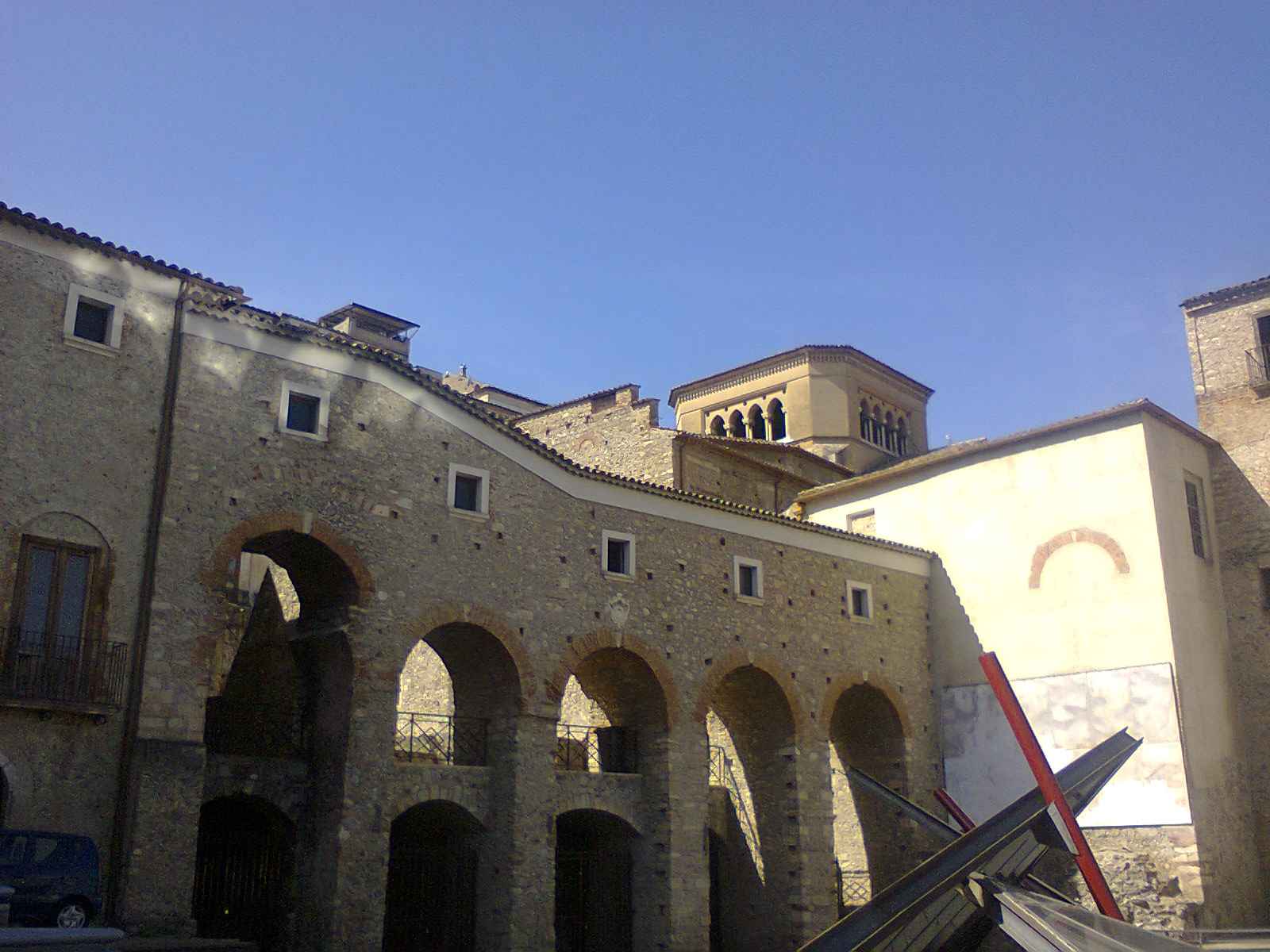
L'area archeologica di P.tta Antonio Toscano a ridosso dell'abside del Duomo di Cosenza

#### Piazzetta Toscano
La più grande area archeologica cittadina per estensione e complessità stratigrafica è rappresentata dai resti archeologici di Piazzetta Antonio Toscano nel centro storico alle spalle del Duomo di Cosenza, quasi a ridosso dell'abside, fra la stessa Cattedrale e la Piazza Parrasio antistante la Curia, venuti alla luce dopo i bombardamenti aerei della seconda guerra mondiale. Al periodo del IV-III secolo a.C., periodo ellenistico in cui Cosenza era capitale dei Bruzi risale un edificio in blocchi parallelepipedi di calcarenite insieme ai resti di strutture abitative utilizzate probabilmente fino al I secolo a.C. Risale al periodo romano la fase più importante della piazza che ne conserva i suoi mosaici; è del periodo imperiale romano infatti la presenza di una articolata domus (casa ricca romana) con tracce significative di eleganti pavimenti in mosaico, pareti decorate da intonaci policromi nei vani più lussuosi, e altri vani probabilmente utilizzati come magazzini dell'abitazione almeno fino al II-III secolo a.C. Alla fine degli anni 90 avviene il tanto criticato intervento di restyling urbanistico della piazza dell'architetto Marcello Guido; i vetri che pavimentano la piazza consentono di guardare sotto i piedi e ammirare i ruderi di epoca romana e pre-romana.

#### Scavi di San Tommaso
Il Palazzo di via San Tommaso nel centro storico risalente al XV secolo come si evince dall'architettura dei portali di ingresso e degli archi ribassati di stile catalano-durazzesco e sede del settore cultura del comune di Cosenza, è stato oggetto da parte della Sovrintendenza archeologica della Calabria di alcuni scavi al piano terra che hanno evidenziato un opus reticolatum, un troncone di muro romano in opera reticolata che delimitava un grosso edificio romano su cui si è poggiato il palazzo. Oltre a un grande vano centrale in opus signinum, sono stati recuperati limbi di intonaci dipinti, frammenti di ampolle di vetro e ceramica databili tra il I sec. A.C. al IV sec. D.C. che testimoniano la continuità storica a Cosenza dal 356 A.C. dell'epoca bruzia, ellenistica e romana.

#### Scavi biblioteca nazionale
In seguito agli scavi svolti nella biblioteca nazionale dalla soprintendenza archeologica della Calabria sono emersi sotto i basamenti dell'ex edificio vescovile resti della città dei Bruzi (o Bretti) risalenti al IV secolo a.C. e della successiva cultura romana, ospitati nei sotterranei della biblioteca stessa. Le sale che ospitano i reperti archeologici sono state restaurate e aperte al pubblico negli anni 1990.

#### Tombe romane su Via Popilia
Nel 2022 sull'attuale Via Popilia, arteria della città che prende il nome dall'antica strada romana Via Capua-Regium che attraversava Cosenza dal 132 a.C., a seguito di alcuni scavi preventivi da parte dell’Enel sotto la guida della Soprintendenza per i Beni architettonici e paesaggistici di Cosenza sono state rinvenute sei tombe alla cappuccina di epoca romana. All'interno delle tombe databili intorno al II secolo a.C. sono state recuperate delle ampolle insieme ad altri oggetti a corredo di complementi funerari.

### Vie principali
Corso Giuseppe MazziniCaratterizzato da edifici in stile Liberty e contraddistinto da una spiccata vivacità commerciale, è il cuore della città moderna il cui tracciato è stato definito negli anni Venti con l'avvento del fascismo. Isola pedonale più estesa in Calabria, è sede del Museo all'aperto Bilotti che si estende su tutto il corso, da Piazza Bilotti a Piazza dei Bruzi. Tra le numerose traverse che lo intersecano, la gradinata di Via Arabia adorna delle fontane artistiche con giochi di acqua e di luce.
Corso TelesioTortuoso e in pendenza, è tra le strade più suggestive del centro storico, che attraversa interamente. Fino al 1898 la prima parte di questa strada, fino alla Piazza Piccola, era nota come strada dei mercanti e degli orefici, per la presenza di numerose botteghe artigiane e del piccolo commercio.
Via Giostra VecchiaRappresenta l'anima della Cosenza del Rinascimento. Gli scavi effettuati nella zona nel corso del XIX secolo, la collocano nell'ambito urbano della vecchia città romana e del più antico impianto bruzio. Il sito doveva essere il fulcro delle attività del tempo libero, sfruttando la favorevole posizione pianeggiante, nel periodo successivo divenne sede di uffici pubblici e di palazzi signorili.
Viale Giacomo ManciniRealizzato sulla base del progetto di Piano Regolatore prodotto dal Vittorini sul finire degli anni Settanta del XX secolo, viale Giacomo Mancini è la più grande rivoluzione urbanistica dell'area urbana cosentina dell'inizio del nuovo secolo. Il progetto che vide definitivamente la luce risale alla metà degli anni novanta, a cura dell'ingegnere Vito Avino e dall'architetto Riccardo Wallach (docente di Urbanistica presso l'Università di Roma La Sapienza), che permise la realizzazione di viale Parco (ora viale Giacomo Mancini, nel tratto cosentino inaugurato nel 2011, e "Viale Francesco e Carolina Principe" nel tratto rendese inaugurato nel 2009). L'opera, con caratteristiche di boulevard, è stata facilitata da un territorio che si espande completamente in pianura in tutta l'area urbana, e si sviluppa sul tracciato dell'ex rilevato ferroviario per una lunghezza di circa 6 km e una larghezza variabile tra i 40 e i 70 metri nel tratto cosentino. È caratterizzata da due carreggiate per i due sensi di marcia, separata al centro da una fascia di verde attrezzato con pista ciclabile, attrezzi ginnici, panchine, aiuole e impianti di illuminazione, e ha permesso un collegamento diretto longitudinale tra la parte storica della città e il resto del territorio urbanizzato del comune. Il viale dovrebbe diventare l'asse strutturante della parte di più recente costruzione di Cosenza, con un'edificazione che comprenda oltre a nuove costruzioni residenziali, anche attrezzature pubbliche e collettive per servizi, per la cultura e per il tempo libero. Nei giorni antecedenti al 19 marzo, festa di San Giuseppe, si tiene proprio in viale Mancini l'omonima fiera.

### Piazze

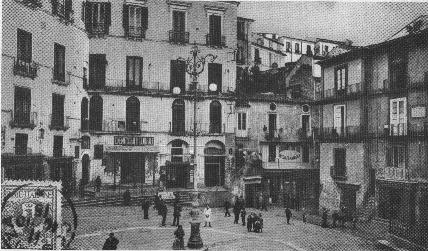
Piazza del Duomo (centro storico) in una foto d'epoca

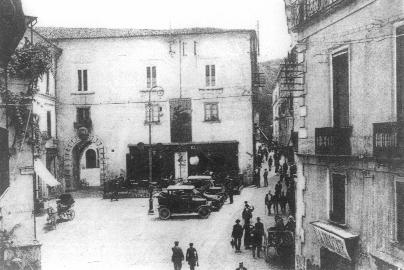
Piazza Parrasio (centro storico) in una foto d'epoca

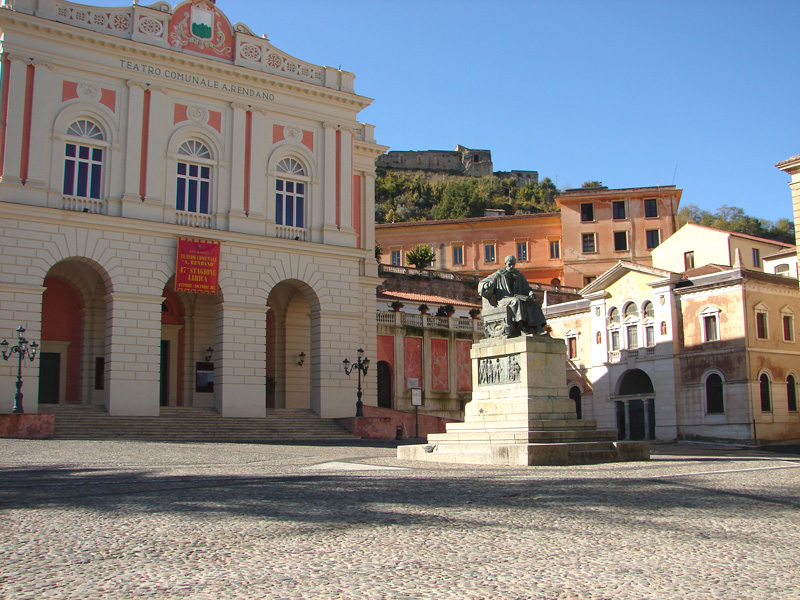
Piazza XV Marzo nel centro storico

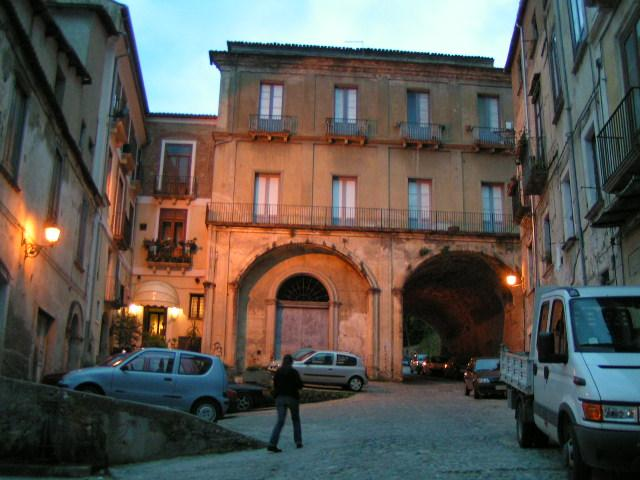
Uno scorcio di Portale Via Gaetano Argento nel centro storico, meglio noto come "Archi di Ciaccio"

Piazza BilottiNota come Piazza Luigi Fera fino all'inizio del nuovo millennio, è stata intitolata al mecenate Bilotti che ha donato alla città una serie di opere realizzate da artisti di fama internazionale ed esposte nel Museo all'aperto Bilotti sull'isola pedonale di Corso Mazzini. È posta a 238 metri sul livello del mare la nuova piazza inaugurata il 16 dicembre 2016 è un luogo cardine della vita culturale cittadina, patrimonio di tutti i soggetti che operano nel territorio nell’ambito della cultura e della creatività e nello stesso tempo è funzionale alle esigenze di accessibilità e di mobilità sostenibile per l’intera area urbana. L'articolazione dell'opera dal punto di vista funzionale e architettonico è la seguente:
- A livello strada una piazza che si inserisce in maniera coerente nel museo all’aperto, esaltandone i contenuti con nuove opere d’arte.
- Il primo livello sottostrada ospita laboratori artistici e spazi espositivi e in parte parcheggi.
- Il secondo livello sottostrada è adibito a parcheggio sotterraneo con trecentosei posti auto.

Piazza del DuomoNota anche come piazza Grande, piazza del Seggio (per la sua vicinanza con il Sedile) e infine dal XVI secolo piazza degli aromatici e degli speziali, perché vi si svolgeva la vendita dei farmaci, nell'Ottocento era il fulcro della città e resta tra gli luoghi più suggestivi grazie alla presenza del duomo del 1200, dichiarato dall'UNESCO "Testimone di Cultura e di Pace". Circolare e intervallata da scalinate, su di essa si affacciano diversi palazzi signorili, le botteghe degli artisti e l'importante Museo Diocesano.
Piazza ParrasioPosta a breve distanza da piazza del Duomo, al termine della via un tempo nota come "strada degli orefici", è dedicata all'umanista cosentino Aulo Giano Parrasio. Vi si affaccia il palazzo arcivescovile che appartenne alla famiglia Cicala che lo alienò in favore dell'arcivescovo di Cosenza nel 1523 e in cui i francesi vi posero l'Intendenza della provincia nel 1811. Con la Restaurazione borbonica, nel 1819, venne spostata nella struttura dell'ex monastero della Madonna di Costantinopoli; il seminario fu fatto costruire a partire dal 1892 dal rettore del tempo Francesco Parise. Passando sotto un imponente portale al cui centro è posto uno stemma nobiliare, si accede agli uffici della Curia. Sulla piazza dove per anni ebbe luogo la vendita di attrezzi agricoli e opere in ferro battuto si affaccia anche Palazzo Spada.
Piazza Tommaso OrtalePiazza antistante chiesa di san Gaetano, poco sopra piazza Arenella. Tommaso Ortale Avvocato del Foro di Cosenza, scelto come avvocato di ufficio nel processo ai fratelli Bandiera divenne un punto di riferimento dei carbonari, chiamato a presiedere il Circolo Nazionale sorto dopo i disordini del 1848.
Piazza XV MarzoTra le più rappresentative del centro storico, ricorda nel nome i moti insurrezionali del 15 marzo 1844 quando molti cosentini morirono nel tentato assalto al Palazzo dell'Intendenza Borbonica. Nella piazza ha sede la biblioteca civica, strettamente legata alla storica Accademia cosentina che la istituì nel 1871, il teatro di tradizione Alfonso Rendano, lo storico palazzo del Governo, sede della Provincia, nonché la Villa Vecchia e il monumento dedicato a Bernardino Telesio.
Piazza Archi di CiaccioIdentificata nel Cinquecento come "Capopiazza", è nota per le quattrocentesche arcate a sesto ribassato della facciata del palazzo del Contestabile Ciaccio.
Piazza ArenellaPiazza degna di menzione per la sua importanza storico-culturale, dalla quale è possibile ammirare un suggestivo panorama del centro storico cosentino. In passato era uno spazio importante in cui si svolgeva il mercato, dal 1998 ospita il festival musicale "San Giuseppe Rock" durante il periodo della Fiera di San Giuseppe che si svolge a marzo nel capoluogo bruzio senza soluzione di continuità dal 1200. La kermesse negli anni ha ospitato artisti di levatura internazionale quali Subsonica, Quintorigo, Banda Bassotti e Marlene Kuntz.
Piazza Spirito SantoIl quartiere in cui è ubicata nel Cinquecento era il più popoloso di Cosenza e veniva identificato come quartiere delle Concerie per la presenza di numerosi artigiani e conciatori. Si affaccia su numerosi palazzi signorili del centro storico e sulla chiesa dello Spirito Santo appartenuta dal 1513 al ministero delle Suore Domenicali. Al centro della piazza che ha dato il nome all'intero quartiere sorge una moderna fontana circolare, insieme a una scuola di epoca fascista intitolata a Carmela Borrelli.
Piazza Piccola (o piazza dei Pesci)Circondata da scalinate e palazzi e sormontata da una balconata con ringhiera in ferro battuto un tempo deputata alla vendita del pesce, era chiamata "piccola" per distinguerla dalla "grande", ma si chiamò anche dei "mercanti" o delle "chianche", termine che deriva dalle panche sulle quali i macellai lavoravano e vendevano le carni. Alla fine del Cinquecento, come si evince da un disegno rinvenuto alla Biblioteca Angelica di Roma, a fianco delle "chianche", v'era una fontana pubblica detta "dello Mastro Andrea" e nel 1799 vi venne piantato uno degli alberi della libertà.
Piazza dei ValdesiRicorda la strage dei Valdesi di Calabria consumata ai danni dei valdesi che professavano una fede in contrasto con i canoni del Concilio di Trento. Alla fine di giugno del 1561 erano rinchiusi nelle carceri del castello di Montalto Uffugo quasi 1.400 valdesi, mentre proseguiva la caccia agli sbandati. Un altro centinaio di valdesi, rinchiusi nei sotterranei del Castello normanno-svevo, erano in attesa del processo. In quella che è piazza Valdesi, il 27 giugno quattro o cinque furono bruciati dopo essere stati unti di resina, affinché «soffrano di più per correzione della loro empietà», e per il 28 giugno era previsto il rogo di cinque donne. Morì sul rogo il predicatore Bernardino Conte, mentre il vecchio barba Stefano Negrin, destinato a essere mandato di fronte all'Inquisizione di Roma, morì invece di stenti in carcere.
Piazza dei FollariFu realizzata nel 1840 con l'eliminazione del giardino del monastero delle Vergini nel cuore della città vecchia. Le sue origini sono da ricercare nel fatto che in quest'area si vendevano i "follari" o "cuculli", nomi popolari dei bozzoli del baco da seta.

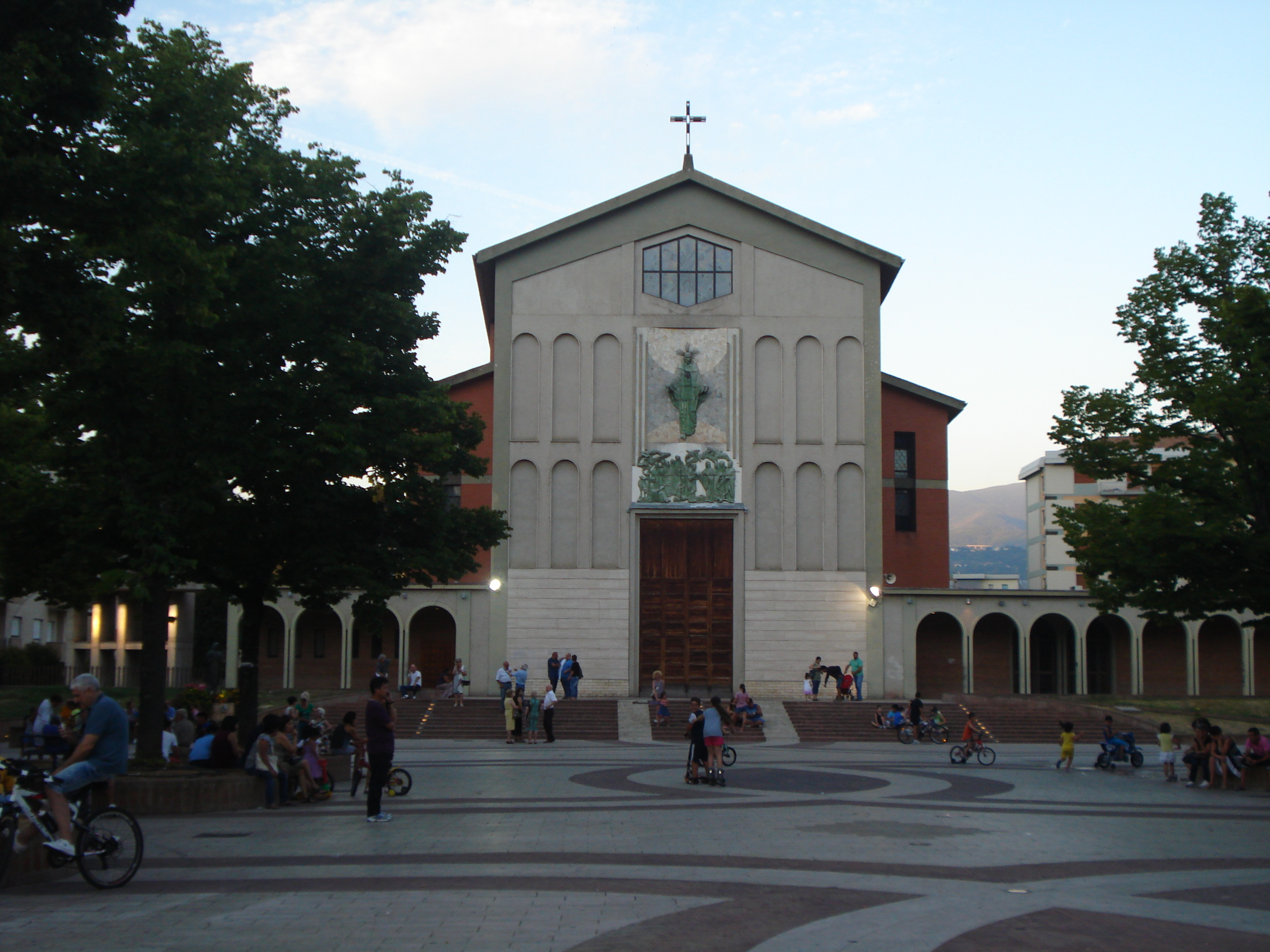
Piazza Loreto e sullo sfondo l'omonima chiesa nel centro della città di Cosenza

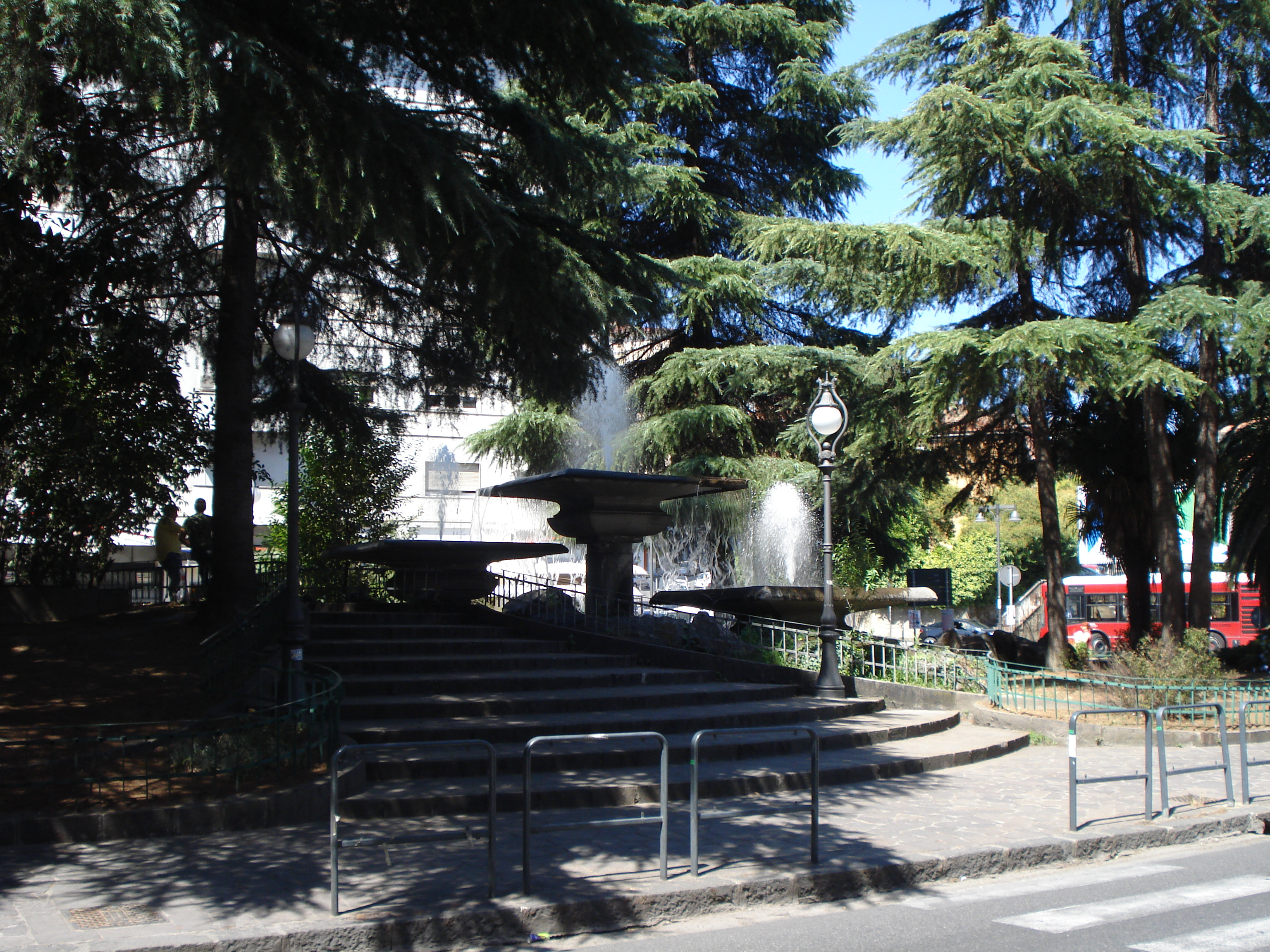
Piazza Europa

Piazza Tommaso CampanellaCostituisce la linea di demarcazione tra il centro storico e la nuova Cosenza in quanto fa da collante tra Corso Mazzini e il cuore della città antica. È dominata dalla chiesa di San Domenico la cui consacrazione risale al 1468 con la sua cupola barocca rivestita di rame dopo l'ultimo conflitto mondiale ed è porta di ingresso anche del Chiostro medioevale di San Domenico e del Bocs Art Museum. Con i lavori di riqualificazione del 2019 si è proceduto a realizzare una pavimentazione in linea con il contesto storico con relativa scalinata di collegamento alla soprastante Via Sertorio Quattromani, con nuovi arredi urbani, illuminazione e sistemazione del verde che hanno valorizzato l'intero complesso monumentale.
Piazza dei BruziPrende il nome da palazzo dei Bruzi, il municipio costruito verso la metà degli anni sessanta del novecento. Vi è posta una scultura realizzata da Palladino che raffigura un elmo di bronzo posto su una vasca piena di acqua che rievoca la leggenda di Alarico e la sua sepoltura nel letto del fiume Busento. È posta a 233 metri sul livello del mare.
Piazza XI SettembreGià Piazza Duca D'Aosta, si trova al centro della grande isola pedonale di Corso Mazzini ed è stata rinominata in seguito ai tragici eventi delle Torri Gemelle avvenuti l'undici settembre 2001. Si presenta con un moderno impianto di illuminazione, immersa nel verde di numerosi alberi e con numerose sedute per il tempo libero. Sulla piazza troneggia Palazzo degli Uffici risalente al 1936 e Palazzo Rizzo del 1947 e vi si trovano, oltre a diverse attività commerciali, alcune opere di artisti internazionali che fanno parte del Museo all'aperto Bilotti.
Piazza RiformaLa piazza che prende il nome dal vicino Complesso monumentale dei Frati Riformati, rappresenta uno spazio che nella storia della città era un luogo di incontro e di riferimento per le relazioni socio‐economiche dei cittadini che arrivavano dalla periferia, che collegava la campagna con l'antico quartiere dei Rivocati in cui durante la dominazione sveva si rifugiavano i fuoriusciti dalla città che venivano "revocati", cioè chiamati due volte; è il punto nevralgico di tutto il comparto urbano del quartiere e spazio pubblico di particolare importanza sotto l'aspetto delle connessioni stradali, come snodo logistico di arrivi e partenze per i centri dell'hinterland. Dopo il restyling del 2017 con la realizzazione di un'area pedonale omogenea, attrezzata con arredi urbani moderni e caratterizzata da un incremento del verde esistente e una maggiore fruibilità dell'area da parte dei pedoni, la piazza è coinvolta nella vita cittadina come fulcro di attività commerciali con utenze quotidiane puntuali e numerose.
Piazza XXV LuglioLa piazza nel cuore della città è stata oggetto nel 2017 da alcuni lavori di ammodernamento che hanno riguardato il recupero dell’area che è stata adibita all'uso esclusivo dei pedoni, nel rispetto della distribuzione degli spazi originari, nella cornice rappresentata dall’edilizia popolare di gran pregio degli anni Venti e Trenta. Lo spazio dotato di un moderno impianto di illuminazione e adornato da aiuole con diverse specie arboree, ospita il monumento dedicato al poeta Michele De Marco, detto "Ciardullo", installato su un basamento di granito.
Piazza CappelloLa piazza situata nella città moderna era originariamente dedicata all'esponente di primo piano del regime fascista, il primo segretario del partito Michele Bianchi, e dopo la caduta del regime venne intitolata a Paolo Cappello. Si presenta con una struttura moderna adorna di diverse specie arboree e arredi urbani ed è dominata da un maestoso palazzo in stile rinascimentale del tardo Ottocento realizzato nel 1934 da Tommaso Arnoni su progetto dell'ingegnere Gualano. L'edificio, adibito a istituto scolastico, evidenzia nel prospetto principale le bugne e lesene a fascia orizzontale, nei piani superiori ricorre alle finestre con aggetti a timpani triangolari e cornici orizzontali, mentre nelle sezioni murarie esterne spicca l'apparato decorativo fiorentino.
Piazza EuropaRappresenta una delle piazze più importanti della città nuova è rappresentata da uno spazio ovale che comprende due fontane con giochi di acqua e di luce e, nei Giardini Dario Antoniozzi, diverse specie arboree e del verde attrezzato con una scalinata che funge da attraversamento pedonale. È uno dei punti nevralgici del traffico cittadino, in quanto unisce diversi quartieri cittadini ed è caratterizzata da una spiccata vivacità commerciale.
Piazza KennedyLungo l'isola pedonale di corso Mazzini, all'occorrenza viene impiegata per gli eventi pubblici della città.
Piazza LoretoÈ la piazza antistante la Chiesa del Sacro Cuore di Gesù e Madonna di Loreto costruita nel 1959 nel cuore della città moderna. La piazza adorna di numerosi alberi e arredi urbani tra cui due fontane luminose, ha subito nei primi anni del 2000 un'opera di restyling strutturale.

### Ponti

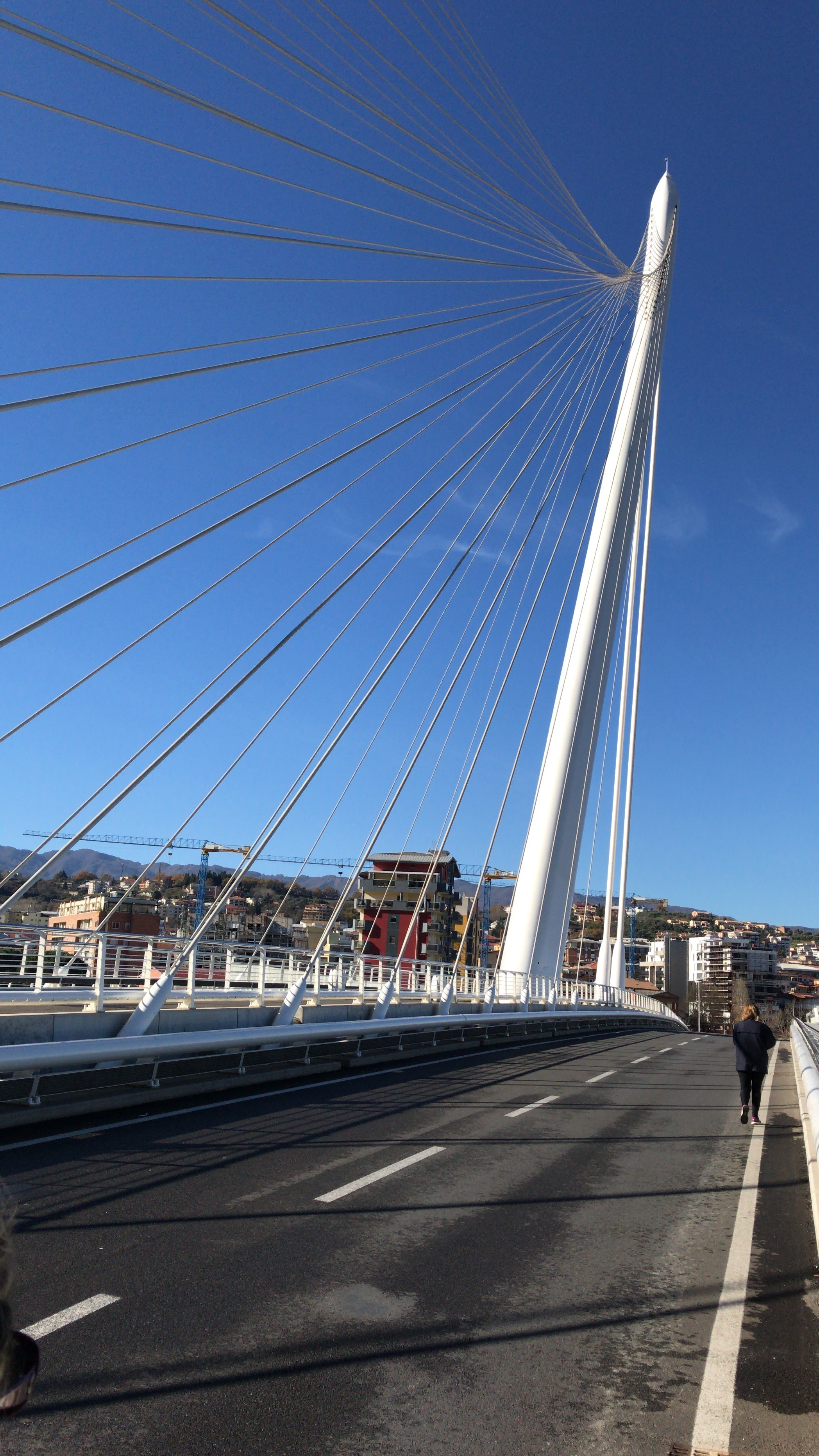
Ponte San Francesco di Paola

Il nucleo storico di Cosenza nato lungo le sponde dei fiumi Crati e Busento ha avuto bisogno nel corso dei secoli di dotarsi di diversi ponti in grado di collegare i punti strategici della città e programmare il suo sviluppo oltre il centro antico e il colle Pancrazio. Una delle fonti storiche più autorevoli è il disegno della Cosenza di fine 500 conservato presso la biblioteca Angelica di Roma, un documento che ci tramanda la configurazione dei ponti cosentini del periodo menzionato.
Il ponte sul Busento noto come Ponte Mario Martire secondo le fonti storiche dell'epoca venne realizzato nel 1222 in occasione dell'arrivo in città dell’imperatore Federico II di Svevia. Il ponte strutturato su tre arcate collegava la zona di Rivocati con l’area della piazza Valdesi, venne riedificato nel 500 e poi nel 900 fino all'ultimo rifacimento post seconda guerra mondiale quando fu bombardato dagli alleati per rallentare la ritirata dei tedeschi, e intitolato all’aviatore Mario Martire. Tra i ponti sul fiume Crati vanno menzionati il ponte di Santa Maria, Ponte Galeazzo di Tarsia o di San Francesco che collegava corso Telesio in zona piazza Piccola con l’inizio di corso Plebiscito, il Ponte dei Pignatari, nella zona del centro storico identificata come Massa e l'imponente Ponte Alarico alla confluenza dei due fiumi con prospettiva sul centro storico. Per quanto riguarda i ponti realizzati nell'era moderna, particolare importanza strategica ha avuto il Ponte Pietro Mancini realizzato dall'allora Ministro ai Lavori Pubblici Giacomo Mancini per collegare la zona antica di Portapiana con la città moderna negli anni 60, il Ponte Europa in zona Gergeri e nel 2018 il ponte San Francesco di Paola, il ponte strallato più alto d'Europa realizzato dall'architetto spagnolo Santiago Calatrava.

### Fontane

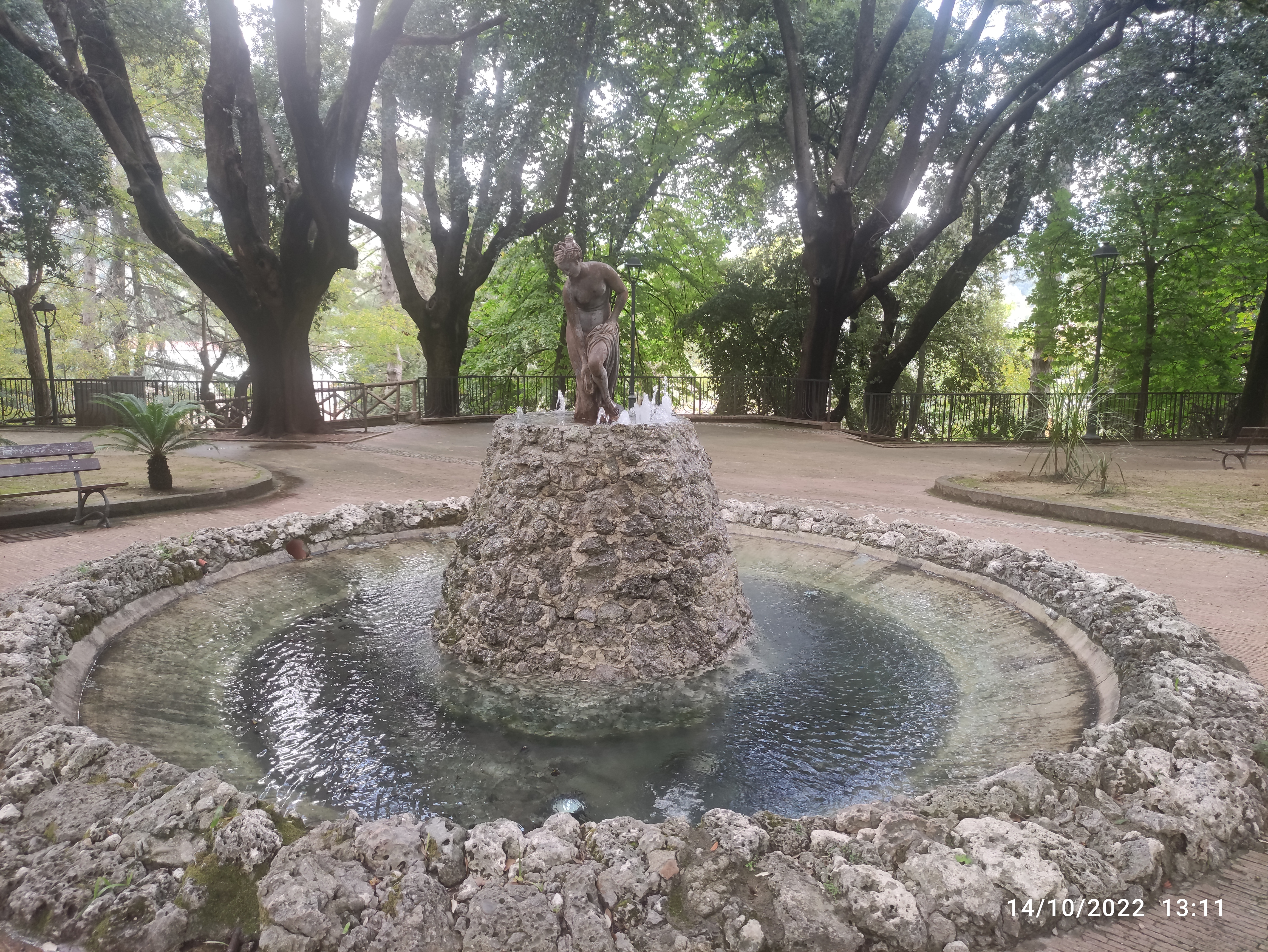
Fontana della Venere nella Villa Vecchia

A Cosenza si contano diverse fontane, alcune contemporanee e altre più antiche situate nelle corti dei palazzi del centro storico o nei vari quartieri della città.
- La Fontana di Giugno, attualmente ubicata sull'isola pedonale di corso Mazzini, è stata realizzata dell’artista francese Mathurin Moreau e inaugurata nel 1855 nella piazza dei Pesci nel centro storico dal prosindaco Gaetano Clausi. L'opera con una statua in ghisa è una fontana monumentale del Risorgimento di ispirazione neoclassica.[52]
- La Fontana del Balilla di piazza Crispi venne inaugurata nel 1934 dal podestà di Cosenza Tommaso Arnoni. Il monumento si configura come una nave strutturata da tre vasche trapezoidali a gradoni che culmina con un’esedra ed è preceduta da un alto basamento che sorregge la statua dell’atleta Balilla. Al centro dell'esedra emerge la statua di un cavallo alato dalla cui bocca esce un getto di acqua che va a sommarsi agli zampilli di ogni vasca.
- La Fontana dei 13 Canali nel centro storico, dalla quale sgorga l'acqua proveniente dall'acquedotto dello Zumpo in Sila, si compone di una base calpestabile e da una vasca con una profondità di 70 cm di forma rettangolare; al centro del prospetto vi è il simbolo della città in ceramica invetriata insieme a tredici cannelle in metallo in elementi lapidei circolari. Fu inaugurata il 14 marzo 1899, giorno del compleanno del re Umberto I, in concomitanza con l'inaugurazione dell'acquedotto dello Zumpo del Crati.
- All'interno della Villa Vecchia del 1800 è collocata, tra altre fontane monumentali, la Fontana della Venere, inaugurata all'inizio del Novecento.
- Le fontane artistiche di piazza Europa, in stile neo-rinascimentale, vennero progettate dall'ingegner Bonetti nel 1929 e rivisitate dall'architetto Camillo nel 1936; sono inserite nei rigogliosi Giardini Dario Antoniozzi nel centro della città.
- Tra le fontane contemporanee di rilievo risale al 2012 l'inaugurazione delle fontane artistiche musicali di via Arabia con giochi di acqua e di luce.[40]

### Statue e monumenti commemorativi

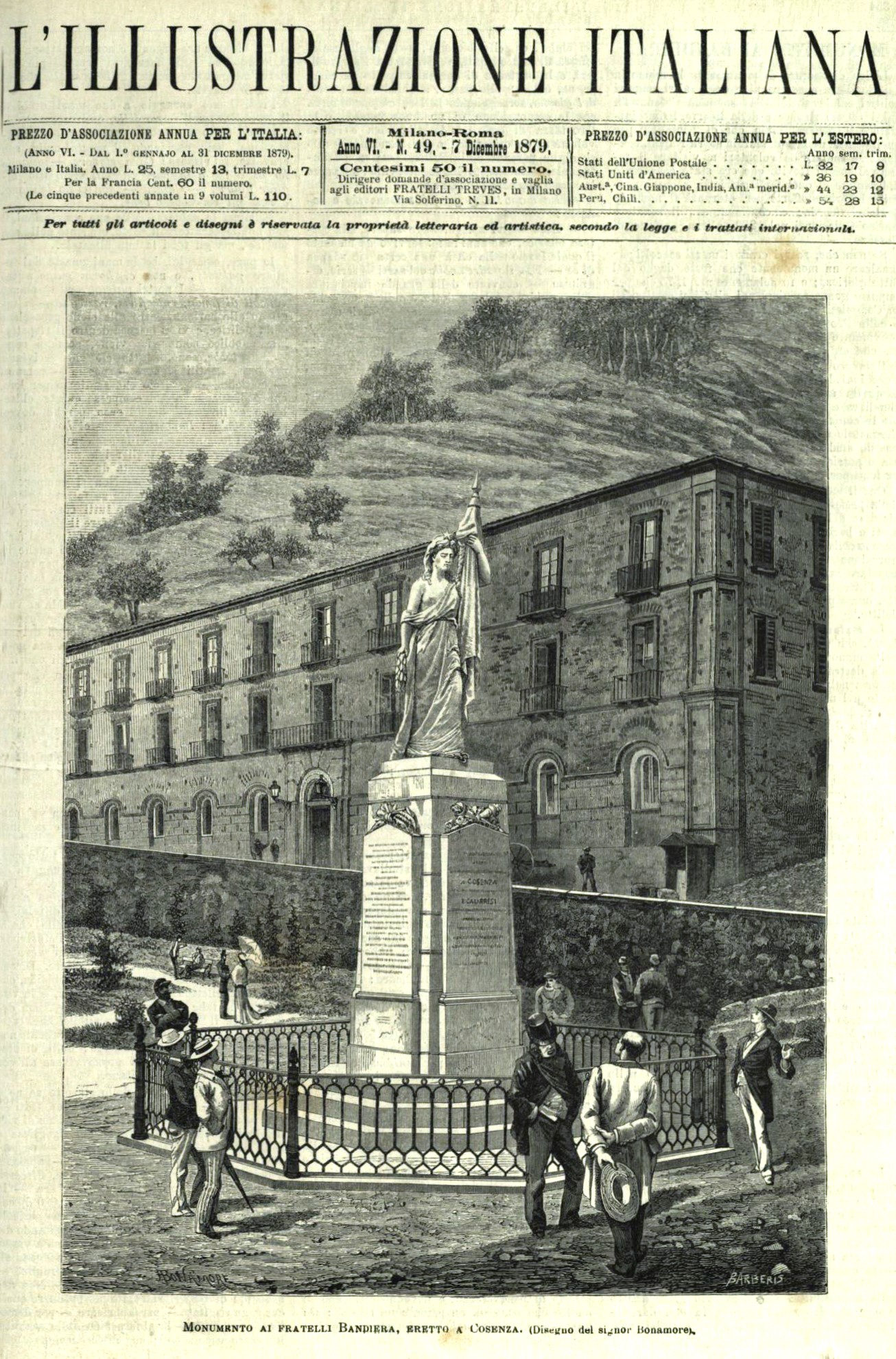
Monumento ai fratelli Attilio ed Emilio Bandiera

Monumento di Re AlaricoIl 5 novembre 2016 è stata inaugurata la statua del re dei Goti dell'artista Paolo Grassino posizionandola alla confluenza dei fiumi Crati e Busento, ovvero nel luogo in cui secondo gli storici fu sepolto Alarico I e il suo ingente tesoro. La superficie della scultura è rivestita da una pelle di linee in rilievo che rende omogenei i tre elementi cardini dell’opera: il cavallo, il re e la struttura che li sorregge, sono legati insieme da una buccia di onde che ridisegnano le forme e coprono i dettagli della figurazione.
Monumento ai Caduti in guerraProgettato dall'architetto Nino Bagalà e realizzato dallo scultore Clemente Spampinato, fu inaugurato il 9 maggio 1936 da Vittorio Emanuele III per commemorare i militari morti durante la prima guerra mondiale. Sorge in piazza della Vittoria, nella Villa Nuova, e si compone di un basamento circolare a gradoni in granito della Sila sul quale si innestano tre imponenti parallelepipedi rivestiti di travertino bianco. Le gradinate di raccordo fra i parallelepipedi sono pure in pietra bianca.
Statua di Bernardino TelesioLa statua è ubicata nel cuore del centro storico, in piazza XV Marzo e fu realizzata da Achille Orsi nel 1914. La statua bronzea ritrae il filosofo cosentino mentre regge un libro e una penna, attributi della sua attività di studioso. Sul piedistallo in granito della Sila sono applicati dei bassorilievi che riportano alcune fasi della vita di Telesio, in particolare l'arresto patito in giovane età e l'insegnamento della filosofia.
Ara dei Fratelli BandieraFu eretta nel 1937 per ricordare i veneziani Attilio ed Emilio Bandiera e sette loro compagni fucilati il 25 luglio 1844 presso il vallone di Rovito dopo essere giunti in Calabria per dare manforte ai patrioti cosentini già giustiziati il precedente 15 marzo.
Monumento ai martiriFu eretto in piazza XV Marzo nel 1878 in onore dei protagonisti dei moti risorgimentali del 1844, per volontà dello scultore Giuseppe Pacchioni, uno dei superstiti del gruppo dei Bandiera. La statua di marmo bianco stringe con il braccio sinistro la bandiera raccolta e con la mano destra (mutila) e ha il capo cinto da una corona di alloro che simboleggia l'Italia libera. La lapide sul piedistallo riporta un'iscrizione di Giosuè Carducci e i nomi dei patrioti del 14 marzo e del 25 luglio 1844.
Monumento a Michele De MarcoIl busto bronzeo sito in piazza XXV Luglio e alto 320 cm, è installato su un basamento di granito circondato da una piccola aiuola circolare lastricata in pietra e ritrae il poeta satirico cosentino Michele De Marco detto Ciardullo.
Monumento ai caduti del lavoroInaugurata nel 1974 in piazza Bonaventura Zumbini, raffigura un operaio mutilato che sorregge un compagno esanime. L'opera, in ferro e bronzo, fu realizzata da Cesare Baccelli ed è circondata da un'aiuola con alcune specie arboree.
Monumento alla PaceCollocata originariamente in piazza Kennedy e poi spostata in viale Mancini, l'opera di Cesare Baccelli e Benito De Luca, anch'essa risalente al 1974, è composta da lamine metalliche saldate tra loro che rappresentano due colombe con le ali spiegate.

### Aree a verde pubblico

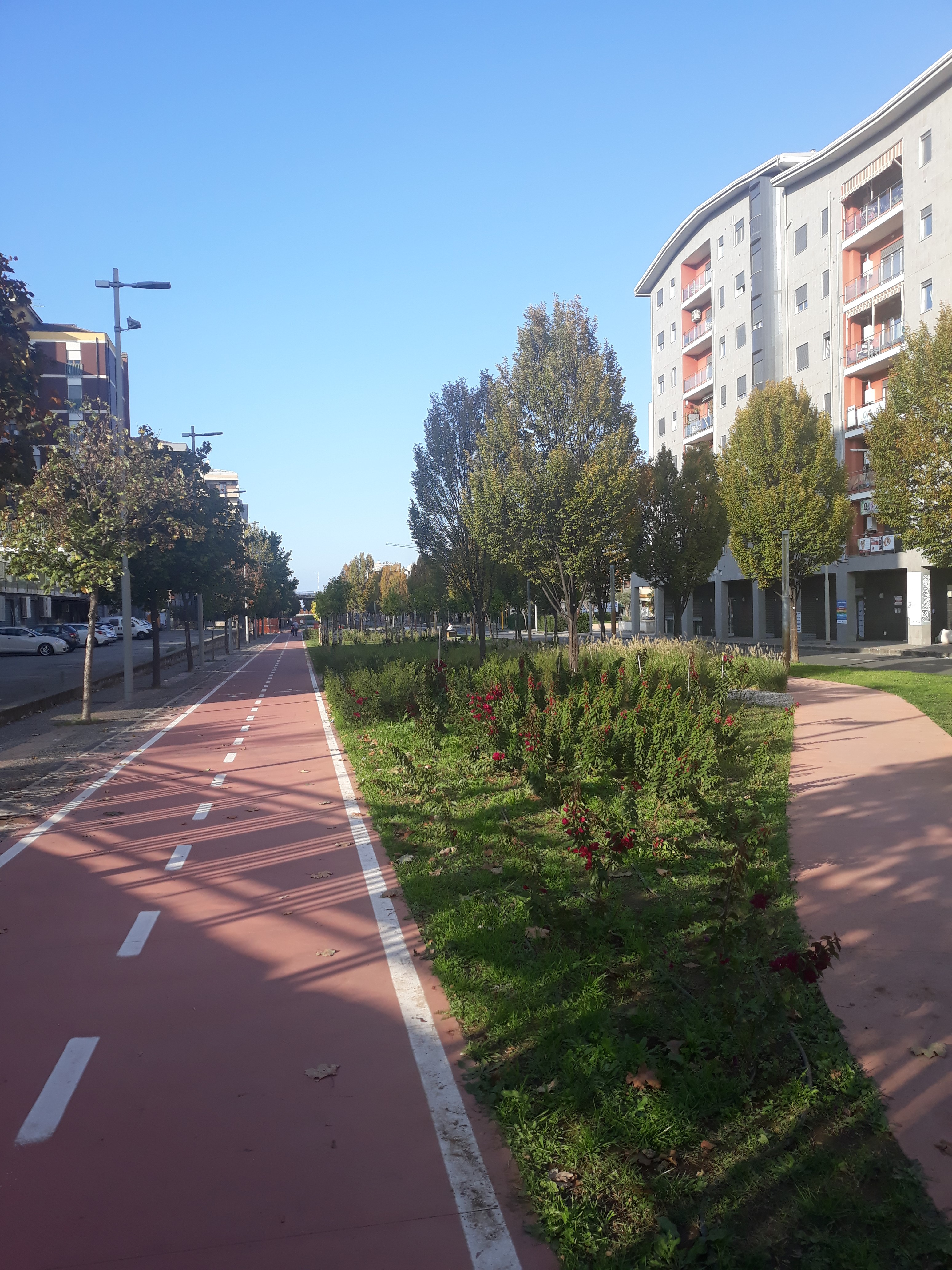
Un tratto del Parco del Benessere Jole Santelli

In un territorio ampiamente urbanizzato non mancano diverse aree verdi distribuite sul territorio comunale.
La Villa Vecchia, nel centro antico, venne realizzata nel XVIII secolo su un precedente giardino seicentesco per volontà dell'allora sindaco Davide Andreotti e si estende su circa 30000 m² del centro storico sviluppandosi su più livelli. Gli altri spazi verdi nel perimetro del centro storico includono il Parco Collinare Pendici del Castello Svevo-Normanno, il Parco Acquatico del Crati-Centro Sportivo, il Parco Lungo Crati de Seta, l'Area della Confluenza Crati-Busento, il Parco Fluviale del Busento. Nel 1999 fu inaugurato il Parco Fluviale del centro storico, che costeggia il fiume Crati per quasi due chilometri tra il quartiere Spirito Santo e contrada Guarassano. Nella parte moderna della città la Villa Nuova fu realizzata nel 1932 parallela a corso Umberto e viale Trieste e ospita il monumento ai caduti della prima guerra mondiale. A essa coevo è il Parco delle Rimembranze, realizzato nell'area annessa all'acquedotto del Merone.
Agli anni settanta e ottanta risalgono il centrale parco Morrone, che sorge su Via Misasi già Via Roma dove un tempo aveva sede l'impianto sportivo "Emilio Morrone" che funse da stadio cittadino fino al 1963, il parco Corrado Alvaro di via Aldo Moro, il parco Grazia Deledda ed il parco adiacente la scuola media "Zumbini" di Via Misasi. Il parco Nicholas Green (già parco degli Ulivi) nato nel 1994, è stato interessato nel 2024 da un'opera di mobilità sostenibile ed integrazione ciclo-pedonale che lo ha unito con l'adiacente parco Robinson di Rende grazie alla riqualificazione di uno storico ponte ferroviario sul torrente Campagnano e la conseguente realizzazione di un unico polmone verde.
Nella zona di Gergeri è nato il Parco del Crati e Parco delle Scienze (confluenza-Ponte San Francesco di Paola - Planetario). Viale Giacomo Mancini (già viale Parco), risalente al 2001, è una fascia di verde attrezzato estesa per circa 6 km e dotata di pista ciclabile, percorso pedonale e area fitness. Nel 2016 è nato il primo Parco inclusivo della città, il "Parco Piero Romeo" realizzato in centro città in un'area di 1500 metri quadri dall'omonima associazione, a cui ha fatto seguito nel 2023 il Parco inclusivo del Campo Scuola adiacente allo Stadio San Vito-Gigi Marulla, secondo parco inclusivo cittadino realizzato da BKT, main sponsor del campionato di calcio di Serie B.
Nel 2024 è stato inaugurato il Parco del Benessere, dedicato alla memoria di Jole Santelli.

### Vallone di Rovito
Il Vallone di Rovito situato nella zona sud-est della città nei pressi della parte antica della città, è un luogo caratterizzato dalla presenza di folta vegetazione passato alla storia dalla metà del XIX secolo per essere stato teatro della fucilazione dei Fratelli Bandiera e i loro compagni. I patrioti italiani furono giustiziati il 25 luglio 1844 dopo un fallito tentativo di sollevare le popolazioni calabresi contro il regno di Ferdinando II nella prospettiva di un'unificazione nazionale italiana dopo lo sbarco in Calabria del 16 giugno 1844. Dal 1860 una colonna votiva ricorda gli eroi risorgimentali, e dal 1937 è stato dedicato un mausoleo con un altare sul quale sono incisi i nomi dei martiri cosentini e dei componenti della spedizione dei Fratelli Bandiera, costituito da uno spazio circondato da alti cipressi e da un muro di cinta. Negli anni 2000 la zona e l'altare hanno subito un processo di riqualificazione e restyling strutturale attraverso un progetto illuminotecnico che restituisce alla fruizione un luogo della memoria e un'area ricca di qualità paesaggistiche, compresa tra il vecchio ponte delle Ferrovie della Calabria e le arcate dell'acquedotto romano.

## Società

### Evoluzione demografica
Il comune di Cosenza, che al censimento del 1981 sfiorava i 107 000 abitanti, nei successivi quarant'anni è stato interessato da una sensibile deurbanizzazione: la sua popolazione si è ridotta di quasi 43 000 unità (-40%) a vantaggio dei comuni contigui come Rende (33,07% in più rispetto al 1981), Castrolibero (+40%), Mendicino (+74,62%), Montalto Uffugo (+51%), Marano Principato (+129,72%).
Come avvenuto per molti capoluoghi italiani, l'area urbana nel tempo si è evoluta e da città racchiusa all'interno dei confini municipali si è giunti a un'area metropolitana, grazie alla progressiva incorporazione dei comuni che circondano la città e che dagli anni ottanta vanno a formare con essa un complesso tessuto urbanistico.
Popolazione storica (migliaia):

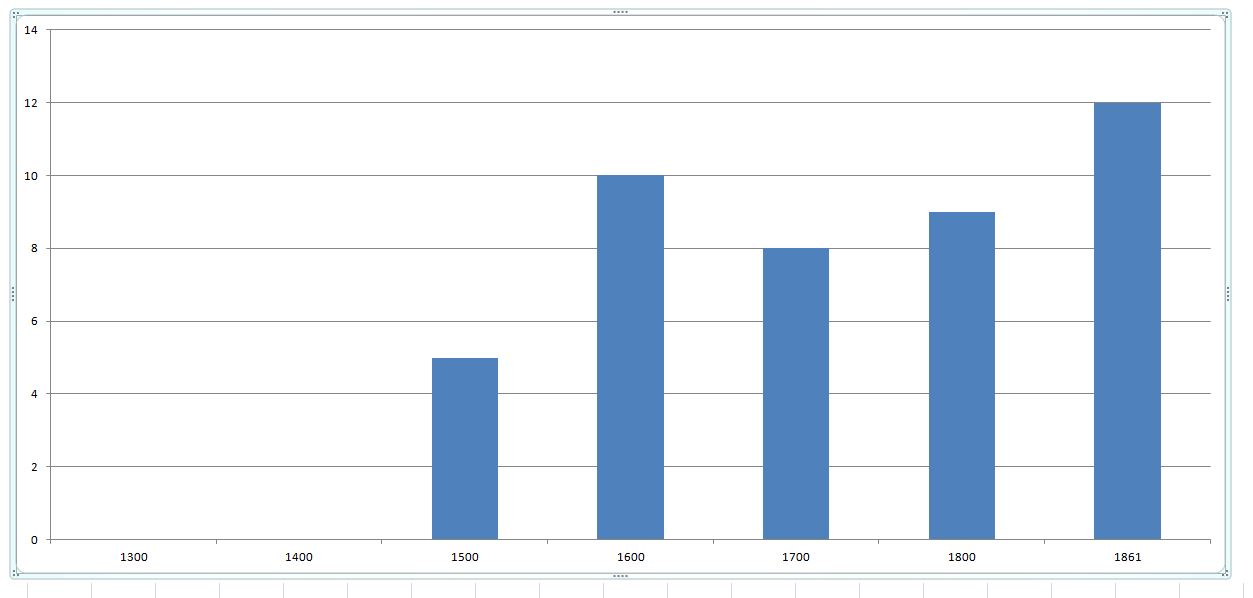
Abitanti Cosenza dal 1300 al 1861 (in migliaia)

Abitanti censiti

### Etnie e minoranze straniere
Al 31 dicembre 2023 gli stranieri residenti nel comune erano 4271, ovvero il 6,70% della popolazione. Di seguito sono riportati i gruppi più consistenti:
- Romania 813
- Filippine 721
- Ucraina 426
- Marocco 287
- Nigeria 186
- Iraq 173
- Cina 169
- Pakistan 137
- Bangladesh 123
- Albania 122

### Lingue e dialetti

Il dialetto cosentino è compreso nei dialetti italiani meridionali estremi

Il dialetto cosentino è di tipo calabro-siculo più settentrionale e presenta fonetica e sintassi chiaramente distinte da quelle degli altri dialetti parlati in Calabria (mediani e meridionali e la zona di Reggio Calabria). Il vocalismo (sistema pentavocalico) è di tipo calabro-siculo, con dittongamento o chiusura per metafonia delle vocali medie, e una sintassi somigliante a quella napoletano e del Centro d'Italia, con occasionalmente delle sorprese come nelle strutture verbali a controllo, con tratti morfologici originali, come il condizionale in -erra/ -era (residuo del piuccheperfetto latino) e desinenza della terza persona singolare in -adi/ -ari (nei dialetti pre-silani/ silani anche la terza persona plurale in -udi/ -uri), la sopravvivenza di plurali in -ura (chjùovu- chjòvura, nidu -nidura, < latino -ora, come in tempus-tempora), e, lessicalmente, una settantina di oscismi (sabellismi) in genere assenti da altri dialetti (jìevuza/ jìuza/ jéuza 'bieta', asulijare 'ascoltare', sabellico ausis = latino auris, ecc.). Come in tutti i dialetti della Calabria le vocali 'i, e, u, o' sono più basse, aperte e rilassate rispetto alle vocali toscane o napoletane. Tipica è l'assimilazione mb > mm, nd> nn (ruralmente anche di ng). I participi passati rizotonici come chiùoppitu (piovuto), mùoppitu (mosso), àppitu (avuto), o in -to e non -ato/ -uto/ -ito (lintu/ jintu rispetto a [l]inchjutu 'riempito'), sono quasi dappertutto scomparse, tranne nell'Area Lausberg, dove sono tuttora vitali. L'opposizione tra il passato remoto, aoristo del semplice passato, e un passato prossimo, una forma 'risultativa' del passato (simile a strutture già plautine, habeo epistolas scriptas: le lettere sono il 'risultato' del mio scrivere), si osservava nei dialetti cosentini fino alla prima Guerra Mondiale, e per alcuni parlanti rurali fino agli anni settanta del ventesimo secolo, ma viene neutralizzata a favore del passato prossimo negli ultimi 60-70 anni. Questa neutralizzazione a favore di un'unica forma del passato caratterizza il tipo cosentino, mentre altri dialetti mantengono l'antica opposizione. L'uso delle forme infinitivali è consistente e usuale, mentre in gruppi dialettali più a sud la strategia infinitivale è assente tranne per alcuni casi specifici (per esempio il doppio uso con 'potere'), cfr. 'mi piàcia[d]' a tti vìdere' (mi piace vederti) rispetto a 'mi piàcia [m]u/ ma/ [m]i ti viju'. È ben evidente la matrice latina del complesso dialettale, ma con moltissimi prestiti greci e francesi (molte centinaia), pochi residui spagnoli (un'ottantina) e longobardi (circa 40).

### Religione
La religione più diffusa è il Cattolicesimo: Cosenza è sede dell'arcidiocesi di Cosenza-Bisignano, appartenente alla regione ecclesiastica Calabria. Esistono inoltre luoghi di culto della Chiesa greco-cattolica, degli italo-albanesi presenti a Cosenza dal 1978, della Chiesa ortodossa (rito romeno con parrocchia e, mensilmente, rito ucraino), della Chiesa evangelica valdese (valdo-metodista), e anche dei Testimoni di Geova. Cosenza è sede dell'Istituto Superiore di Scienze Religiose "San Francesco di Sales" (1963), istituto di formazione religiosa di livello universitario.

### Tradizioni e folclore

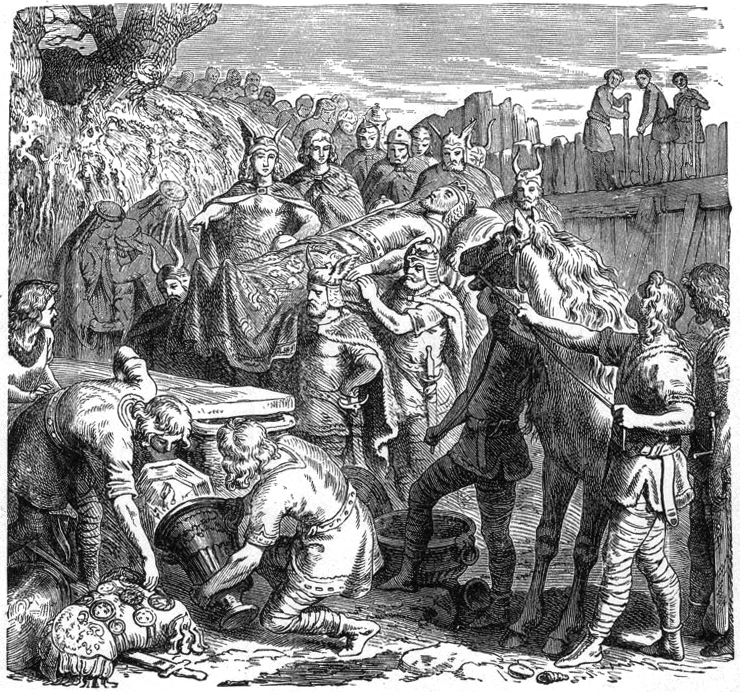
Morte di Alarico I, seppellito nel letto del fiume Busento a Cosenza

Cosenza è una città ricca di tradizioni, leggende, costumi e folclore, già a partire dall'antichità.
- La leggenda per antonomasia collegata alla città dei Bruzi è quella della tomba di Alarico I che ha attratto turisti alla ricerca della tomba del re dei Visigoti.[69] Nel 410 d.C. l'esercito dei Visigoti guidati dal re Alarico, dopo avere saccheggiato Roma, si spostò verso sud per raggiungere l'Africa, ma quando giunse a Cosenza la malaria colpì mortalmente il re. Lo storico Giordane ha tramandato l'episodio tra storia e mito della sepoltura in pieno centro storico, in fondo al fiume Busento, del re visigoto con il suo cavallo, l'armatura ed i tesori raccolti nel sacco di Roma (25 tonnellate di oro e 150 di argento oltre a gioielli e preziosi di ogni tipo).[70] Secondo la tradizione per scavare la tomba il corso del fiume venne temporaneamente deviato e tutti gli schiavi ed i prigionieri che avevano partecipato alla sepoltura vennero uccisi, per preservare il segreto. Il mito di Alarico e della sua sepoltura nel Busento ha ispirato la poesia di August von Platen-Hallermünde Das Grab im Busento[71] ("La tomba nel Busento") con una rappresentazione romantica della morte e della sepoltura del re gotico, la cui poesia è stata tradotta in italiano da Giosuè Carducci.[72]
- Tra i riti religiosi associati alla città, il più rappresentativo è il culto cattolico della Madonna del Pilerio, santa protettrice di Cosenza che risale all'anno 1576, quando secondo la tradizione cattolica la Madonna salvò la città da una devastante epidemia di peste che fece numerose vittime; all'anno 1783 invece risale la grazia che salvò la popolazione da un violento terremoto. In seguito al devastante terremoto del 12 febbraio 1854 i cosentini chiesero e ottennero l'11 gennaio 1855 dall'autorità ecclesiastica l'istituzione di una seconda festa, detta "del patrocinio", in onore della Vergine da celebrarsi il 12 febbraio di ogni anno. Le celebrazioni del 12 febbraio iniziano con la messa solenne, celebrata in Cattedrale e proseguono con la processione per le vie della città partendo da piazza Duomo fino a piazza XI Settembre. In piazza dei Bruzi avviene il rito della lettura dell'atto di consacrazione della città alla Madonna e l'omaggio floreale del sindaco. Viene riproposta la tradizione risalente al XVI secolo di esporre presso le balconate del Palazzo del Sedile nel centro storico, i drappi festosi con tessuti con gli stessi colori della patrona della città, attraverso l'esposizione di venti drappi con l’intento di recuperare una simbologia narrativa in grado di valorizzare una pagina importante di storia civica.

### Istituzioni, enti e associazioni
- Cosenza è sede dell'ufficio ANAS Area Gestione Rete Autostrada del Mediterraneo ubicato in contrada Ligiuri.[73]
- Cosenza è sede nella stazione ferroviaria di Vagliolise dell'Area Meteo - Servizio Meteorologico Regionale del Centro Funzionale Multirischi dell'Arpacal. La struttura che è parte essenziale del sistema nazionale di Protezione Civile effettua il monitoraggio dei fenomeni meteo-idrogeologici e idraulici ed è operativa tutti i giorni dell'anno per 24 ore al giorno. Il centro costituisce il nodo calabrese della Rete nazionale dei Centri Funzionali.[74]
- Nel capoluogo bruzio è ubicato il 1º Reggimento bersaglieri[75] che fa parte della Brigata bersaglieri "Garibaldi".
- Il comune è sede centrale regionale dell'ARSAC - Azienda Regionale per lo Sviluppo dell'Agricoltura in Calabria che si trova in Viale Trieste.[76]

Ospedali
- Ospedale Civile dell'Annunziata;
- Ospedale Civile Mariano Santo;
- I.N.R.C.A. Istituto di Ricovero e cura a carattere scientifico IRCCS;
- Policlinico "Sacro Cuore";
- Clinica "La Madonnina".

#### Ambiente
Nel rapporto Ecosistema urbano 2021 di Legambiente e Ambiente Italia, basato su diciassette parametri raggruppati in cinque macroaree (aria, acqua, rifiuti, trasporti, ambiente, energia), Cosenza è risultata al quarto posto della classifica dei capoluoghi di provincia italiani preceduta solo dalle città di Trento, Reggio Emilia e Mantova. Nel 2022 si è confermata al quinto posto come unico capoluogo meridionale tra le prime dieci città italiane, nel 2023 al settimo posto in Italia e nuovamente prima del Meridione davanti a Cagliari che occupa il 16º posto e nel 2024 al tredicesimo posto nella graduatoria nazionale confermandosi primo capoluogo del Meridione. La città nel 2018 si era classificata al quinto posto confermandosi anche nel 2019 e nel 2020 come prima città del Mezzogiorno rispettivamente in quattordicesima posizione e ottava posizione nella classifica generale. Il trend positivo ha avuto continuità negli anni; infatti già dal secondo il Rapporto Ecosistema urbano 2015, Cosenza risultava all'undicesimo posto. Nel 2015 la città di Telesio ha guadagnato il riconoscimento di città italiana più accessibile ai non vedenti.

## Cultura

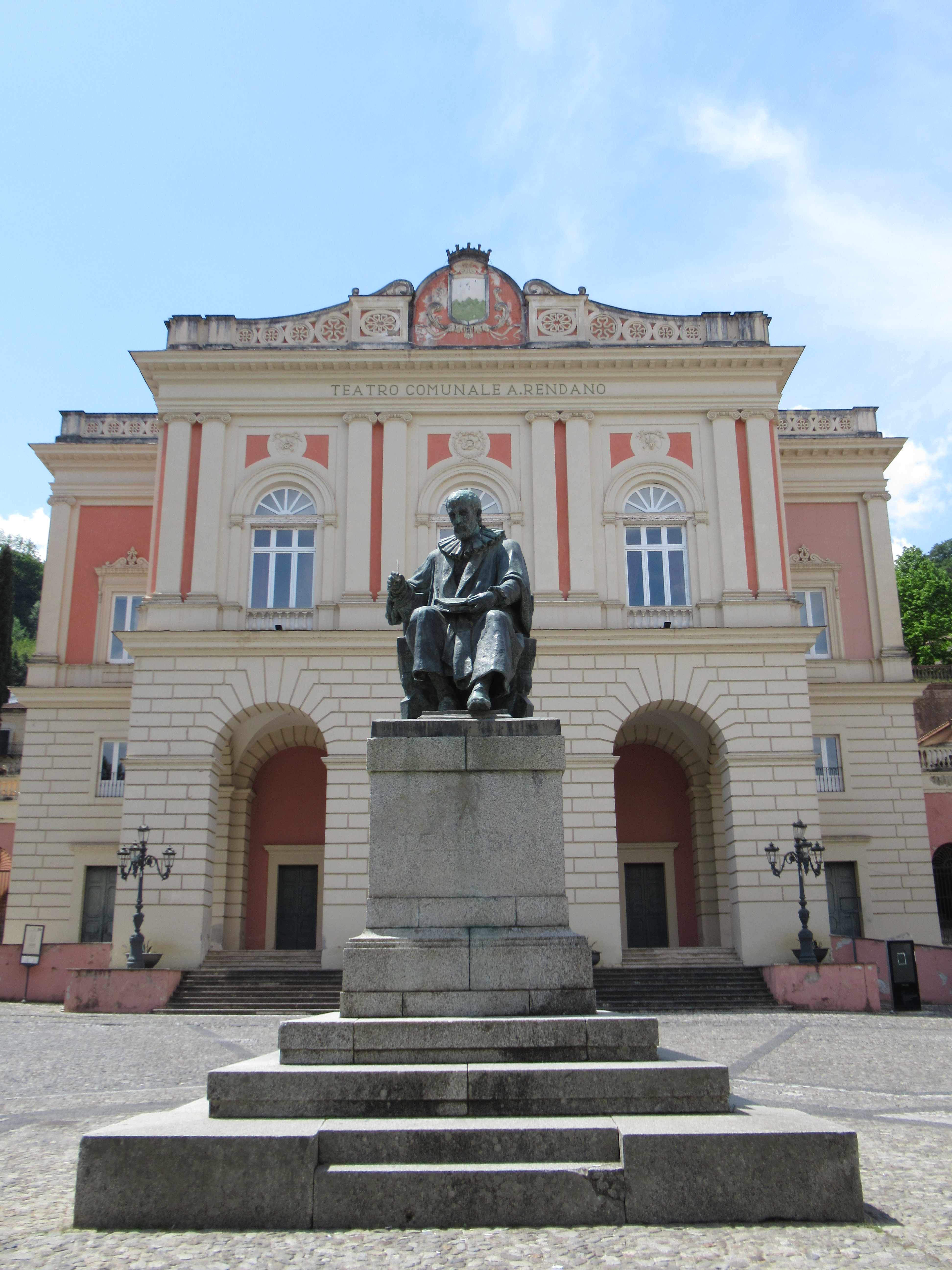
Piazza XV Marzo: in primo piano la statua raffigurante Bernardino Telesio, sullo sfondo il Teatro Alfonso Rendano

Identificata come Atene della Calabria in riferimento alla sua tradizione culturale, fu patria dell'umanista Aulo Giano Parrasio, iniziatore, nel 1511 dell'Accademia Cosentina (un tempo detta Accademica Parrasiana), che è tra le più antiche d'Europa. Dopo la morte di Parrasio (1534), Bernardino Telesio, il più grande dei cosentini illustri, definito da Francesco Bacone il primo degli uomini nuovi, ne prende le redini, la riorganizza e la ribattezza come Accademia Telesiana portandola al suo massimo splendore. Alcuni anni prima della morte di Telesio (che avvenne nel 1588), l'Accademia Telesiana passa sotto il controllo di Sertorio Quattromani, che le dà il nome di Accademia Cosentina rimasto fino ai giorni nostri. Tra le figure che hanno dato un contributo importante allo sviluppo culturale della città va menzionato l'astronomo cosentino Giovan Battista Amico al quale è stato dedicato il Planetario realizzato nel 2019.

### Istruzione

#### Biblioteche
Le principali biblioteche della città:
- Biblioteca Nazionale

La Biblioteca Nazionale di Cosenza inizialmente nasce con come sezione distaccata della Biblioteca Nazionale di Napoli per D.M. del Ministro dei Beni Culturali Dario Antoniozzi del 9 novembre 1978. La sua attività ha inizio nel 1985 con l'acquisto dell'ex edificio Seminario Vescovile di Cosenza.
Nel 1991, grazie al decreto della Presidenza del Consiglio dei ministri, la Biblioteca Nazionale di Cosenza assume piena autonomia.
- Biblioteca Civica

La Biblioteca Civica di Cosenza, ha sede nel centro storico della città bruzia, ed è legata alla storica Accademia Cosentina che la istituì nel 1871. Ospita cinquantatré edizioni di incunaboli (primi libri a stampa dopo l'invenzione di Gutenberg), corali miniati del ‘500 e numerosi manoscritti che comprendono documenti pergamenacei dal XIII al XVIII secolo, testi filosofici dal '500 al '700, epistolari e carteggi, autografi e testi di storia e letteratura calabrese All'interno della Biblioteca c'è la Mediateca di Cosenza.
- Biblioteca dell'Archivio di stato di Cosenza

La biblioteca ha sede dal 2008 nel complesso monumentale fondato nel 1510 a opera dei Minimi di San Francesco di Paola come convento, e successivamente divenuto Caserma Domenico Moro in una struttura articolata intorno a un chiostro quadrato di sei campate per lato. All'interno si possono osservare alcune carte geografiche della Calabria Citeriore del XVI secolo che conservano oltre 9000 documenti tra volumi e opuscoli, le raccolte di “Leggi e decreti” a partire dal 1806, il “Giornale dell'intendenza della Calabria Citra” del XIX secolo e molti altri documenti storici che riguardano il Meridione e in particolare la Calabria.
- Biblioteca Provinciale di Cosenza

La biblioteca ubicata nel Palazzo Santa Chiara venne fondata nel 1975 e istituita nel 1998. Racchiude circa 8.000 volumi e cataloghi speciali e le principali opere e documenti riguardano gli aspetti socio - culturali della Provincia di Cosenza. La Biblioteca conserva una copia del manoscritto del Codex Purpureus Rossanensis e alcuni scritti del fondo antico sulla vita di San Francesco di Paola datati fin dal 1593. È inserita nel circuito delle biblioteche nazionali con le quali intrattiene rapporti costanti nel tempo.
- Biblioteca Mancini - De Matera (secoli XVI - XXI)

La Biblioteca è composta dal fondo di Giacomo Mancini che conserva 2298 pubblicazioni del XIX secolo e dal fondo della famiglia De Matera che conserva 3136 volumi di un patrimonio antico e moderno che va dal 1548 fino al XX secolo tra cui cinquecentine, seicentine e settecentine. La Biblioteca è ubicata nel Palazzo de Matera nel centro storico e nel 2020 ha ricevuto la dichiarazione di interesse culturale da parte della sovrintendenza archivistica e bibliografica della Calabria dipendente dal Ministero della cultura.
- Biblioteca dei Ragazzi
- Biblioteca ecclesiastica SS. Crocifisso
- Biblioteca arcivescovile del Seminario cosentino
- Biblioteca del Conservatorio di musica Stanislao Giacomantonio – Convento di Santa Maria delle Grazie
- Biblioteca del Centro jazz Calabria – Archivio discografico Centro di documentazione sonora
- Biblioteca della Fondazione Antonio Guarasci
- Biblioteca della Soprintendenza per il Patrimonio Storico Artistico ed Etnoantropologico – PSAE – Palazzo Arnone
- Biblioteca del Liceo classico Telesio

#### Ricerca
- Istituto di Ricerca per la Protezione Idrogeologica (IRPI) del Consiglio Nazionale delle Ricerche (CNR), "Unità Organizzativa di Supporto", U.O.S. di Cosenza.[92]
- Istituto per gli Studi Storici - ISS Cosenza fondato nel 1970 con la denominazione di "Istituto Storico Cosentino", iscritto all'anagrafe degli Istituti di Ricerca del MIUR, si occupa di promuovere e organizzare manifestazioni culturali.[93]

#### Scuole
Il sistema scolastico di Cosenza dispone di 13 scuole secondarie di I grado. Le scuole secondarie di II grado sono invece 12, tra le quali si citano il liceo classico Bernardino Telesio, i licei scientifici S. Valentini, G. B. Scorza ed Enrico Fermi, e gli istituti tecnici Monaco e Pezzullo.

#### Università

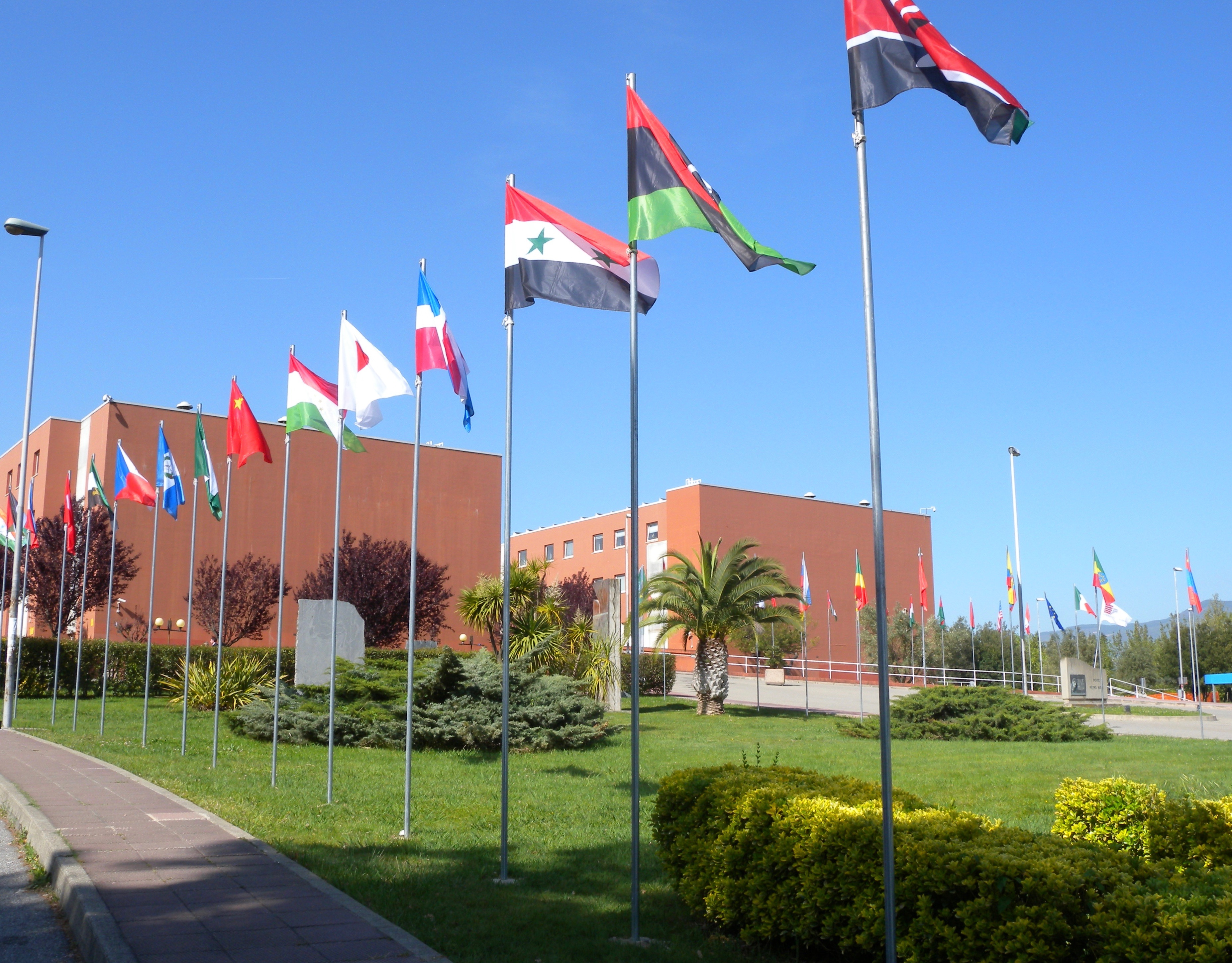
Il Campus universitario dell’Università della Calabria

Nell'area urbana di Cosenza, con Decreto del Presidente della Repubblica Giuseppe Saragat del 16 Aprile 1971, è stata insediata l’Università della Calabria, la prima università della regione per fondazione (è stata fondata nel 1972) e popolazione studentesca (circa 24 000 iscritti). Il campus universitario, di tipo residenziale, è stato realizzato ad Arcavacata di Rende a breve distanza dallo svincolo Rende-Cosenza Nord dell'autostrada A2; copre un'area di 200 ettari ed è pertanto tra i più estesi d'Italia.
L'Università della Calabria secondo la classifica stilata dal Censis nel 2024-2025 e nel 2025-2026 si colloca al primo posto tra i grandi atenei italiani..
Il Complesso monumentale di San Domenico nel centro storico di Cosenza, ospita il corso di laurea triennale in Infermieristica dall'anno accademico 2023 -2024 e dall'anno accademico 2025-2026 il corso di laurea triennale in Scienze e Tecniche Psicologiche e il corso di laurea in Fisioterapia con la creazione di un polo delle professioni sanitarie.
Con l'istituzione della Facoltà di Medicina e Chirurgia è stata siglata la convenzione tra l'Università e l'Azienda ospedaliera di Cosenza che riguarda i reparti di Chirurgia, Ematologia, Cardiologia interventistica, Laboratorio di Analisi e SITRA (Servizio Infermieristico Tecnico e Riabilitativo Aziendale) dell'ospedale Annunziata di Cosenza.

#### Città dei Ragazzi

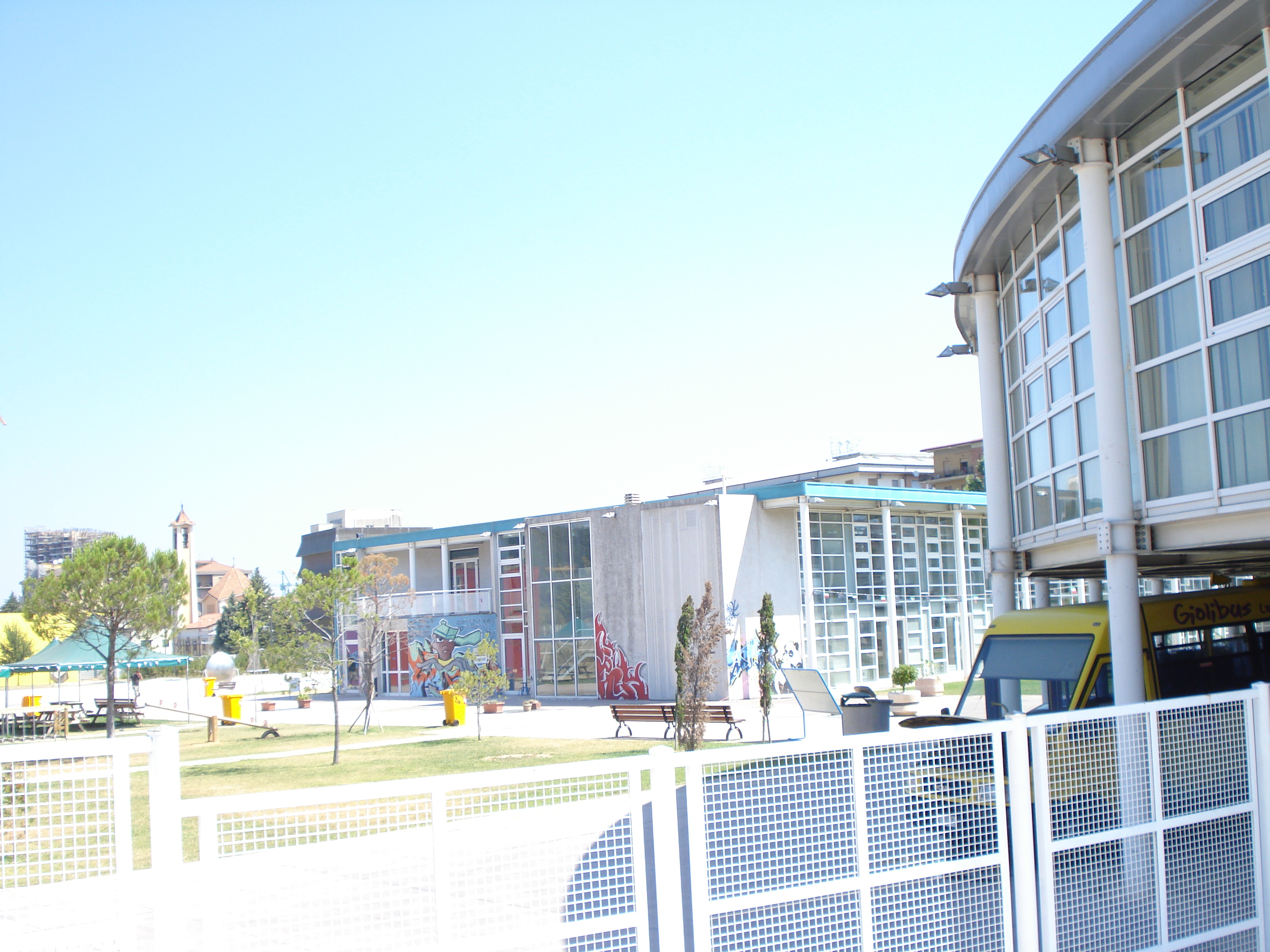
Scorcio della Città dei Ragazzi

La Città dei Ragazzi è un centro polivalente per attività didattiche, ricreative e socializzanti costruito nel 2003 con i fondi Urban. La struttura che si estende su una superficie di 33.000 metri quadrati di cui 12.000 metri quadrati di spazio verde, è composta da quattro padiglioni con funzione educativa, culturale e di socializzazione e costituisce una tra le più grandi aree dedicate ai giovani da 4 a 14 anni esistenti in Italia..

### Musei e gallerie
Planetario Giovan Battista Amico
Il Planetario di Cosenza progettato dallo studio milanese Monestiroli Architetti Associati sorge nel quartiere Gergeri all'interno di un complesso con piazza e giardino ed è intitolato all'astronomo rinascimentale cosentino Giovan Battista Amico. L'opera strutturata con una cupola che evoca un corpo celeste, è stata ideata nel 2002 dal sindaco Giacomo Mancini ed è stata poi realizzata e inaugurata nel 2019 dal sindaco Mario Occhiuto. Ospita 113 poltrone basculanti e roteanti dalle quali è possibile osservare i fenomeni astronomici, ed è dotato del proiettore ottico starmaster ZMP della Zeiss, unico in Italia e tra i migliori d’Europa, capace di proiettare nella cupola fino a 4000 stelle. Il sistema di proiezione è tra i più avanzati esistenti in Italia oltre a risultare tra quelli più all'avanguardia sia in Europa che nel mondo. Lo starmaster è integrato da altri 6 proiettori digitali che possono funzionare autonomamente oppure in maniera sincronizzata tra di loro. La cupola interna di 15 metri di diametro è seconda per quanto riguarda le dimensioni solo al planetario di Milano. Il museo della Scienza oltre a rappresentare un presidio culturale urbano e un luogo di diffusione scientifica in collaborazione con l'Università, è un'opera di rigenerazione urbana in un quartiere riqualificato da altre opere come il Ponte San Francesco di Paola dell'architetto Santiago Calatrava.
Museo dei Brettii e degli Enotri - ex Museo Civico Archeologico
Il Museo dei Brettii e degli Enotri inaugurato il 17 ottobre 2009 nel quattrocentesco complesso monumentale di S. Agostino (quartiere detto della Massa – Centro Storico) è il polo culturale della città e vanta una vasta collezione archeologica proveniente dalla città e da località diverse della sua provincia, abbracciando un ampio arco cronologico: dai resti ossei del Paleolitico superiore delle grotte di Cirella, sino all'oinophoros di età romano imperiale (III secolo d.C.) proveniente da Cosenza.
Galleria nazionale di Cosenza

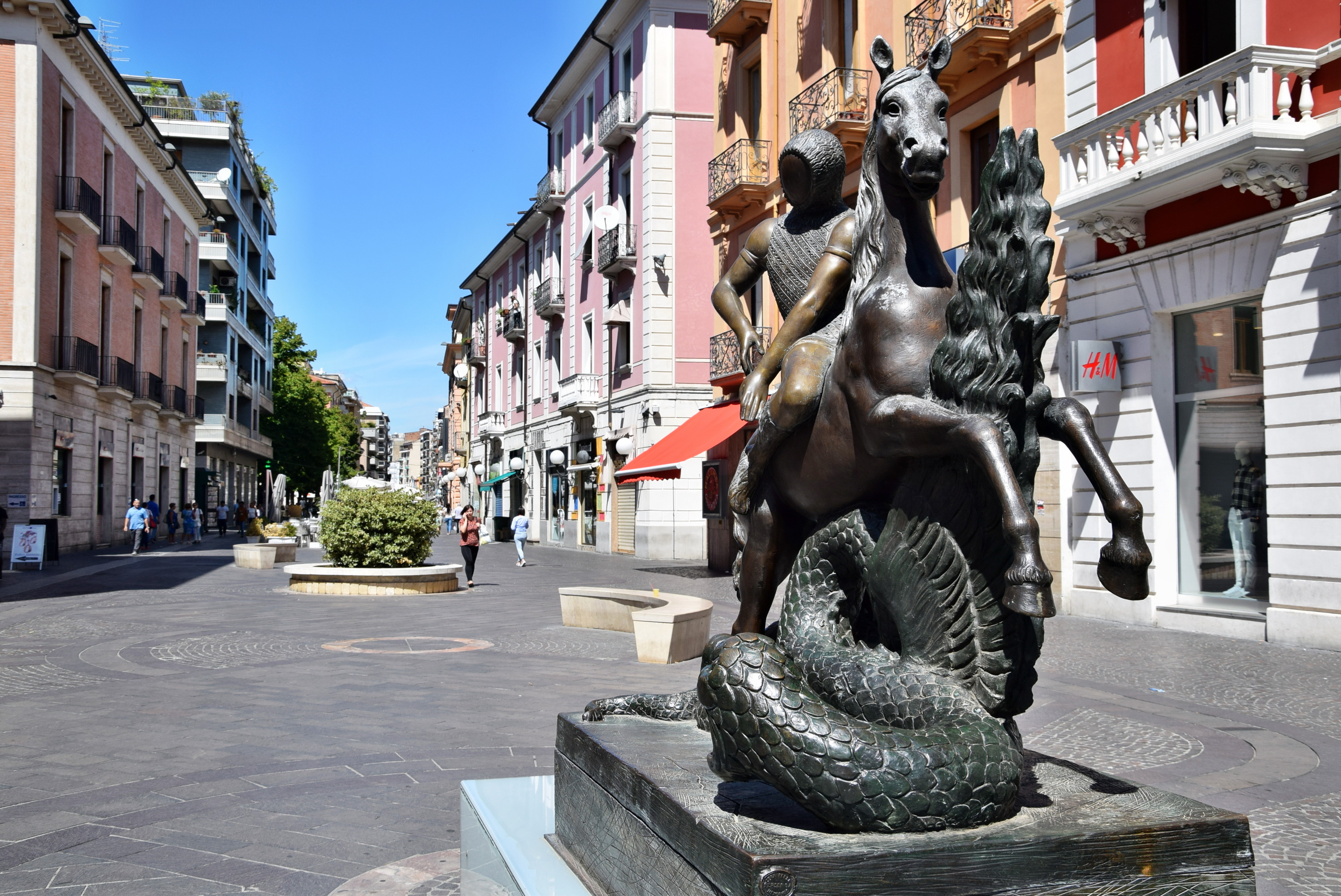
San Giorgio e il drago, opera di Salvador Dalí nel Museo all'aperto Bilotti

La Galleria Nazionale di Cosenza ha sede nell'antico Palazzo Arnone, situato sul colle Triglio nel centro storico. Vi trova collocazione permanente una pinacoteca, con opere di Pietro Negroni, Mattia Preti, Luca Giordano e altri, ed è sede di varie mostre temporanee di alto profilo.
Museo all'aperto Bilotti (MAB)
Il corso principale e il salotto della città, Corso Mazzini, è sede dal 2003 di una grande isola pedonale e oltre a essere un centro commerciale all'aperto, ospita dai primi anni del nuovo secolo una galleria d'arte "en plein air", il Museo all'aperto Bilotti (MAB), unico nel suo genere non solo in Calabria e nel meridione, ma in tutta Italia. Si tratta di una serie di sculture di artisti di calibro internazionale donate alla città da un facoltoso collezionista (Carlo F. Bilotti, morto a New York nel dicembre del 2006).
Museo del Fumetto
Il Museo del Fumetto, unico museo di questo genere nel sud Italia è ubicato nel centro storico bruzio e precisamente nella Galleria d'arte provinciale Santa Chiara. Al suo interno racchiude personaggi di culto del fumetto italiano come Tex Willer e Dylan Dog e artisti di levatura internazionale come Jim Avignon, Nicola Alessandrini e David Vecchiato che attraverso l'arte contemporanea raccontano il territorio bruzio. Tra i fumettisti italiani veri e propri degni di nota sono le opere di Tanino Liberatore, Angelo Stano, Gianluca Cestaro, Bruno Brindisi, Davide Toffolo con un'opera dedicata a Pasolini, di Ken Parker, e Ivo Milazzo, autore di un ritratto del cantautore Fabrizio De André, al quale nel museo è dedicata l'esposizione di un'opera con relativa mostra.
Museo storico all'aperto
Il Museo storico all'aperto inaugurato nel suggestivo scenario del centro storico bruzio nel 2015 rappresenta un itinerario artistico a cielo aperto che attraverso murales pittorici giganti che adornano il percorso ripercorre la storia di Cosenza dagli antenati Bruzi all'epoca moderna. Il Museo è strutturato su cinque aree:
- il percorso della Cosenza Bruzia che comprende Piazza Dei Valdesi, Gradoni Santa Lucia e Via Santa Lucia con le opere del pittore John Picking.
- il percorso della Cosenza Normanna che comprende Via Abate Salfi, Via San Tommaso e Vico I San Tommaso con le opere del pittore inglese Richard Whincop.
- il percorso della Cosenza Sveva che Via Messer Andrea, Piazza Marco Berardi e Via San Francesco D'Assisi con le opere della pittrice tedesca Silvia Pecha.
- il percorso della Cosenza Angioina che comprende Vico II Padolisi, Via Padolisi e Via Biagio Miraglia con le opere del pittore francese Alexandre Barbera- Ivanoff.
- il percorso della Cosenza Aragonese che comprende Vico Gaeta, Via Gaeta e Piazza Gerosolomitani con le opere del pittore spagnolo G.D. GoNzalez (Goyo).

Museo Diocesano di Cosenza
Il Museo ubicato tra il Palazzo Arcivescovile e la Chiesa Cattedrale raccoglie in un unico percorso notevoli e preziosi reperti provenienti dal Duomo e da altre chiese del territorio. L'opera più importante è custodita in una sala semicircolare, la preziosissima Stauroteca o croce reliquario in oro sbalzato, filigrana a vermicelli, smalto, adamantini e cristallo di rocca, del XII secolo. La tradizione vuole sia stata donata da Federico II di Svevia in occasione della consacrazione della Cattedrale nel 1222 diventando l'emblema della città. La Pinacoteca, custodisce la tela dell'Immacolata di Luca Giordano (XVII secolo), il prezioso San Gennaro di Andrea Vaccaro (XVII secolo) e le suggestive tele mariane di Giuseppe Pascaletti (XVIII secolo). Nella grande sala del museo è possibile ammirare il calice “Torquemada” del XV secolo insieme a diverse icone del cinquecento, tele del seicento e settecento, e parte del ricco tesoro della Madonna del Pilerio, protettrice della città e dell'Arcidiocesi, con corone d'oro, monili, pietre preziose e gioielli. La prima sala ospita il polittico dell'Annunciazione (1545) della scuola del Negroni appartenente alla Chiesa di Borgo Partenope mentre la sala delle Committenze il calice “del Papa”, opera in argento e filigrana, le due statuette eburnee attribuite alla scuola di Michelangelo, e il calice vitreo di Celico del XVI secolo. La sala dei parimenti ospita manufatti del Cinquecento e del Seicento.
Museo Consentia Itinera
Situato all'interno dello scenario di Villa Rendano, il Museo Consentia Itinera ripercorre la storia della città di Cosenza, il patrimonio artistico, il mito, gli eventi, i simboli identitari attraverso una mostra permanente e ospita periodicamente progetti, esposizioni e attività contemporanee. Nel 2018 è stato insignito di uno tra i più importanti riconoscimenti, all’interno della Campagna Mibact.
Museo delle Arti e dei Mestieri della Provincia di Cosenza
Il Museo si propone come una finestra sulle tradizionali attività della provincia attraverso mostre di artisti contemporanei cosentini e mostre temporanee sull'artigianato d'eccellenza, corredate ciascuna da laboratori artigiani di grande valore storico, antropologico e sociale. Questo spazio culturale al contempo affacciato sul passato è proiettato nel futuro e all'estero.
BoCs Art Museum
Il BoCs Art Museum di Cosenza è ubicato in un’area del Complesso monumentale di San Domenico, luogo di congiunzione tra la città nuova e il centro storico. Il museo ospita le opere d’arte contemporanea realizzate da più di 300 artisti italiani e internazionali che nel triennio 2015-2017 sono stati ospitati nelle Residenze Artistiche “BoCs Art” e mira a proiettare la città negli anni come polo di ricerca culturale dell’arte contemporanea. L'esposizione riflette la molteplicità dei linguaggi e delle tecniche con le quali si sono espressi gli artisti che hanno preso parte al progetto appartenenti a diverse generazioni e con percorsi di ricerca differenti, dalla pittura alla scultura, dalla fotografia all’installazione, dalla performance alla video-installazione.
Museo Multimediale di Piazza Bilotti
Il Museo multimediale di piazza Bilotti ha la forma di un loft spaziale e rappresenta uno spazio didattico-educativo sospeso tra passato e futuro, tra identità territoriale e nuove tecnologie, è ubicato nella struttura sottostante l'omonima piazza. Nei contenuti del Museo multimediale, un luogo della multimedialità culturale, prevale la volontà di raccontare la storia della città e la sua nuova immagine, facendo combaciare la tradizione con elementi innovativi.
Galleria provinciale Santa Chiara
La Galleria d’Arte Provinciale Santa Chiara ha sede nel complesso monastico di Santa Chiara, nel cuore dell’antica città di Cosenza e adiacente al quartiere della Giostra Nuova. Dedicata un tempo a Santa Maria Maddalena, dal 1578 la chiesa fu la seconda sede cosentina delle suore dell’Ordine religioso delle Clarisse. Il Monastero di Santa Chiara fu uno dei più ricchi della città grazie alle rendite prodotte da botteghe e case ubicate in diversi quartieri del centro storico. In occasioni importanti quali la fiera di Sant’Agostino e quella della Maddalena, godeva di particolari privilegi e diritti concessi dalla regina Giovanna e dal re Ferrante e confermati da re Filippo II; è strutturata come una grande sala espositiva disposta su due livelli e di ulteriori sale nei piani inferiori. Nella sala espositiva resta visibile la cupola di copertura dell’antica chiesa di Santa Chiara, che testimonia il forte legame tra la contemporaneità delle esposizioni e l’antichità del luogo che le ospita.
Museo delle Rimembranze
Il Museo delle Rimembranze, gestito dell'Associazione Culturale "Bernardino Telesio", si trova nel Palazzo Spada ubicato in Piazza Parrasio nel cuore del centro storico bruzio. Presenta al pubblico una collezione di beni immateriali della tradizione e del folklore cosentino: documenti, attrezzi, arredi e oggetti inerenti alla cultura popolare assieme ad altro materiale vario tra cui oggetti di modernariato e di carattere naturalistico. Il percorso museale si sviluppa su tre livelli in cui vengono documentati i lavori femminili, i giochi infantili, le attività del contadino, del fabbro, del falegname, del boscaiolo, del maniscalco e del pastore. Una sezione è dedicata alla vinificazione, alle suppellettili della casa e all'abbigliamento.
Museo Interattivo di Archeologia Informatica
È un'esposizione permanente di “reperti” dell'archeologia informatica, strutturato in sezioni che descrivono l'evoluzione delle macchine attraverso i decenni, vanta centinaia macchine e si arricchisce e implementa ogni giorno grazie a un paziente lavoro di ricerca e alla rete di relazioni con enti pubblici, tra cui diversi Dipartimenti dell'Università della Calabria, enti privati, associazioni e singoli cittadini. Tra i reperti degni di nota il primo enorme mainframe VAX dell'Università della Calabria, vecchi cloni IBM, workstation UNIX, i primi computer prodotti da Apple e Olivetti.
Il Museo è curato dall'associazione Verdebinario.
Mostra permanente delle Suore Minime della Passione “Suor Elena Aiello”
La Mostra permanente "Beata Elena Aiello" di Cosenza, allestita in alcuni ambienti dell'Istituto delle Suore Minime della Passione di Nostro Signore Gesù Cristo, è stato istituito con l'obiettivo di documentare e promuovere la conoscenza della figura della beata Elena Aiello (1895 - 1961) con la sua fervente spiritualità e appassionata religiosità.
L'itinerario museale documenta, attraverso oggetti personali, fotografie e documenti scritti:
- i momenti della vita e i miracoli della vita della Beata Elena Aiello;
- la sua devozione a santa Rita da Cascia e a Maria Vergine;
- l'amore nutrito per i bambini;
- la missione di accoglienza dei poveri e dei malati.

Mostra permanente del Laboratorio di Restauro della Soprintendenza dei Beni Culturali
La sede della Soprintendenza - complesso monumentale San Francesco d’Assisi è situata nel centro storico e precisamente nel complesso conventuale dei Minori Osservanti dal 1454, successivamente all'ampliamento del preesistente Convento dei padri Cappuccini. Nella sede è attivo il “Laboratorio di Restauro”, nel quale è possibile ammirare opere di arti provenienti da tutto il territorio regionale che, in attesa del restauro, rimangono in custodia presso di esso prima di tornare nelle loro sedi di origine. Inoltre in questo polo si contano Biblioteca, Archivio Storico Fotografico e Archivio Beni Architettonici e Artistici.

### Media

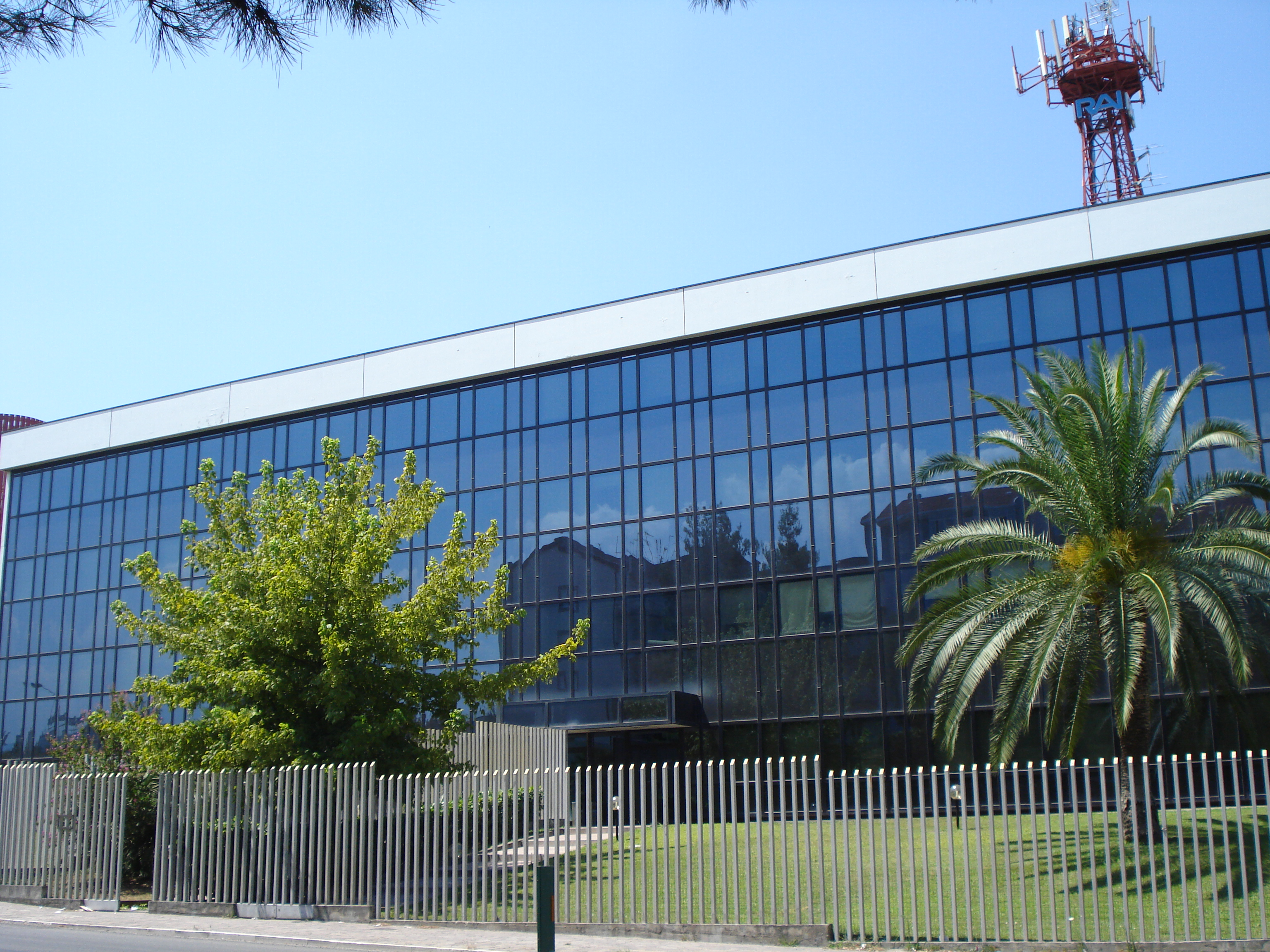
Sede Rai regionale

#### Stampa
Quotidiani:
- Gazzetta del Sud, redazione di Cosenza
- il Quotidiano del Sud

#### Radio
- Radio Ciroma
- Antenna Bruzia[122]
- Radio Cosenza Centrale[123]
- Radio Cosenza Nord[124]
- Radio Sound[125]
- RLB Radioattiva[126]

#### Televisione
La sede regionale della Rai ha sede a Cosenza fin dal 1958.

### Arte
Sulla base di un programma che parte dalla città nuova e arriva alla città antica che mira a connotare il capoluogo bruzio come città opera d'arte e fabbrica creativa, lungo un percorso ideale di attività artistiche e culturali, dal 2015 è attivo il progetto box art con la prima edizione della Residenza d'Artista BoCS Art iniziata con l'inaugurazione di 27 spazi espositivi/studio creativi dislocati sul Lungofiume Boulevard nel centro storico. Artisti provenienti da tutta Italia e anche di spessore internazionale si isolano nello spazio del box ispirandosi al contesto territoriale, altri ancora operano direttamente con la città interagendo liberamente con i cittadini, con l'obiettivo di riscoprire l'identità di Cosenza che viene restituita sotto forma di opere d'arte che contribuiscono alla crescita culturale e allo scambio di competenze. Il progetto che prevede anche opere concepite altrove e non solo in loco, mira a rendere fruibile l'arte e stimolare la collettività a partecipare attivamente a tutte le attività, raccogliendo qualsiasi fascia di età, dai bambini agli anziani, sia attraverso la possibilità di accedere agli studi avendo così l'opportunità di assistere dal vivo alla realizzazione di opere d'arte, sia attraverso workshop organizzati dagli artisti una volta a settimana, sia assistendo a performance che prenderanno vita quotidianamente tra le strade della città.
Nel 2022 nel centro storico è stata dedicata una targa commemorativa all'artista cosentino Tony Gaudio, primo italiano a vincere nel 1937 il Premio Oscar per la direzione della fotografia nel film Avorio nero di Mervyn LeRoy.

### Teatro
Il teatro Alfonso Rendano rappresenta l'unico Teatro di Tradizione della regione Calabria.

### Cinema
La città di Cosenza ha rappresentato la location e il set cinematografico di diverse pellicole cinematografiche:
- Uomo contro uomo (Sergio Sollima, 1987)
- Giuseppe Moscati - L'amore che guarisce (Giacomo Campiotti, 2007)
- Vorrei vederti ballare, (Nicola Deorsola, 2009)[131][132]
- La notte prima (Andrea Solano, 2015)[133]
- Antonio Tenuta. I sogni cominciano con un’elica (Massimo Scaglione, 2015)[134]
- Il mondo di mezzo (Massimo Scaglione, 2016)
- Ostaggi (Eleonora Ivone, 2021)[135]
- Even (Lob&Partners, 2023)[136][137]
- Il Monaco che vinse l'Apocalisse (Jordan River, 2023)[138]
- L'ombra di Michelangelo (Gianfranco Confessore, 2023)[139]
- La versione di Giuda (Giulio Base, 2024)[140]

### Musica
La città dei Bruzi è sede di un conservatorio intitolato al compositore nativo Stanislao Giacomantonio (Conservatorio di Musica "Stanislao Giacomantonio"). Il conservatorio gestisce la "Casa della Musica", un'opera che ha trasformato un ex istituto scolastico in un auditorium da 400 posti. Dal 2022 ha sede nel Teatro Alfonso Rendano l'Orchestra Sinfonica Bruzia, istituzione concertistico-orchestrale riconosciuta dal Ministero della cultura con il fine di valorizzare i giovani musicisti della città attraverso la collaborazione sinergica con altre realtà italiane.

### Cucina
La cucina cosentina semplice e fantasiosa, è una cucina influenzata dai progenitori greci e romani fino ad arrivare ai dominatori spagnoli. È caratterizzata da sapori forti e genuini tipici della tradizione contadina calabrese che sfrutta a pieno tutti i prodotti genuini della terra e legata nel genere alla tradizione culinaria silana. Specialità gastronomica cosentina per eccellenza sono i cuddruriaddri (ciambelle fritte salate preparate per la ricorrenza dell'Immacolata e successivamente in tutto il periodo natalizio) che rappresentano anche lo street food cosentino dell'intero anno. Piatto tipico bruzio utilizzato soprattutto come contorno ma talvolta anche nell'antipasto sono le patate 'mbacchiuse (preparate rigorosamente con la rinomata Patata della Sila), caratterizzato da patate fritte appiccicate tra di loro (mbacchiuse in cosentino) in olio extravergine di oliva con cipolla, origano e sale. Il pane locale tra il quale spicca il rinomato e pregiato pane di Mangone, di Tessano e di Cuti nelle sue varianti (per esempio la pitta), preparato a lievitazione naturale e cotto al forno a legna accompagna tutte le pietanze cittadine.
Caratteristici della cucina cosentina sono gli antipasti rappresentati dagli insaccati di carne di maiale tipici, accompagnati dall'antica pratica delle conserve sott'olio (funghi silani, melanzane, pomodori secchi, zucchine e olive), dei prodotti caseari silani come il caciocavallo silano e dalle fritture rappresentate dalle polpette di carne, melanzane, patate e dalla nchiambara (frittata a base di cipolla, acqua e farina)..
Tra i primi piatti storici della città vanno menzionati la pasta e patate ara tijeddra, pasta e patate al forno alla cosentina la cui caratteristica è quella di venir cotta a crudo con tutti gli ingredienti, i fusilli alla cosentina che insieme a diversi tipi di pasta fresca lavorata in casa la domenica (tra queste gli gnocchi preparati con la Patata della Sila) secondo le vecchie tradizioni vengono conditi con funghi freschi silani o con innumerevoli varietà di sughi a base di carne di manzo, vitello, maiale, agnello, cotti con cura in un passato di pomodoro e olio di oliva e lagane e ciciari ara cusentina (tagliatelle larghe realizzate in casa con un impasto di sola acqua e farina di semola, mescolate con ceci che vengono preparati con soffritto di aglio, olio e peperoncino). Da tradizione il martedì grasso del periodo di carnevale si prepara la pastachina, la lasagna al forno condita tra l'altro con salsiccia locale a pezzetti, caciocavallo silano, soppressata e polpettine di carne fritta. Il primo a base di pesce della tradizione bruzia sono gli spaghetti cù a muddrica con acciughe sotto sale, mollica di pane fritta e peperoncino (solitamente preparato come primo piatto del cenone della vigilia di Natale).
Tra i secondi tipici spiccano vruacculi i rapa e sazizza (broccoli di rapa fritti con olio di oliva, sale e peperoncino insieme alla salsiccia cosentina), le costolette d'agnello alla cosentina, le mazzacorde alla cosentina preparate con interiora di agnello o capretto. Rari i piatti a base di pesce, essendo Cosenza una città dalla tradizione culinaria contadino-montanara: il secondo per antonomasia è il baccalà alla cosentina con patate, olive nere, peperoni, salsa di pomodoro, alloro, prezzemolo, sale e pepe e il baccalà fritto.
Il dolce più tipico di Cosenza, è la "Varchiglia" che risale al 1303 ed era preparato dalle suore, le Carmelitane Scalze. Il dolce è a base di mandorle, zucchero e cioccolato e ha la tipica forma a barca da cui probabilmente prende il nome affondando le sue origine nella tradizione spagnola. I dolci cosentini del periodo natalizio sono i Turdiddri e le Scaliddre (il primo è una specie di gnocco dolce, fritto, a base di farina, anice e olio, solitamente ricoperto di miele o di miele di fichi (altro prodotto tipico della città), le seconde sono dei dolci fritti dei quali la pasta viene arrotolata a mo' di piccola scala grazie a un apposito bastoncino di legno e poi ricoperte con il "gileppo" che è in sostanza della glassa di zucchero. Da menzionare anche le Chinuliddre (altro tipo di dolce fritto, a forma di piccolo calzone, ripieno di mostarda di uva o cioccolata preparato soprattutto nel periodo natalizio). Dolce tipico della festa di San Giuseppe del 19 marzo è la Zeppola, mentre tipici del periodo pasquale sono i cuculi che affondano le proprie origini nella Magna Grecia. Ricco di storia anche il "pallone di fichi”, pietanza di origine contadina in cui i frutti semi-secchi vengono cotti al forno e poi avvolti in foglie di albero di fico a formare una piccola palla.

### Eventi
I principali eventi, talvolta di rilievo nazionale e internazionale, che si svolgono nella città di Cosenza, sono i seguenti:
- Fiera di San Giuseppe (marzo): istituita da Federico II di Svevia nel 1234, la fiera si tiene per una decina di giorni quando centinaia di espositori di diverse nazionalità si dispongono nelle principali strade, insieme a diversi eventi di intrattenimento che animano tutto il periodo. In occasione della Fiera di San Giuseppe, inoltre, si tiene un festival musicale chiamato San Giuseppe Rock e la Fiera In mensa (o "festa dell'accoglienza") dedicata ai migranti.[156][157]
- Festa del cioccolato (ottobre): la Festa del Cioccolato è un evento enogastronomico istituito nel 2002 che si svolge per quattro giorni sull'isola pedonale di Corso Mazzini attraverso la sinergia tra pubblico e privato con la presenza annuale di oltre cinquanta espositori artigiani e maestri cioccolatieri provenienti da tutto il territorio nazionale. La manifestazione richiama ogni anno migliaia di visitatori, e si caratterizza anche per una connotazione sociale oltre a momenti di intrattenimento, moda e presentazione di artisti;[158] l'edizione del 2019 ha registrato circa 200.000 presenze.[159][160] La festa del 2023 si è svolta dal 27 al 29 ottobre celebrando la 20ª edizione dell'evento.[161]. L'edizione del 2024 ha registrato la presenza di circa 150.000 visitatori[162].
- Festa delle Invasioni (luglio): il Festival delle Invasioni è un festival urbano che si svolge a luglio nel centro storico bruzio dal 1998. Il Festival rientra tra i 10 migliori eventi storicizzati a carattere internazionale della Regione Calabria, anche per la sua vocazione di appuntamento di turismo culturale e nelle varie edizioni ha ospitato numerosi artisti internazionali.[163][164][165]
- La Primavera del Cinema Italiano (aprile): festival cinematografico istituito nel 2007, che culmina con la cerimonia di consegna del Premio Federico II (statuetta che rappresenta l'ottagono, simbolo della storia della città di Cosenza) ai protagonisti del cinema;[166][167]
- Moda Movie (maggio): il progetto nasce nel 1997 per celebrare la relazione tra il mondo della moda e quello del cinema e delle arti, su un tema diverso di anno in anno. Gli appuntamenti comprendono un concorso internazionale riservato a giovani fashion designer e uno per giovani registi autori di cortometraggi, oltre a workshop, convegni di studi, mostre e installazioni;[168]
- Gradinate in scena (settembre): evento di moda e spettacolo istituito nel 1997 nel centro cittadino; le scalinate di via Alimena si trasformano per l'occasione in una passerella di moda dove non manca anche la riflessione culturale (nel 2010 per esempio sono state ricordate le vittime del nazismo e lo sterminio degli ebrei);[169]
- Le Strade del Paesaggio - Festival del fumetto (settembre-ottobre): spettacoli ed esibizioni a tema fumettistico e di arte contemporanea nei luoghi storici della città, nel 2015 ha attirato oltre 20.000 spettatori, finanziato anche dal fondo FESR dell'Unione europea (POR 2007-2013).[170][171]

## Geografia antropica

### Urbanistica

#### Dalla prima espansione della città agli anni 1960
Dal periodo dell'impero romano fino a tutto l’Ottocento il tessuto urbano della città rimase confinato nei limiti naturali del Centro Storico. Con il piano di ampliamento del 1887 prese avvio un primo processo di espansione urbanistica della città che, dopo la costruzione nel 1876 del ponte alla confluenza dei fiumi Crati e Busento, poté estendersi verso la spianata che si estendeva al di là del Busento. In quell'epoca avvenne la prima regolamentazione dello sviluppo edilizio, costituito dal Piano Camposano, che prevedeva quattro nuovi quartieri: Casali; Lungo Crati (rione Pietà e Castagna); Lungo Busento (Piazza Amendola); Carmine (Via Rivocati, Via Veneto, Via Isonzo, Via XXIV Maggio).
Il Piano, entrato in vigore nel 1913 venne realizzato in maniera preponderante nei quartieri Lungo Busento e Carmine, con una viabilità interna a maglie prevalentemente ortogonali, nella quale assumevano maggiore rilevanza Viale Trieste e Corso Umberto. Una seconda, più decisiva, fase di espansione si ebbe dopo la prima guerra mondiale con uno sviluppo del sistema viario ortogonale caratteristico del Piano verso nord; l'accentuato sviluppo urbano e demografico resero necessario nel 1942 la redazione di un secondo strumento urbanistico generale elaborato su impostazioni più lungimiranti: il Piano Gualano che prevedeva l'espansione del comune fino al torrente Campagnano. Gli anni del boom economico segnarono la nascita di nuovi quartieri e zone di maggiore pregio architettonico che seguirono le quattro strade principali: Viale del Re – Via Alimena – Via Roma – Corso Mazzini confermando e accentuando la tendenza della città a espandersi nella direzione nord lungo la direttrice della strada statale 19 delle Calabrie a partire da Via Cattaneo che costituiva il limite dello sviluppo urbano fino agli anni cinquanta.
Fino alla fine degli anni sessanta Cosenza era una città fisicamente autocontenuta, con una popolazione che si attestava sui 100 000 abitanti; da allora l'attività edilizia, superato il Fosso Liguori, si orientò verso ovest lungo la Provinciale Cosenza-Castrolibero, richiamata da preesistenti insediamenti e da un vasto programma di edilizia popolare, con la nascita del quartiere di S. Vito e del popoloso quartiere di Via Popilia verso est. Nel 1968 l'Autostrada Salerno-Reggio Calabria raggiunse Cosenza, incidendo sullo sviluppo e i programmi urbanistici di tutta l'area urbana.

#### Dagli anni 1970 agli anni 2020
Nei primi anni settanta il nuovo Piano Regolatore Vittorini, la realizzazione della Strada statale 107 Silana Crotonese che attraversava la città consentendo un collegamento rapido e diretto con il Mar Tirreno e le località dell'altopiano della Sila di Camigliatello Silano e Lorica, insieme alla nascita dell'università della Calabria nel contiguo comune di Rende dopo il Decreto del 16 aprile 1971 numero 693 con cui il Presidente della Repubblica Giuseppe Saragat individuava nella zona di Cosenza l'area per la prima Università statale calabrese, rappresentarono il nuovo catalizzatore dell'evoluzione urbana cosentina. La città si pose l’obiettivo di riqualificare la struttura urbana, migliorare la struttura viaria, ridurre la densità abitativa e intensificò lo sviluppo verso nord favorita anche dal territorio pianeggiante della Valle del Crati, individuando la direttrice di espansione tra la strada statale 19 delle Calabrie e il Crati come asse urbano per la conurbazione con Rende e Castrolibero, trasformandosi di fatto in città policentrica.
Negli anni ottanta l'area urbana cosentina, sempre più integrata anche nei servizi e nella continuità urbanistica e sociale, con la progressiva espansione ha inglobato altri comuni del sistema metropolitano, tra i quali Montalto Uffugo ed i comuni della Valle del Crati a nord, Mendicino e i comuni delle Serre Cosentine a sud-ovest (Dipignano, Carolei, Marano Marchesato, Cerisano, Domanico, Paterno Calabro), i comuni contigui di Aprigliano, Pietrafitta, Rovito, Zumpano e di Casali del Manco nella fascia pre-silana a sud-est e la zona del Savuto a sud del comune fino a Rogliano. Nel 1987 la messa in esercizio della nuova Ferrovia Paola-Cosenza ha consolidato la conurbazione della costa tirrenica cosentina con il capoluogo.
Lo sviluppo antropico ha avuto un impulso considerevole dal febbraio 1996 con l'entrata in vigore della variante al piano regolatore generale, strumento urbanistico che insieme alla politica delle opere pubbliche, degli interventi integrati del programma Urban e dell'utilizzo dei fondi dell'Unione europea, ha cambiato volto al contesto urbano.
A metà degli anni novanta risale il progetto di recupero dell'ex rilevato ferroviario che condusse nel 2000 alla realizzazione di viale Parco (ora viale Giacomo Mancini) e nel 2009 della sua prosecuzione nel territorio di Rende, che va sotto il nome di viale Francesco e Carolina Principe. Tale asse viario, lungo circa 6 km, si sviluppa fino al confine con Montalto Uffugo, garantendo il collegamento diretto fra i centri dell'area urbana e una nuova configurazione del tessuto urbanistico caratterizzato dalla ricucitura dei quartieri.
Il centro città ha avuto la svolta sostenibile nei primi anni del 2000 con la pedonalizzazione del corso Mazzini, corso principale del capoluogo che si sviluppa per circa 1.500 metri da piazza dei Bruzi alla nuova piazza Bilotti realizzata nel 2016 e resa esclusivamente pedonale. La città moderna si presenta con una maglia ordinata e regolare con vie ampie e rettilinee in direzione nord-sud; con la realizzazione di infrastrutture come il ponte San Francesco di Paola (2018) e il planetario Giovan Battista Amico (2019) si è riqualificata la zona sud-est del comune, una delle porte di accesso al centro storico, che grazie alle opere accessorie di viabilità è diventata area di congiuntura con il centro. Lo sviluppo urbanistico degli anni 2020 in chiave di comune unico dell'area urbana ha individuato la baricentrica area di contrada Vaglio Lise, già servita da importanti assi viari e dalla stazione ferroviaria, come polo di scambio intermodale, sede del nuovo centro direzionale e del nuovo polo ospedaliero..

#### Area metropolitana
L'area urbana cosentina, che non costituisce un ente giuridico-amministrativo unico, comprende i territori conurbati di Cosenza, Rende e Castrolibero. La conurbazione è riconosciuta come Ambito Territoriale dell'Area Urbana per il Trasporto Pubblico Locale ai sensi dell’Art. 15 della Legge Regionale nº 35 del 31.12.2015, con approvazione definitiva dei tre consigli comunali del 27 ottobre 2022, e conta circa 120 000 residenti (dati del 2018). Secondo l'ultima elaborazione ISTAT con bilancio demografico del 2015, l'agglomerato urbano di Cosenza, inquadrato nei sistemi locali delle città medie, conta circa 260 000 residenti.

### Suddivisioni storiche

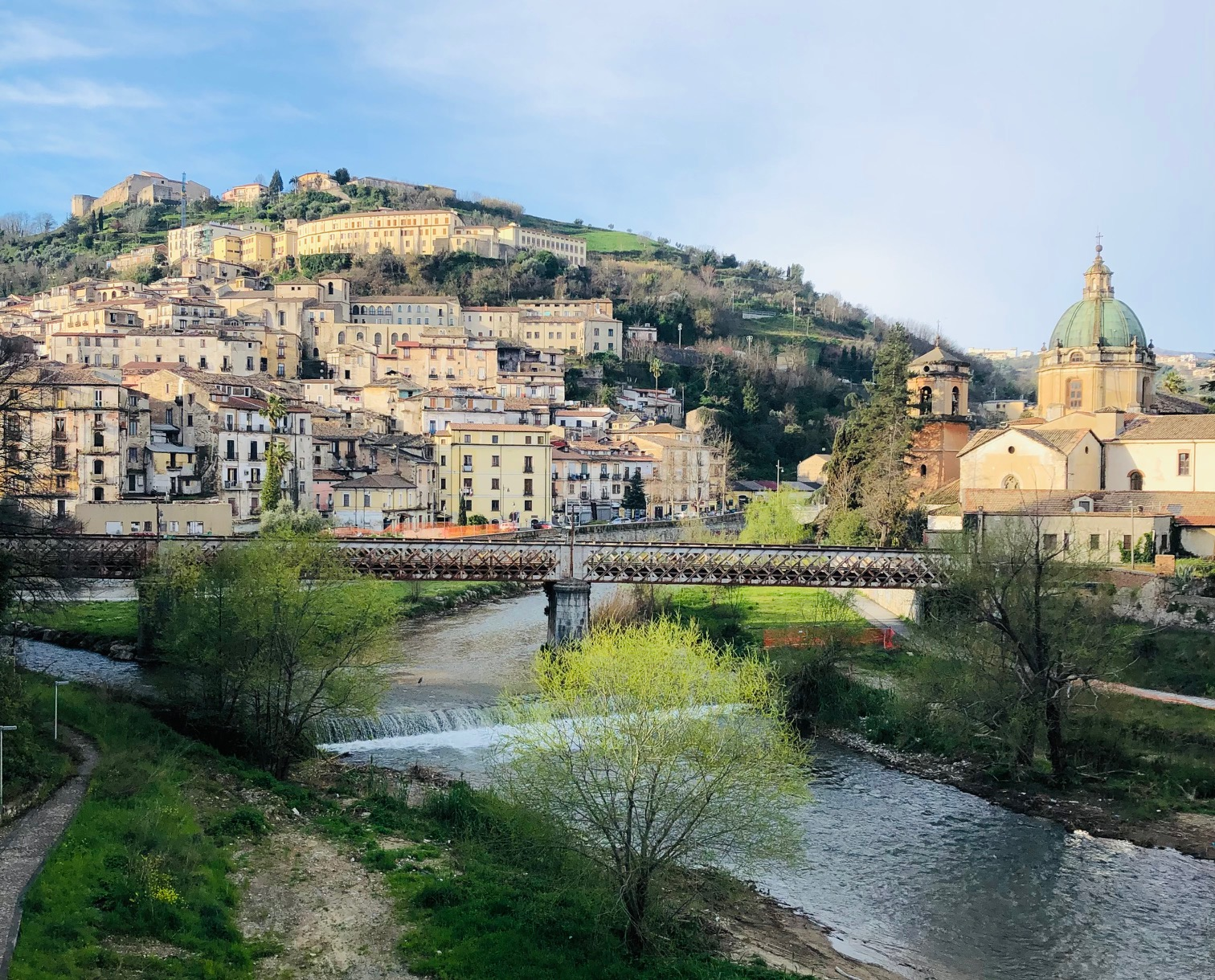
Centro storico di Cosenza

I quartieri di Cosenza secondo le fonti storiche e i documenti contemporanei sono 34, ai quali si aggiungono tre frazioni.
- Centro Storico o Cosenza Vecchia: sorge a ridosso della confluenza tra il Crati e il Busento con i loro ponti, a ridosso dei sette colli cosentini, dominato dal Castello Normanno-Svevo, è cuore millenario della città che si compone di 9 rioni alti e 9 rioni bassi tra i quali spiccano Portapiana, Motta, Giostra Vecchia, Grutta, Missandrìa, Santa Lucia, Cafarune, Spirito Santo, Castagna, Paparelle-Colle Triglio, Garrubba, Massa, Casali. La città antica ospita i più importanti monumenti della città tra i quali il Duomo, la Chiesa di San Francesco d'Assisi, la Chiesa di San Francesco di Paola e la Chiesa di San Domenico insieme ad altre storiche architetture religiose, il Teatro di tradizione Alfonso Rendano, il Teatro Morelli, la Galleria nazionale di Cosenza di Palazzo Arnone, la Biblioteca nazionale di Cosenza e la Biblioteca civica di Cosenza, l'Accademia Cosentina, lo storico Palazzo del Governo e il Liceo classico Bernardino Telesio.

La città moderna include 16 quartieri. Otto sono ubicati nella zona centro-sud del territorio comunale: Il Carmine, la Riforma-Rivocati, il Lungo Busento, Rione “Michele Bianchi”, Collina Muoio (Merone), Autostrada, Loreto, Autostazione.
- Centro Città o Cosenza Nuova: va dal Centro Storico ai quartieri a nord, e che comprende il corso principale (Corso Mazzini), l'Ospedale dell'Annunziata, le maggiori piazze, fra cui piazza C. Bilotti, piazza Loreto e piazza Europa, le arterie stradali Viale degli Alimena, Viale R. Misasi (ex Viale Roma), Corso L. Fera (ex Corso d'Italia) e Viale della Repubblica, e il nuovissimo Viale Giacomo Mancini, vero e proprio asse di penetrazione che da nord, lungo l'ex tracciato ferroviario, porta verso il cuore della città.

Anche i quartieri periferici sono essenzialmente otto:
- Gergeri, quartiere situato nella zona est della città, porta di accesso del centro storico e sede delle opere di architettura contemporanea del Ponte San Francesco di Paola e del Planetario - Museo della Scienza.
- Via Popilia, quartiere popolare che sorge sul tracciato dell'antica strada romana Via Popilia che collegava Roma con la punta estrema della penisola italica attraversando Cosenza.
- Serra Spiga, quartiere popolare sorto sulla collina a ridosso dello svincolo Cosenza dell'Autostrada A2.
- San Vito, quartiere popolare nato negli anni sessanta e adiacente al quartiere di Serra Spiga. Ospita lo Stadio San Vito-Gigi Marulla.
- Città 2000, quartiere residenziale di qualità nato negli anni ottanta nell'area compresa tra i quartieri di San Vito-Serra Spiga e Panebianco.
- Panebianco, popoloso quartiere nord che prende il nome dalla via che lo attraversa e che collega il centro cittadino a Rende.
- Torrealta, quartiere popolare a est di Panebianco e suddiviso in Torrealta superiore e inferiore.
- Bosco De Nicola, a valle di Panebianco e posto tra quest'ultimo e Via Popilia, è attraversato in direzione Rende dal Viale Sergio Cosmai.

### Frazioni
Le frazioni di Cosenza sono tre: Borgo Partenope, Donnici e Sant'Ippolito; ne faceva parte anche un quarto centro, limitrofo agli altri tre e poi divenuto comune a sé stante: Piane Crati.
La storia di questi centri, nati dalla fuga dei Cosentini intorno al X secolo sulle colline circostanti per le varie invasioni saracene, è molto simile a quella di tutti quegli altri comuni a corona della città ancora denominati Casali Cosentini che dal 2017 dopo una fusione amministrativa si sono uniti nel comune di Casali del Manco, ma pur sempre parte integrante della sua area metropolitana.

## Economia

### Agricoltura
Per effetto del tumultuoso consumo di suolo che ha caratterizzato Cosenza a partire dagli anni cinquanta, il settore primario riveste un ruolo secondario nel sistema economico cittadino. Il censimento dell'agricoltura del 2000 ha riscontrato nell'area urbana 1,7 aziende agricole ogni cento abitanti, a fronte di una media provinciale e regionale di nove ogni cento abitanti, il 70% delle quali con una superficie agricola utilizzata inferiore a un ettaro. Nell'area sud delle frazioni collinari di Borgo Partenope, Donnici e Sant'Ippolito permane la viticoltura, che consente la produzione del vino Donnici DOC nelle tipologie rosso, rosso riserva, bianco, Donnici rosato e novello. Dal 2011 l'intero territorio della provincia rientra nell'areale dei vini DOP "Terre di Cosenza". Altri prodotti agricoli con riconoscimento DOP sono i fichi di Cosenza, ossia i frutti essiccati di fico domestico della cultivar Dottato e l'olio di oliva Bruzio. Con la pubblicazione sulla Gazzetta ufficiale del DDG 19253 del 30/04/19 (Modifiche del Registro nazionale delle varietà delle piante da frutto: elenco nuove accessioni idonee per il Servizio Nazionale di Certificazione Volontaria) il Fico Dottato Bianco di Cosenza è stato iscritto come prodotto di eccellenza.

### Industria
Il sistema industriale cosentino è costituito prevalentemente da piccole e medie imprese operanti nell'agroalimentare, nel manifatturiero e nei servizi tecnologici, tra queste una delle più antiche è l'azienda Garritano specializzata nella lavorazione dei Fichi di Cosenza, presente sul mercato dal 1908. Nel parco industriale di Rende, esteso per cinquecento ettari, operano circa trecento aziende. Altre sono ubicate nell'area industriale di Settimo di Montalto Uffugo e nei nuclei industriali di Piano Lago e Zumpano.

### Servizi
Il Rapporto "L'Italia Policentrica - Il fermento delle città intermedie" presentato dall'Associazione Mecenate 90 nel 2020 evidenzia una crescita significativa delle imprese cosentine pari al +8,3% (646 imprese in più) rispetto al 2009, di gran lunga superiore alla crescita osservata a livello nazionale (+0,2%). In particolare, le attività dei servizi di alloggio e ristorazione, il terzo settore più rappresentativo per numero di imprese registrate, rilevano la crescita maggiore in termini assoluti, con 160 imprese in più rispetto al 2009 (+40,2%). Anche rispetto al 2017 – altro dato contenuto nel report – la città conta 55 imprese in più, facendo registrare una crescita dello 0,7%, superiore alla crescita osservata a livello nazionale (+0,2). Il settore che registra, in termini assoluti, la crescita maggiore è quello delle Attività dei servizi di alloggio e ristorazione che conta 14 imprese in più rispetto al 2017 (+2,6%).
Un altro volano dell'economia cosentina insieme al commercio è l'università, in grado di generare una cospicua domanda di servizi per gli studenti nonché un elevato fabbisogno di terziario avanzato.
A Cosenza è attivo il centro di ricerca di una delle otto sedi italiane della multinazionale NTT Data, polo all'avanguardia che si occupa di system integrator. Il distretto tecnologico di Cyber Security cosentino è costituito da numerose piccole imprese specializzate nelle tecnologie dell'informazione e della comunicazione, solo Cosenza ne ospita più di 60 (dato del 2018).
Nel 2022 la multinazionale Accenture che opera nel settore della consulenza strategica e direzionale e dell'esternalizzazione ha investito sull'apertura dei poli di Cosenza e Bari per le professioni del futuro connesse alle tecnologie più all’avanguardia e alle competenze specialistiche in ambiti strategici come la sanità digitale, la sostenibilità ambientale, gli analytics, il cloud e la security. Nel 2023 è nata a Cosenza la sesta sede italiana della società europea Atos, con un centro di consulenza e di progettazione nei campi della transizione digitale, dell’innovazione informatica e dell'intelligenza artificiale a servizio di aziende e istituzioni in piazza Bilotti.. Nel 2024 l'azienda acquisita da Lutech SPA annuncia l'obiettivo di raggiungere oltre 100 dipendenti nella sede di Cosenza entro il 2025 grazie all'accordo con l'Università della Calabria.

### Turismo
La città di Cosenza, che nel 2008 ha ricevuto il riconoscimento di "città d'arte" dalla regione Calabria offre attrattive di carattere paesaggistico, di interesse storico e artistico-culturale ed è collocata geograficamente tra il Mar Tirreno e l'altopiano della Sila. Secondo i dati ISTAT nel 2016 nell'area urbana di Cosenza le presenze turistiche sono state 332.204 rispetto alle 223.981 del 2015; in particolare il triennio 2015-2017 registra una percentuale di arrivi e presenze di turisti italiani pari all'80% con un periodo di permanenza media di 1,96 notti e una percentuale di turisti stranieri pari al 20% con 27.000 arrivi e 57.000 pernottamenti. Secondo i dati forniti dall'osservatorio turistico comunale il 60% dei turisti ha scelto Cosenza per motivi personali e il 40% per motivi di lavoro, confermando anche la vocazione della città per il turismo d'affari. Nell'anno 2018 le presenze registrate nel centro città sono state 104.194 di cui 85.145 per il settore alberghiero e 19.049 per il settore extra-alberghiero, con una crescita del 6% rispetto al 2017 e un aumento del 41,5% di turisti stranieri per un totale di 11.000 presenze e 21.000 pernottamenti. Nel mese di dicembre del 2018, i turisti che hanno scelto Cosenza hanno generato 9.030 pernottamenti con un incremento del 9,2% rispetto allo stesso periodo del 2017. Nel 2017 il mito del tesoro di Alarico I è stato citato da diverse testate nazionali e internazionali e da programmi televisivi del settore.
Secondo un report realizzato nel 2022 da Isnart e Unioncamere Italiana per analizzare dal punto di vista turistico-territoriale la Calabria, Cosenza risulta la città con la maggiore presenza turistica regionale con il 40% del totale.

## Infrastrutture e trasporti

### Strade
Cosenza è interessata dall'autostrada A2 tramite gli svincoli Rende-Cosenza Nord e Cosenza; dalla strada statale 107 Silana Crotonese, dalla strada statale 19 delle Calabrie e dalla strada di collegamento Cosenza-Sibari, tratto compreso tra lo svincolo autostrada A2 uscita Tarsia e la Strada statale 106 Jonica. La sopraelevata di Cosenza, collega lo svincolo Sud dell'autostrada A2 con la strada statale 107 Silana Crotonese e con la stazione di Cosenza. Nel 2018 è stato inaugurato il ponte San Francesco di Paola sul fiume Crati progettato dall'architetto spagnolo Santiago Calatrava.

### Ferrovie

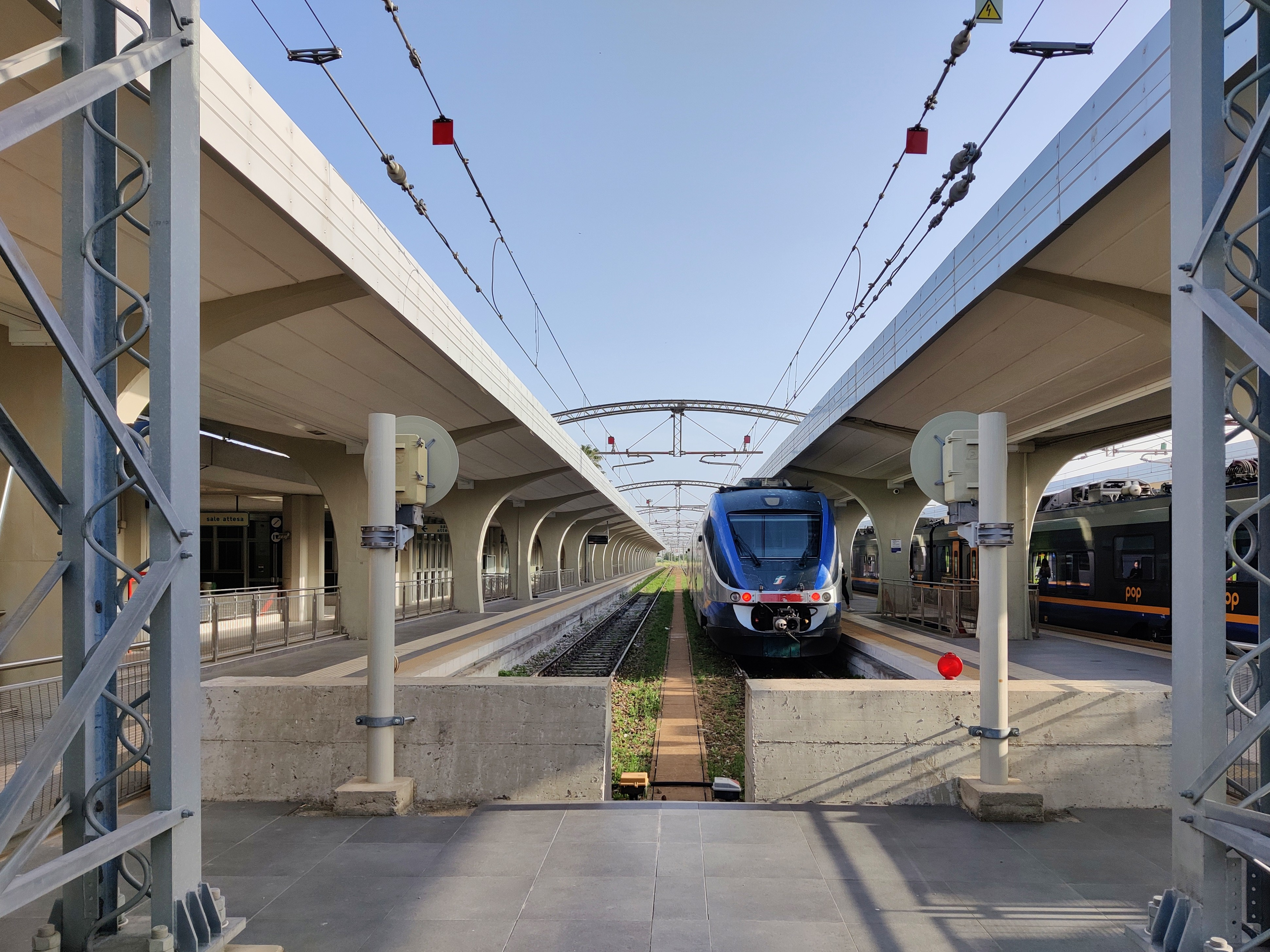
Fascio di binari della Stazione di Cosenza

Il territorio comunale è attraversato dalla ferrovia Paola-Cosenza, che collega la città con la linea tirrenica meridionale. Il percorso originario, tortuosissimo e a cremagliera, è stato abbandonato e sostituito da un nuovo tracciato a trazione elettrica dal 1987.
Nel comune si trovano le seguenti stazioni ferroviarie:
- Stazione di Cosenza, conosciuta come "Cosenza Vaglio Lise" gestita da RFI, posta sulla ferrovia Sibari-Cosenza, vi si attesta anche la linea a scartamento ridotto delle Ferrovie della Calabria per Catanzaro.
- Stazione di Cosenza Casali
- Stazione di Cosenza Centro, posta sulla linea Cosenza - Catanzaro Lido delle Ferrovie della Calabria.
- Stazione di Cosenza Campanella
- Stazione di Cosenza Monaco

La stazione di Cosenza, ricordata come stazione di Cosenza vecchia, è stata fino al 1987 lo scalo terminale delle linee delle Ferrovie dello Stato per Sibari e Paola.
Nella città inoltre è in servizio un servizio ferroviario urbano, gestito dalle Ferrovie della Calabria, in esercizio sulla tratta Cosenza Vaglio Lise-Cosenza Centro.

### Mobilità urbana
I trasporti dell'area urbana di Cosenza vengono svolti con autoservizi di linea gestiti da AMACO, mentre la società Consorzio Autolinee Cosenza s.r.l. gestisce i collegamenti urbani con l'Università della Calabria. Il 27 ottobre 2022 i consigli comunali di Cosenza, Rende e Castrolibero hanno approvato l'ambito territoriale per l'unificazione del servizio di trasporto pubblico nell'area urbana cosentina.
Il centro storico è dotato di una serie di scale mobili e tapis-roulant che collegano il quartiere dello Spirito Santo a piazza XV Marzo.
Tra anni 2010 e 2020 era stato suggerito di realizzare una metrotranvia dal centro cittadino al campus universitario, ma ad oggi (2025) il progetto non ha avuto seguito.

#### Piste ciclabili
La ciclopolitana di Cosenza, che si inquadra nell'ambito di un progetto più ampio di mobilità sostenibile della città, rappresenta un sistema di tragitti ciclabili metropolitani lungo circa 30 km e consente il collegamento di tutto il sistema urbano mediante una serie di percorsi protetti, che si sviluppano fino ai territori contigui di Casali del Manco, Castrolibero e Rende.

## Amministrazione

### Gemellaggi
- Salonicco[221]
- Kenosha[222]
- Lansing
- Sault Sainte Marie

## Sport
La città di Cosenza dal 2021 ospita in piazza Matteotti una sede territoriale di Sport e Salute, presidio a sostegno del sistema sportivo di base e della comunità, la seconda sede italiana dopo quella centrale di Roma.
Nel 2020 ha ottenuto il titolo di città europea dello sport.
Calcio

Il Cosenza Calcio nella stagione 1987-1988, promosso in Serie B

- Il Cosenza Calcio è la principale formazione cittadina, milita in Serie C. Fondato nel 1914, ha disputato 26 stagioni nel campionato di Serie B.
- L’A.C. Morrone milita nel campionato di Promozione.

Calcio a 5
- La Pirossigeno Cosenza milita nel campionato di Serie A.[228]

Pallavolo
- L'Associazione Sportiva Cosenza Pallavolo ha disputato il campionato italiano maschile di Serie A2 nelle stagioni 2002/2003 e 2003/2004 con la denominazione "Eurosport Brutium Pallavolo Cosenza" ed è presente nei campionati nazionali e giovanili con diverse selezioni. La prima squadra maschile, partecipa al campionato nazionale di B1. La prima squadra femminile milita in Serie D. La società G.M. Volley 2000 CS milita invece nel campionato femminile di Serie C.

Pallamano
- La squadra di pallamano, Pallamano Cosenza milita nel campionato di Serie A2.

Pallanuoto
- La squadra di pallanuoto maschile Associazione Sportiva Cosenza Nuoto milita nel campionato di Serie C, con un lungo passato tra A1 e A2. La squadra femminile attualmente partecipa al massimo campionato nazionale di Serie A1.

Rugby
- La squadra di rugby CUS Cosenza milita nel campionato di Serie C.

Football Americano
- La squadra di football americano Sauk Wolves Cosenza nata nel 2010, che partecipa al Campionato Italiano di Football a 9, organizzato dalla Federazione Italiana di American Football.

Scherma
- La squadra di scherma Club Scherma Cosenza milita nel campionato di Serie B1.

Ciclismo
- Cosenza ha ospitato il Giro d'Italia nelle seguenti occasioni: nel 1929, con l'arrivo della quinta tappa e la partenza della sesta; nel 1930, con l'arrivo della quinta tappa e la partenza della sesta; nel 1949, con l'arrivo della terza tappa e la partenza della quarta; nel 1961, con l'arrivo della settima tappa e la partenza dell'ottava; nel 1967, con l'arrivo dell'ottava tappa e la partenza della nona; nel 1972, con l'arrivo della sesta tappa e la partenza della settima; nel 1976, con l'arrivo della quinta tappa e la partenza della sesta; nel 1981, con l'arrivo dell'ottava tappa e la partenza della nona; nel 1986, con l'arrivo della quinta tappa e la partenza della sesta; nel 1989, con l'arrivo della quarta tappa e la partenza della quinta; nel 2013, con la partenza della quinta tappa; nel 2020.

### Impianti sportivi
- Stadio San Vito-Gigi Marulla (calcio): 20.987 posti a sedere, ospita le partite del Cosenza
- Campo Scuola CONI sito in via Degli Stadi (atletica leggera)[229]
- PalaFerraro (calcio a 5, pallavolo, pallacanestro): 1.200 posti a sedere
- Palazzetto dello sport di via Casali (calcio a 5, pallamano, pallavolo, tamburello)
- Palazzetto dello sport di Donnici (calcio a 5, pallamano, pallavolo)